# Berlin

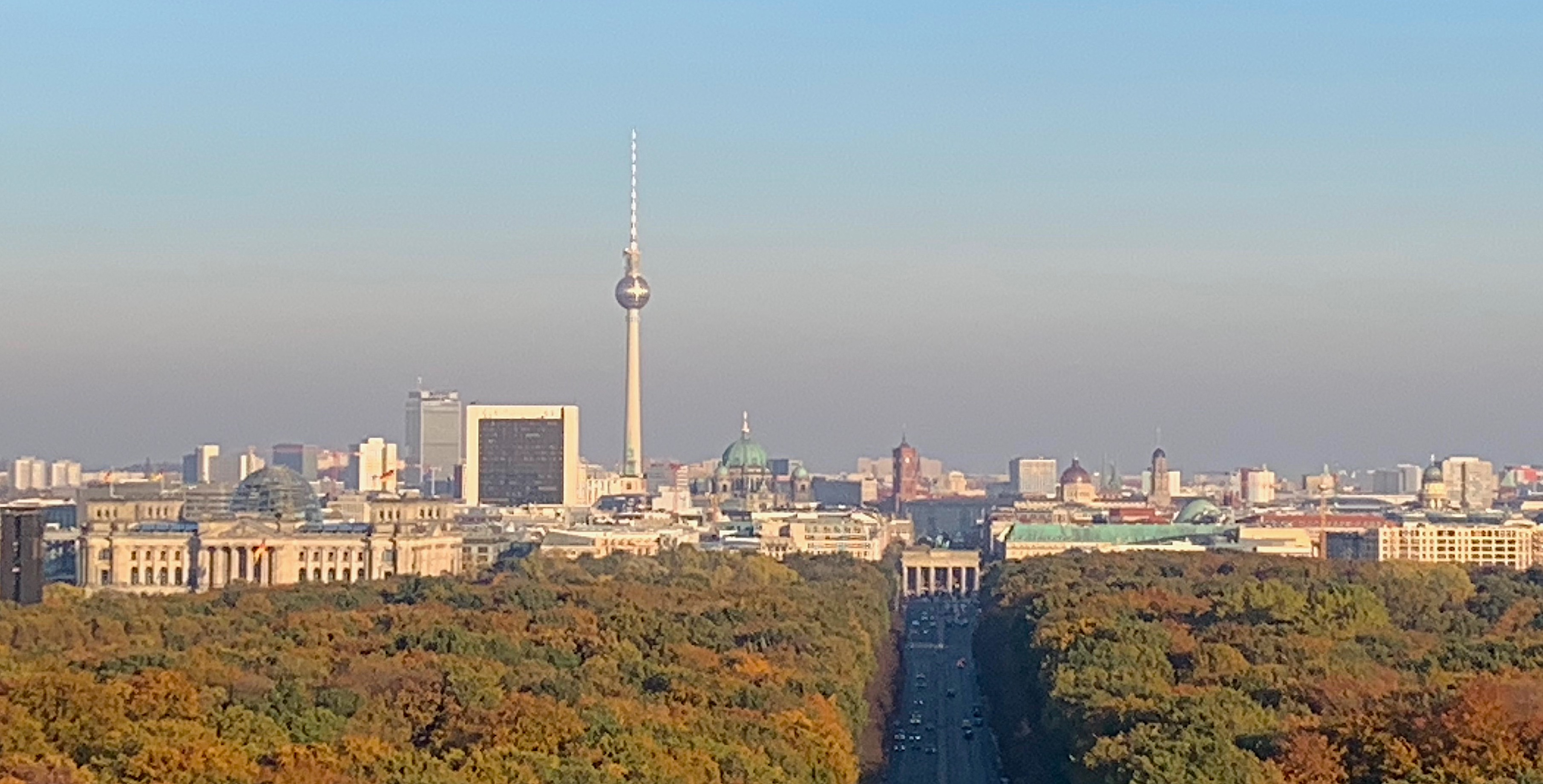
Vue aérienne de Berlin avec au loin la Porte de Brandebourg, la Fernsehturm et la Berliner Dom.

Pour les articles homonymes, voir Berlin (homonymie).
 (décembre 2024).
Si vous disposez d'ouvrages ou d'articles de référence ou si vous connaissez des sites web de qualité traitant du thème abordé ici, merci de compléter l'article en donnant les références utiles à sa vérifiabilité et en les liant à la section « Notes et références ».
Berlin (/bɛʁ.lɛ̃/  ; en allemand : /bɛɐ̯ˈliːn/ ) est la capitale et la plus grande ville d'Allemagne. C'est également l'un des seize lands (ou Länder) de la République fédérale.
Située dans le nord-est du pays, Berlin compte environ 3,8 millions d'habitants, sur 892 km2. Ses habitants s'appellent les « Berlinois » (Berliner en allemand). Elle est la ville la plus peuplée de l'Union européenne, mais seulement la huitième agglomération la plus peuplée d'Europe. L'agglomération de Berlin s'étend sur 3 743,31 km2. La région métropolitaine de Berlin-Brandebourg qui cumule les länder de Berlin et de Brandebourg regroupe au total près de six millions d'habitants.
Fondée au XIIIe siècle, Berlin a été successivement capitale de l'électorat du Brandebourg (1247-1701), du royaume de Prusse (1701-1871), de l'Empire allemand (1871-1918), de la république de Weimar (1919-1933) et du Troisième Reich (1933-1945). Après 1945 et jusqu'à la chute du mur de Berlin en 1989, la ville a été partagée en quatre secteurs d'occupation. Pendant la guerre froide, le secteur soviétique de la ville, nommé Berlin-Est, est devenu la capitale de la République démocratique allemande, alors que Berlin-Ouest était politiquement rattachée à la République fédérale d'Allemagne, devenant ainsi un bastion avancé du « Monde libre » à l'intérieur du Bloc communiste. Après la chute du mur, Berlin redevient, en 1990, la capitale de l'Allemagne alors réunifiée, et les principales institutions fédérales y emménagent en 1999.
Berlin est une ville mondiale culturelle et artistique de premier plan. Depuis 2005, Berlin fait partie du réseau des villes créatives UNESCO, comme ville de design. En 2018, Berlin a accueilli 13,5 millions de visiteurs, dont 6,5 millions de visiteurs étrangers.

## Géographie

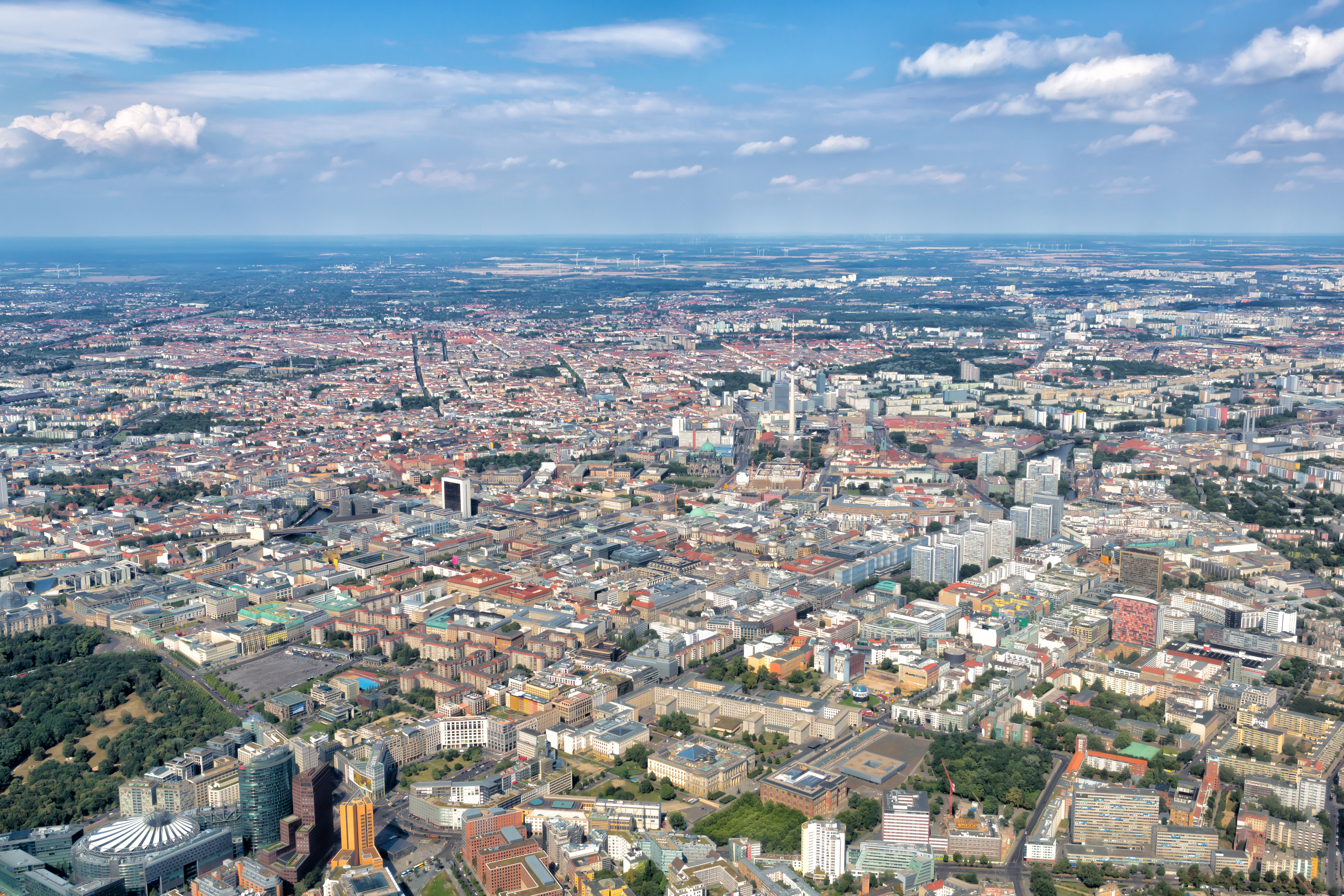
Vue aérienne de Berlin (2021).

### Toponymie
L'influence lacustre se retrouve dans l'étymologie même de Berlin, issue de la racine slave *brl qui désigne un marais ou une zone marécageuse. Le toponyme Berlin pourrait être aussi rapproché du terme sorabe barlen ou berlén qui désigne les grillages de bois placés en divers endroits d'une rivière par les pêcheurs. Contrairement à ce que l'étymologie populaire affirme, Berlin n'est pas basé sur le nom allemand de l'ours, Bär, suivi du suffixe diminutif -lin sous une forme dialectale (allemand -lein). D'ailleurs, l'accentuation même s'oppose à cette interprétation, puisque l'on doit prononcer [bɛɐ̯.ˈliːn] en appuyant sur le i long, tout comme dans les nombreux toponymes en -in de la partie est de l'Allemagne (ex. : Schwerin) qui remontent au slave. L'ours a néanmoins été choisi pour être la mascotte de la ville et figure sur ses armoiries.

### Topographie
La ville de Berlin se situe dans le Nord-Est de l'Allemagne, dans la plaine germano-polonaise, à 33 m d'altitude, au confluent de la Sprée et de la Havel. Les affluents de la Sprée sont la Panke, la Dahme, la Wuhle et l'Erpe. Une particularité de la ville est la présence de nombreux lacs et rivières, le long des cours d'eau. On en trouve plusieurs à l'ouest, mais aussi à l'est avec le Müggelsee.
La topographie berlinoise a été fortement influencée par la dernière ère glaciaire, et par la glaciation saalienne et la glaciation vistulienne qui a dessiné la vallée proglaciaire de Varsovie-Berlin qui traverse le land d'est en ouest entre le plateau de Barnim au nord et le plateau de Teltow au sud.

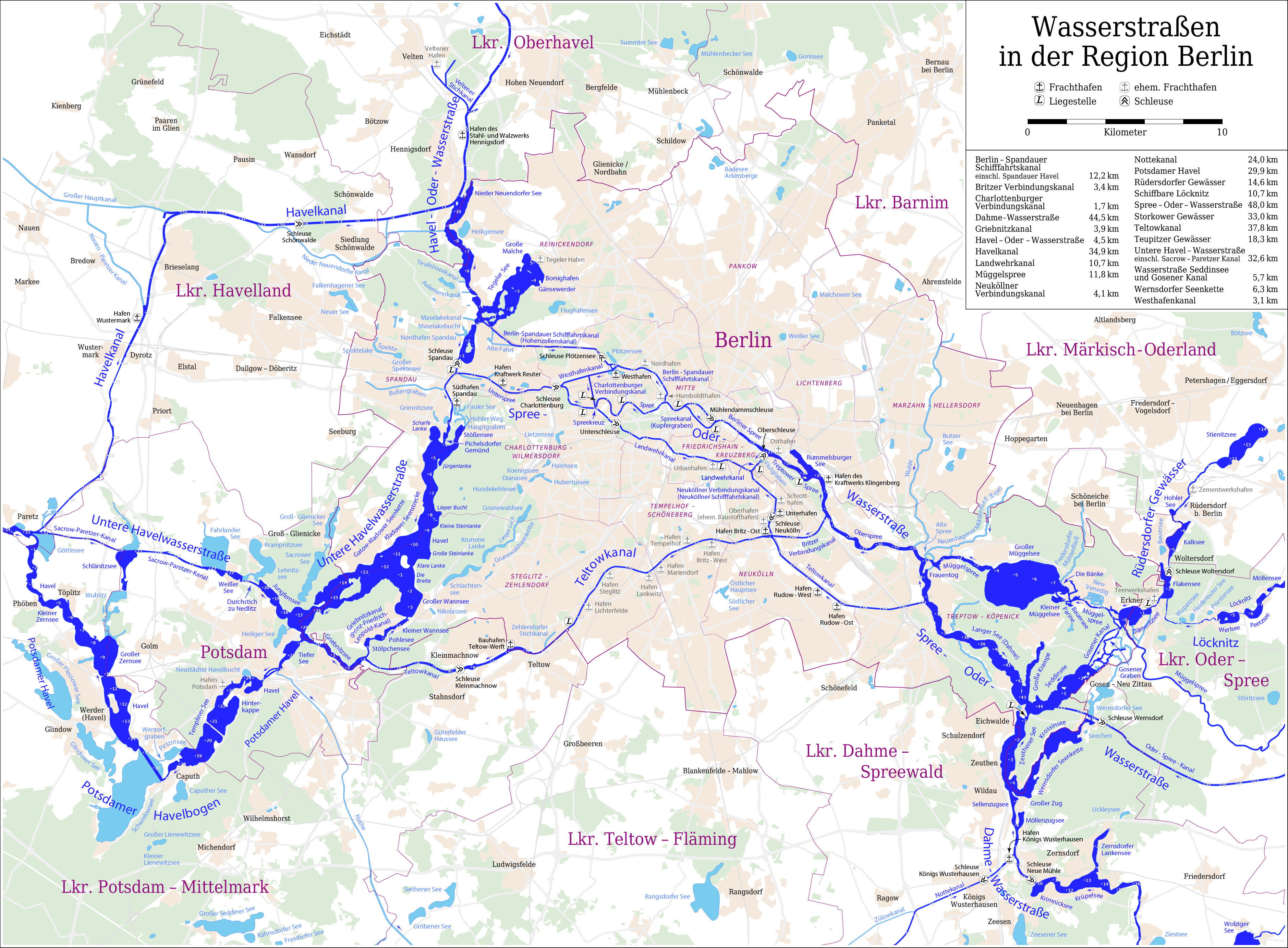
Plans d'eau à Berlin.
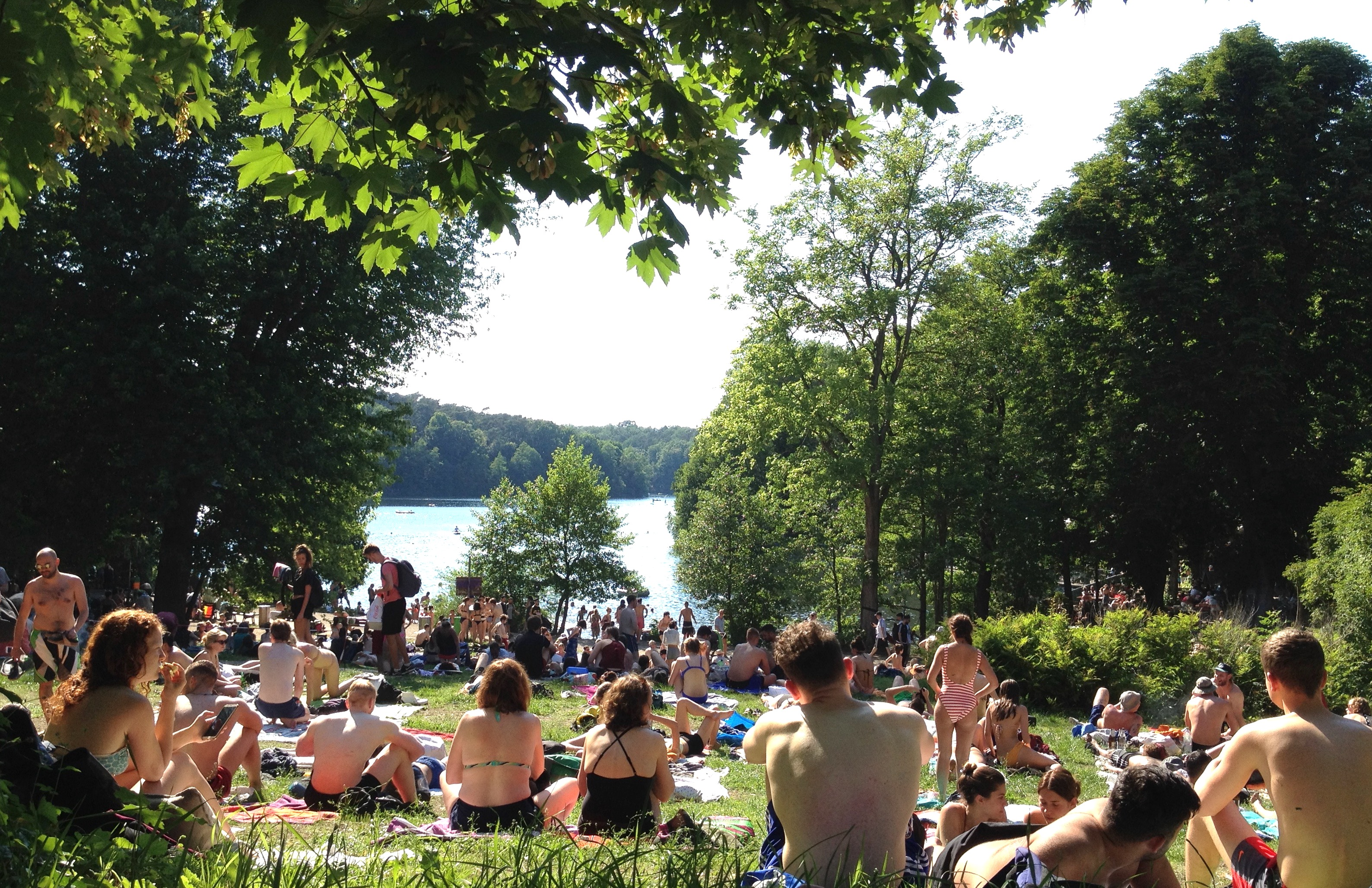
Schlachtensee.

### Climat
La capitale allemande possède un climat semi-continental, caractérisé par une amplitude plus importante qu'en climat océanique (plus à l'ouest) entre des hivers modérément froids et relativement secs et des étés assez chauds et orageux. Berlin est classé dans « Cfb » selon la classification de Köppen. Les précipitations tombent d'ailleurs majoritairement durant la saison estivale. Le record de chaleur est de 38,5 °C le 30 juin 2019 et le record de froid de −26 °C le 11 février 1929. La température moyenne annuelle est de 9,7 °C.
| Mois                              | jan.  | fév. | mars  | avril | mai  | juin | jui. | août | sep. | oct. | nov. | déc.  | année |
| --------------------------------- | ----- | ---- | ----- | ----- | ---- | ---- | ---- | ---- | ---- | ---- | ---- | ----- | ----- |
| Température minimale moyenne (°C) | −1,9  | −1,5 | 1,3   | 4,2   | 9    | 12,3 | 14,3 | 14,1 | 10,6 | 6,3  | 2,2  | −0,4  | 5,9   |
| Température moyenne (°C)          | 0,5   | 1,4  | 4,9   | 8,8   | 14   | 17   | 19,1 | 18,9 | 14,7 | 9,9  | 4,7  | 1,9   | 9,7   |
| Température maximale moyenne (°C) | 2,9   | 4,2  | 8,5   | 13,2  | 18,9 | 21,6 | 23,7 | 23,6 | 18,8 | 13,4 | 7,1  | 4,1   | 13,4  |
| Record de froid (°C)              | −23,1 | −26  | −16,5 | −8,1  | −4   | 1,5  | 6,1  | 3,5  | −1,5 | −9,6 | −16  | −20,5 | −26   |
| Record de chaleur (°C)            | 15,5  | 19,6 | 24,8  | 31,3  | 35,5 | 35,9 | 38,5 | 37,2 | 34,2 | 28,1 | 20,5 | 16    | 38,5  |
| Précipitations (mm)               | 42,3  | 33,1 | 40,5  | 37,1  | 53,8 | 68,7 | 55,5 | 58,2 | 45,1 | 37,3 | 43,6 | 55,3  | 570,5 |

## Histoire
L’histoire de Berlin commence avec sa fondation au XIVe siècle. La ville devient la capitale de la marche de Brandebourg en 1417, puis de l'État de Brandebourg-Prusse et du Royaume de Prusse. La Prusse s'est développée rapidement aux XVIIIe et XIXe siècles et a constitué la base de l'Empire allemand en 1871. 
Après 1900, Berlin devient une grande ville mondiale, connue pour son rôle prééminent dans les domaines de la science, des sciences humaines, de la musique, des musées, de l'enseignement supérieur, du gouvernement, de la diplomatie et des affaires militaires. Elle a également joué un rôle dans le secteur manufacturier et financier.
Pendant la Seconde Guerre mondiale, les bombardements, l’artillerie et les féroces combats de rue détruisent une grande partie de Berlin. L’agglomération est ensuite divisée entre les quatre grandes puissances alliées et, pendant plus de quatre décennies, elle résume la confrontation de la Guerre froide entre l’Ouest et l’Est. Avec la réunification allemande en 1990, Berlin redevient une capitale et une grande ville mondiale.

## Politique et administration

### Berlin, capitale
Berlin est redevenue la capitale de l'Allemagne le 3 octobre 1990. Il a cependant fallu un vote tendu et très serré au Bundestag, le 20 juin 1991, pour que la décision soit prise de transférer les institutions de Bonn à Berlin. Le transfert du gouvernement et du chancelier à Berlin a eu lieu en 1999.

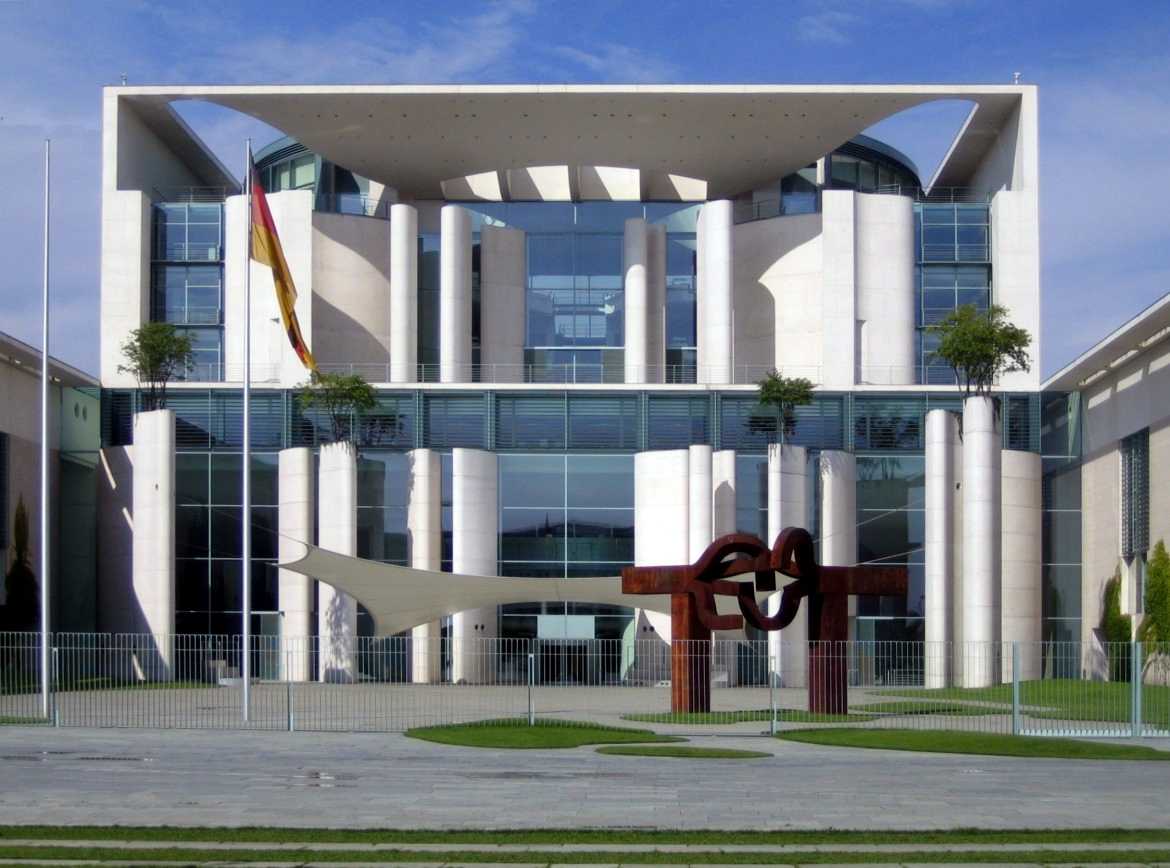
La chancellerie.
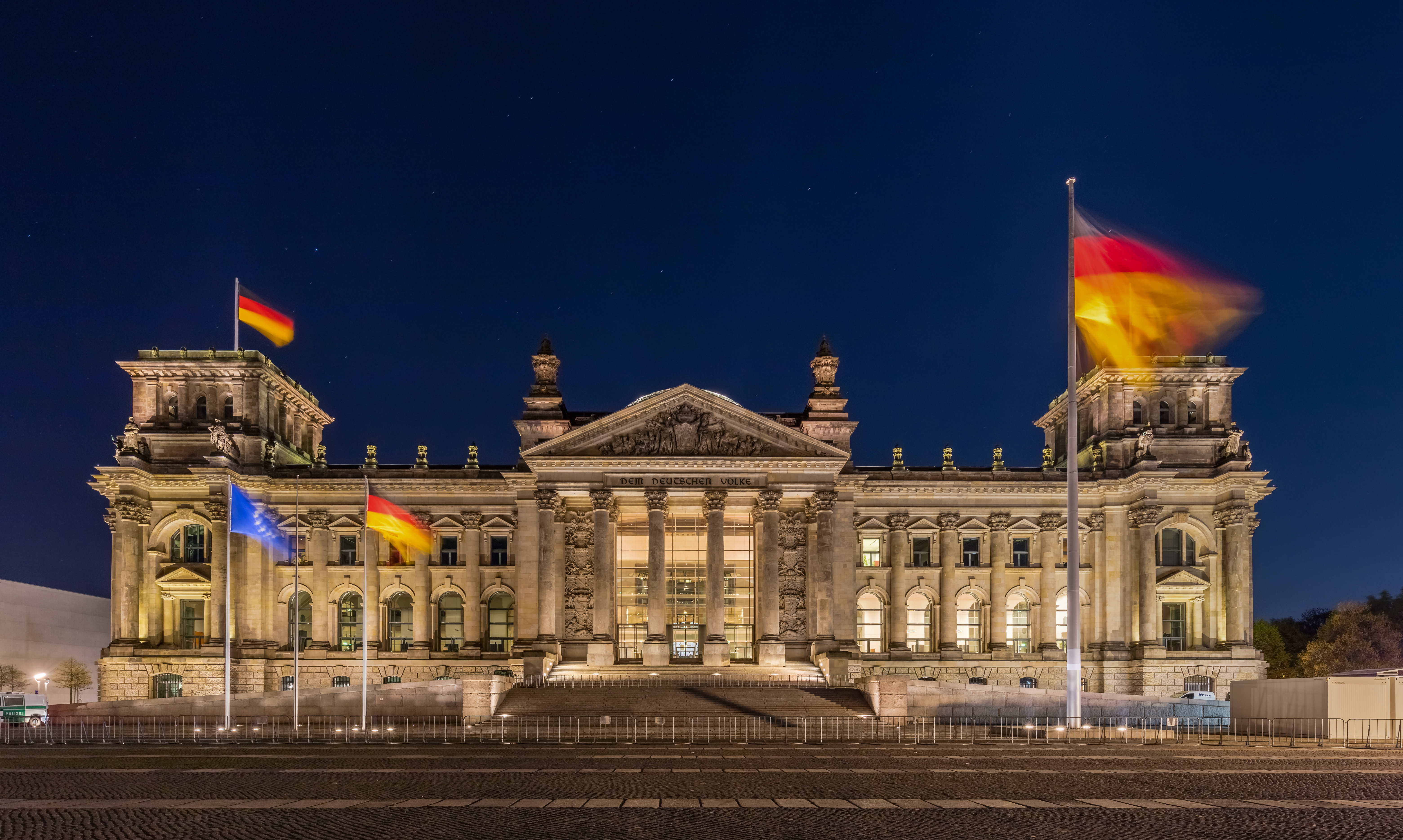
Palais du Reichstag, hébergeant le Bundestag.

### Berlin, ville-État

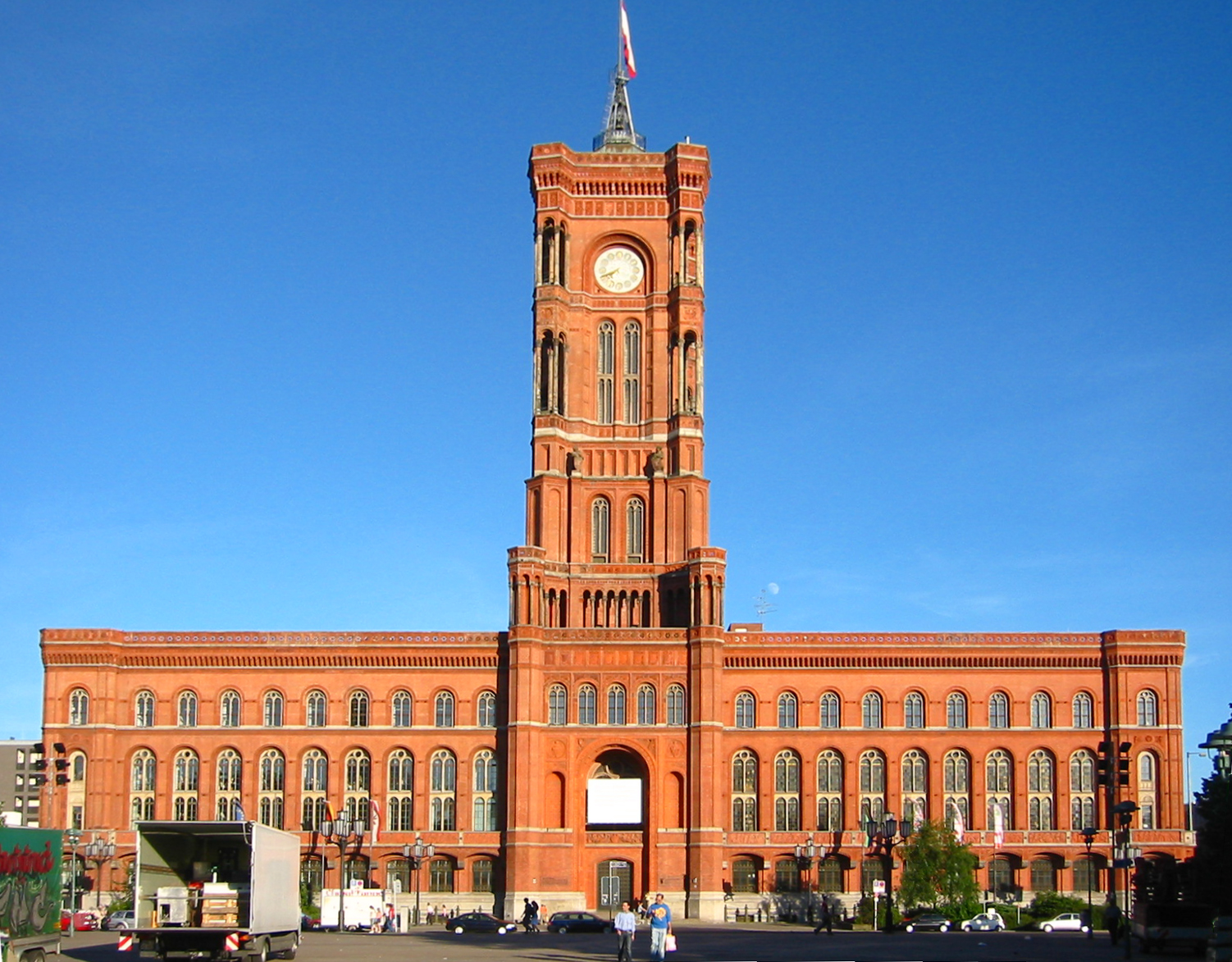
L'hôtel de ville de Berlin, siège du maire-gouverneur et de son « gouvernement », le Sénat de Berlin.

Du point de vue institutionnel, Berlin est une ville-État (Stadtstaat en allemand) où coïncident dans les mêmes organes et sur le même territoire les compétences de l'administration municipale et celles des États-membres (Länder) qui composent la fédération. C'est pourquoi on l'appelle aussi « Land de Berlin ». Hambourg et Brême possèdent une organisation similaire.
En tant que land, Berlin envoie quatre représentants au Conseil fédéral (Bundesrat) où elle participe ainsi au vote des lois nationales. La ville dispose de pouvoirs administratifs étendus, mais également de pouvoirs législatifs, pouvant réglementer par ses propres normes un ensemble très étendu de domaines. Ainsi, le land a compétence sur pratiquement tous les domaines (l'éducation, la culture, la planification, l'aide sociale, les transports), à l'exception de ceux exclusifs du Bund, l'État fédéral. La puissance de la ville-État se manifeste également par l'importance de son budget (plus de 20 milliards d'euros en 2011), même si le service de la dette y tient une place considérable. En effet, le montant de celle-ci s'élevait à 60 milliards d'euros en 2006.

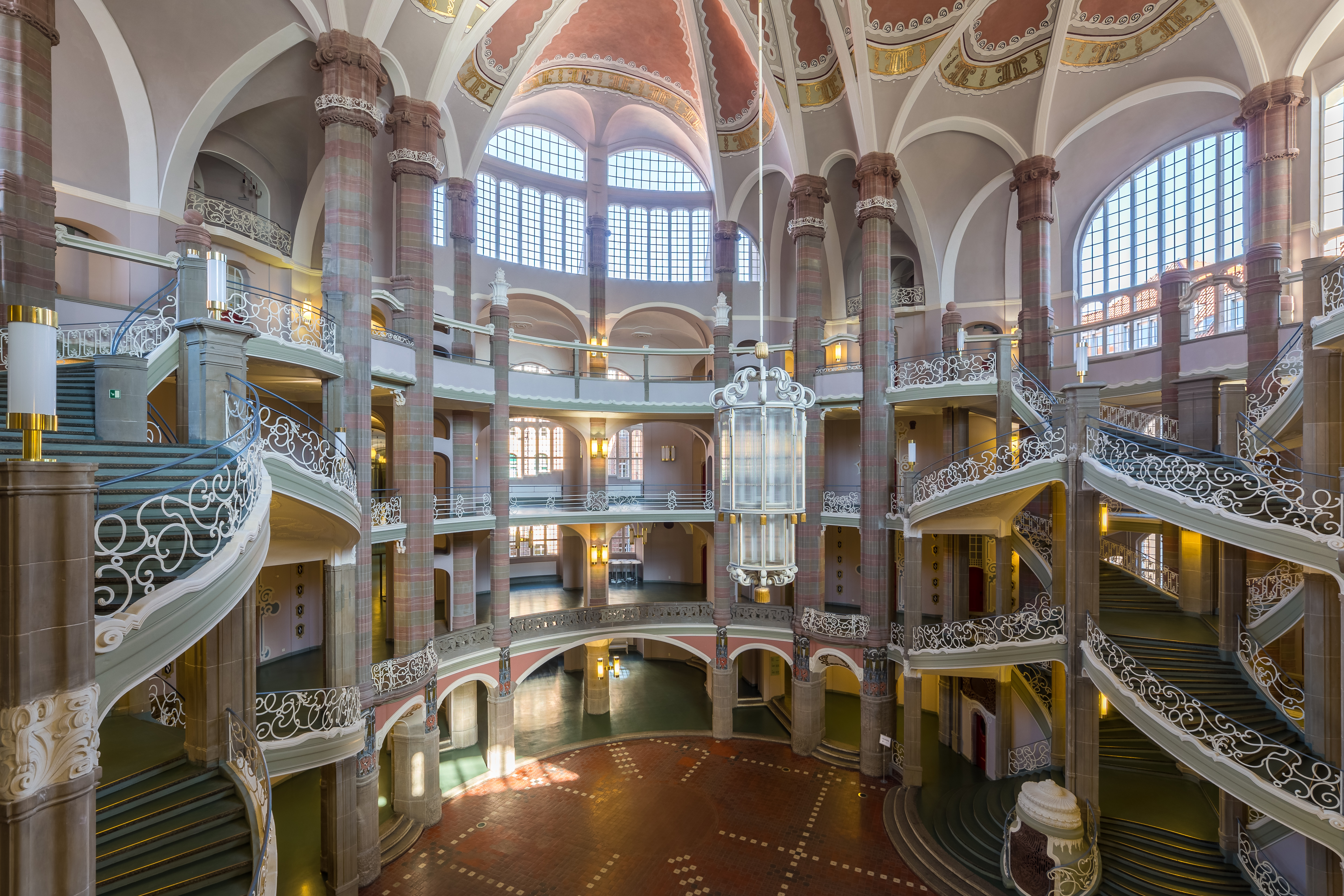
Entrée du tribunal régional.

Comme les autres länder, Berlin est dotée d'une constitution dont le respect par les lois du land est contrôlé par sa Cour constitutionnelle de Berlin. Remplaçant le précédent texte qui datait de 1950, l'actuelle Constitution de Berlin date de 1995. Elle accorde notamment une attention particulière à l'environnement.
Le pouvoir exécutif est exercé par le Sénat de Berlin (Senat von Berlin), gouvernement dirigé par le bourgmestre-gouverneur (regierender Bürgermeister) et composé de huit membres. Ils sont à la tête d'une administration sénatoriale (Senatsverwaltung) elle-même organisée en une dizaine de ministères. Le bourgmestre-gouverneur et le Sénat sont responsables devant la Chambre des députés de Berlin (Abgeordnetenhaus von Berlin), parlement monocaméral composé de 149 membres élus pour cinq ans au moyen d'un scrutin partiellement majoritaire d'arrondissement et partiellement proportionnel.
L'unification des Bundesländer de Berlin et de Brandebourg a été rejetée par référendum en 1996 : si les Berlinois se sont exprimés en faveur de la fusion avec une majorité de 53,6 %, la proposition a été massivement rejetée dans le Brandebourg avec 62,7 % d'opposition.

### Arrondissements de Berlin

12 arrondissements actuels et 96 quartiers.

L'organisation administrative est fixée, dans le cadre des principes établis par la Constitution de Berlin, par la législation du Land. Or celle-ci prévoit une décentralisation territoriale articulée en arrondissements municipaux (Bezirke). Chacun d'eux constitue une collectivité dirigée par un maire et un exécutif de cinq membres siégeant dans une mairie d'arrondissement. Ils sont élus au suffrage universel direct à la proportionnelle tous les cinq ans par le biais de l'assemblée des délégués d'arrondissement (Bezirksverordnetenversammlung - BVV). Non seulement les arrondissements disposent d'une réelle légitimité politique, mais ils ont des pouvoirs croissants. Leur nombre, qui était de 23 en 1990, a d'ailleurs été ramené à 12 afin notamment de renforcer leurs structures administratives (mesure votée en 1998 et entrée en vigueur en 2001). Bien que soumis à la tutelle de l'exécutif du land, les arrondissements disposent depuis 1995 d'une autonomie de dépenses, dans le cadre d'une dotation qui leur est attribuée globalement et sans contraintes particulières.

### Sécurité

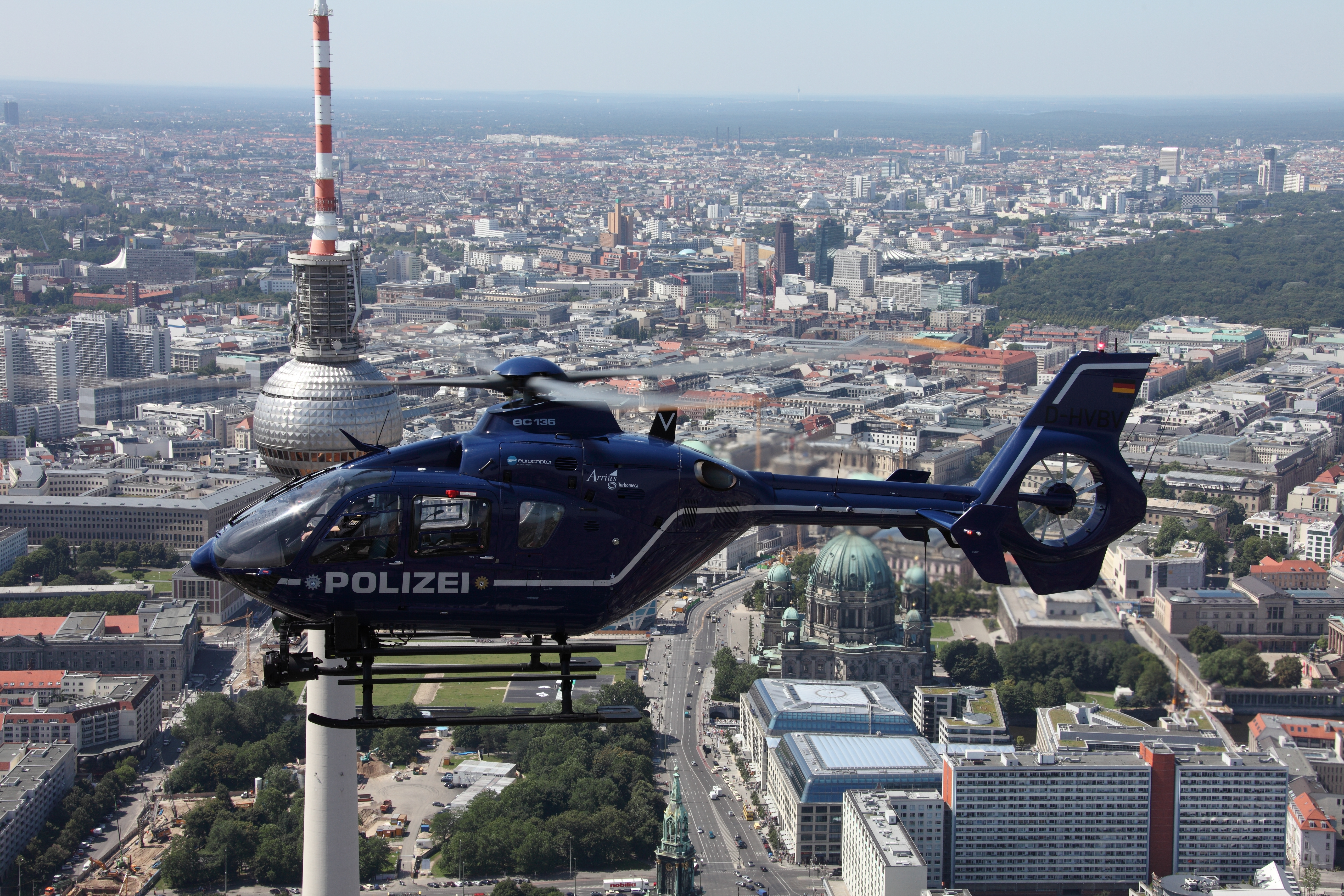
Hélicoptère de la Polizei Berlin.

En 2005, Berlin est en deuxième position pour ce qui est du taux de délinquance en Allemagne (15 002 délits pour 100 000 habitants).
Barbara Slowik, première femme à occuper le poste de préfet de police de Berlin depuis 2018, estime que le nombre de policiers, actuellement[Quand ?] de 17 000, devrait remonter à 19 000. Elle envisage de recruter des candidats étrangers.
La Police fédérale (Bundespolizei) est l'une des trois forces de police nationale dans la République fédérale d'Allemagne exerçant les compétences de la Fédération en matière de sécurité et de maintien de l'ordre. Elle est placée sous la tutelle du ministère fédéral de l'Intérieur.

### Logement
Dans les années 1990, plus de 200 000 logements communaux publics sont privatisés en faveur de grandes firmes immobilières et de fonds d'investissements.
Le coût des loyers a plus que doublé entre 2013 et 2023.
En septembre 2021, lors des élections législatives allemandes, dans référendum organisé à Berlin, 56 % des votants ont exprimé le souhait d'exproprier les sociétés immobilières détenant plus de 3 000 logements, demandant à la ville de racheter les biens pour en faire des logements à loyer modéré. Le referendum n'est pas tenu d'être suivi légalement mais oblige le parlement à débattre de la solution.

### Jumelages
La ville de Berlin entretient des accords de partenariat avec :
- Los Angeles (États-Unis) depuis le 27 juin 1967 ;
- Paris (France) depuis le 2 juillet 1987 (partenariat, pas de jumelage) ;
- Madrid (Espagne) depuis le 4 novembre 1988 ;
- Istanbul (Turquie) depuis le 17 novembre 1989 ;
- Varsovie (Pologne) depuis le 12 août 1991 ;
- Moscou (Russie) depuis le 28 août 1991 ;
- Alger (Algérie) depuis le 12 septembre 1991 ;
- Budapest (Hongrie) depuis le 14 décembre 1991 ;
- Bruxelles (Belgique) depuis le 1er juin 1992 ;
- Jakarta (Indonésie) depuis le 22 avril 1993 ;
- Tachkent (Ouzbékistan) depuis le 30 avril 1993 ;
- Mexico (Mexique) depuis le 1er septembre 1993 ;
- Pékin (Chine) depuis le 5 avril 1994 ;
- Tokyo (Japon) depuis le 14 mai 1994 ;
- Buenos Aires (Argentine) depuis le 19 mai 1994 ;
- Prague (Tchéquie) depuis le 10 juin 1995 ;
- Windhoek (Namibie) depuis le 6 juillet 2000 ;
- Londres (Royaume-Uni) depuis le 10 octobre 2000 ;
- Casablanca (Maroc) depuis 2024.

Depuis 2005, Berlin fait partie du réseau des villes créatives UNESCO, comme ville de design. Les coopérations entre les onze villes design de ce réseau sont nombreuses et se développent maintenant en dehors du strict cadre du design.

## Démographie

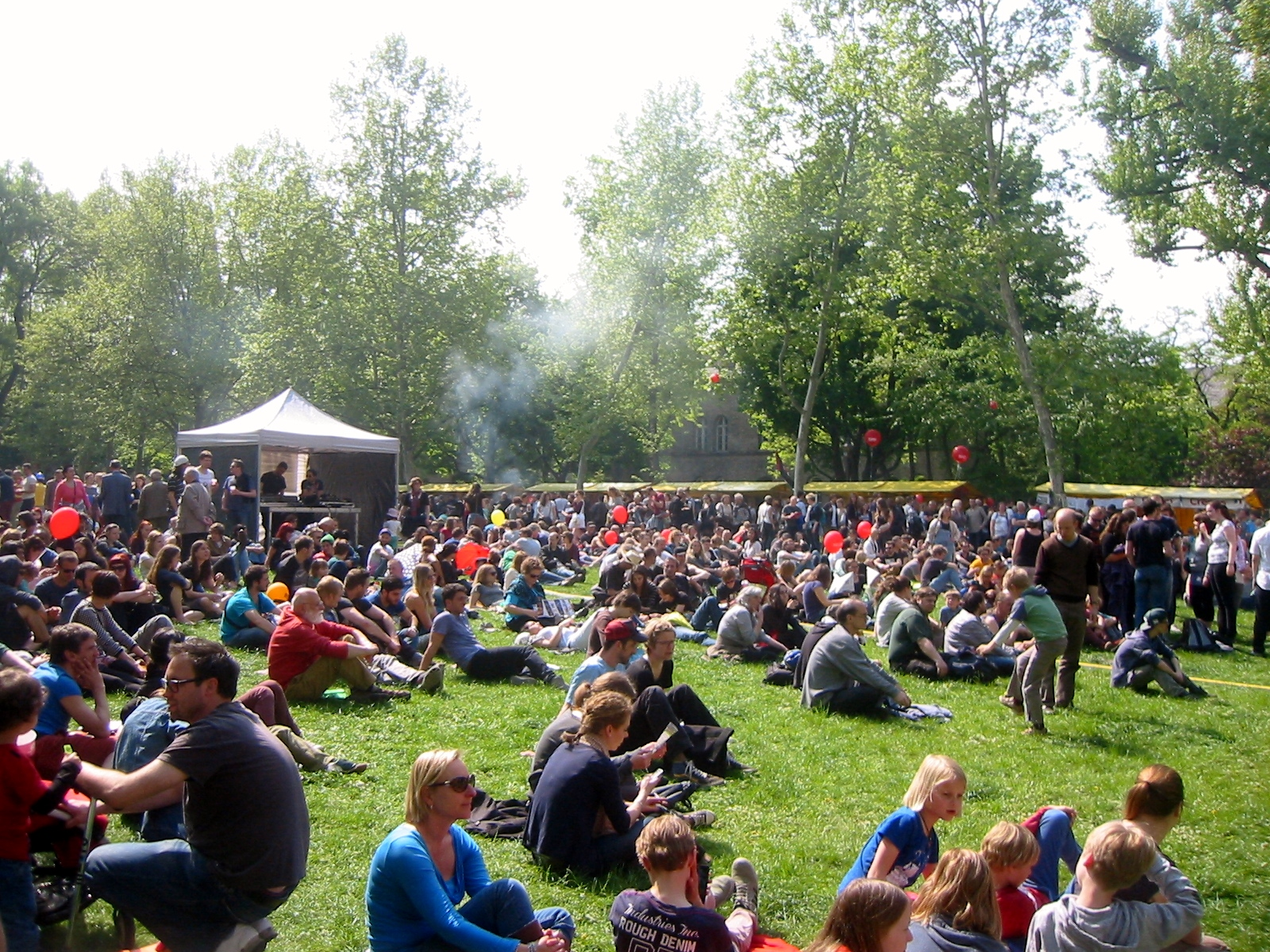
C'est dans l'arrondissement de Friedrichshain-Kreuzberg qu'il y a la plus haute densité, la plus haute natalité et la plus basse mortalité de Berlin (Mariannenplatz, 2014).

La ville et le land de Berlin comptaient 3 748 148 habitants au 1er janvier 2019 (4 203 hab./km2), dont 1 855 248 hommes (49,5 %) et 748 472 étrangers (20,0 %). L'âge moyen est de 42,7 ans.
Au début de son histoire en 1220, Berlin était une petite île sur la Sprée de 1 200 habitants. L'immigration des huguenots français à la suite de l'Édit de Potsdam en 1685 a donné une forte impulsion à la ville, alors peuplée de 10 000 habitants. Sa superficie et sa population ont progressé jusqu'en 1747 où elle a dépassé la barre des 100 000 habitants. Le siècle suivant était celui de l'industrialisation et du boom démographique de la ville qui a dépassé le million d'habitants en 1877.

Évolution de la population berlinoise pendant les dernières 130 années (1880-2016). La croissance « administrative » de 1920 et la chute spectaculaire.

L'intégration des communes limitrophes pour créer le grand Berlin en 1920 a fait de la ville pendant les années 1920 et 1930 la plus grande ville du continent européen et la troisième ville du monde après New York et Londres. Elle a connu sa plus grande population pendant la période du national-socialisme en 1942 avec 4 478 102 habitants, avant de baisser drastiquement à la fin de la Seconde Guerre mondiale à 2 807 405. La bataille de Berlin a complètement changé le visage de la population berlinoise : seuls 14 % des Berlinois d'après-guerre habitaient à Berlin avant-guerre.
Entre 1957 et 1990, des jeunes hommes de la République fédérale d'Allemagne ont eu la possibilité de s'échapper du service militaire s'ils vivaient à Berlin-Ouest.
La population a ensuite très légèrement augmenté de quelques dizaines de milliers d'habitants pendant la partition, avant d'accuser une légère baisse après la réunification à la fin des années 1990. La population actuelle augmente aujourd'hui très lentement. La croissance démographique était en 2010 de 5,2 ‰ surtout grâce à un solde migratoire de 4,9 ‰. Le taux de fécondité selon le recensement de 2011 est de 1,31 enfant par femme, légèrement en dessous de la moyenne nationale allemande à 1,36 enfant par femme.

### Immigration
D'après le registre des déclarations domiciliaires, 621 075 Berlinois sur 3 610 156 ne possédaient pas la nationalité allemande en décembre 2015, mais celle d'une des 190 nationalités présentes à Berlin. Cela représente 17,2 % de la population. En 2013, 6 674 Berlinois dont 3 690 Européens (y compris 1 600 Turcs) ont acquis la nationalité allemande. D'après les résultats du recensement de 2011, il y eut cette année-là 164 577 immigrants (dont 87 573 Allemands et 77 104 étrangers) et 123 253 émigrants (dont 75 339 Allemands et 47 914 étrangers) à Berlin. Cela représente un solde migratoire positif de 41 324 personnes (dont 29 190 Allemands et 12 124 étrangers) qui constitue le principal facteur d'accroissement démographique de la capitale allemande.
Il existe également en Allemagne des statistiques sur les Allemands issus de l'immigration (Deutsche mit Migrationshintergrund), c'est-à-dire les immigrés naturalisés ou les enfants d'au moins un parent immigré depuis 1949. À ce compte, 444 257 Berlinois allemands (sur 3 562 166) ont un antécédent migratoire en 2014, dont 101 198 de l'Union européenne (dont 51 017 de Pologne), 153 452 des pays islamiques (dont 74 603 de Turquie, 18 113 du Liban), 64 624 de l'ex-Union soviétique (dont 24 256 de Russie), 19 827 de l'ex-Yougoslavie. Si l'on additionne les étrangers de Berlin et les Berlinois allemands ayant un « antécédent migratoire », on totalise 1 078 091 personnes, c'est-à-dire près d'un tiers des Berlinois (29,9 %).
Les immigrés d'origine turque représentent la plus grande population étrangère à Berlin. En prenant en compte les Turcs d'Allemagne (mit Migrationshintergrund) et les étrangers turcs, la population turque ayant sa résidence principale à Berlin totalise 173 242 personnes, c'est-à-dire 4,9 % des Berlinois. C'est la plus grande population turque au monde hors de la Turquie. Il s'agit d'une population ethnique non homogène, en reflet de la démographie de la Turquie. Il existe par exemple une minorité kurde. Ils sont présents majoritairement dans l'Ouest de Berlin, là où ils avaient originellement immigré. Les arrondissements où ils sont les plus nombreux sont Neukölln (12 %), Mitte (11,4 %) et Friedrichshain-Kreuzberg (10,9 %). Dans les années 1980, le sénat de Berlin-Ouest a stoppé temporairement l'immigration dans les districts de Tiergarten, Wedding et Kreuzberg, pour mieux répartir la population étrangère (et surtout turque) dans la capitale et éviter la formation de ghettos.
C'est le président Theodor Heuss qui invita d'abord 150 jeunes Turcs à venir en formation professionnelle à Berlin en 1955. Ensuite, l'État allemand signa avec la Turquie un traité d'embauche de main-d'œuvre d'immigration turque en 1961, les Gastarbeiter. Leur séjour était limité à deux ans, et l'Allemagne arrêta les embauches en 1973. Depuis, l'immigration turque se fait par regroupement familial et demande d'asile. Le nombre de retours au pays a ces dernières années dépassé l'immigration, et la population globale des Berlino-Turcs est en baisse. Les étrangers turcs à Berlin représentaient 120 684 habitants en 2003 et 98 659 en 2014. De même, 2 745 Berlino-Turcs ont acquis la nationalité allemande en 2003 et 1 600 en 2013.
Quoique le nombre d'immigrés fût nettement inférieur à Berlin-Est, des étudiants issus de la république démocratique du Viêt Nam furent invités par la RDA à venir y séjourner. Le flux se poursuivit après la réunification du Viêt Nam. Jusqu'en 1989, plus de 100 000 Vietnamiens sont venus en Allemagne de l'Est, et particulièrement à Berlin, pour y rester temporairement ou définitivement. Aujourd'hui, ils représentent environ 23 179 personnes à Berlin (0,6 % de la population). 14 431 d'entre eux sont de nationalité vietnamienne et 8 354 sont de nationalité allemande. Ils sont restés majoritairement à l'est de Berlin, comme à Lichtenberg où ils représentent la première minorité immigrée (3 800 personnes). La religion majoritaire parmi les immigrés vietnamiens est le bouddhisme mahāyāna.

### Langue
Comme dans toute l'Allemagne, la langue officielle à Berlin est l'allemand standard (Hochdeutsch).

### Religion

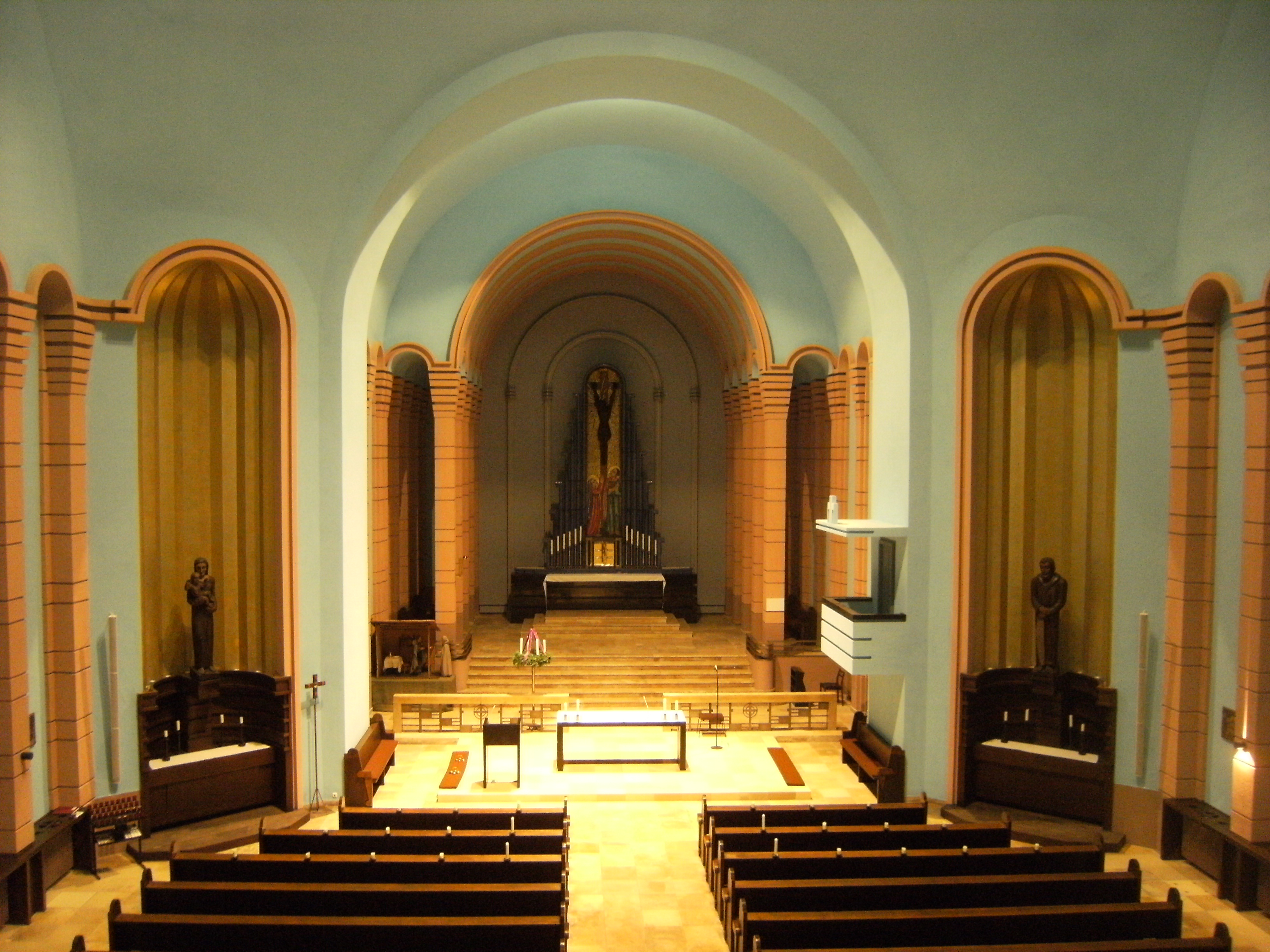
La basilique St.Augustinus de Berlin

30 % des Berlinois s'identifient à une religion, dont 12 % à l'Église protestante, dont 7 % à l'Église catholique (2023). La proportion des croyants aux grandes religions stagne ou baisse depuis vingt ans, sauf ceux de l'Islam qui représentent environ 8 % des Berlinois.
Les différentes religions chrétiennes sont stables voire en déclin à Berlin depuis la réunification, mais on remarque encore des différences notables entre la partie occidentale et la partie orientale de la ville. En effet, dans beaucoup des anciens quartiers de Berlin-Ouest, la communauté protestante ou catholique compte plus de 40 % de croyants, tandis qu'il y en a pas plus de 10 % dans les nouveaux quartiers issus de Berlin-Est. Le primat de l'Église protestante Berlin-Brandebourg-Haute Lusace silésienne est l'évêque Christian Stäblein depuis 2019. Heiner Koch est archevêque de l'Archidiocèse de Berlin depuis 2015. En 2009, les prestations annuelles du land de Berlin étaient respectivement de 8 146 910 € à l'Église protestante et de 2 860 000 € à l'Église catholique.

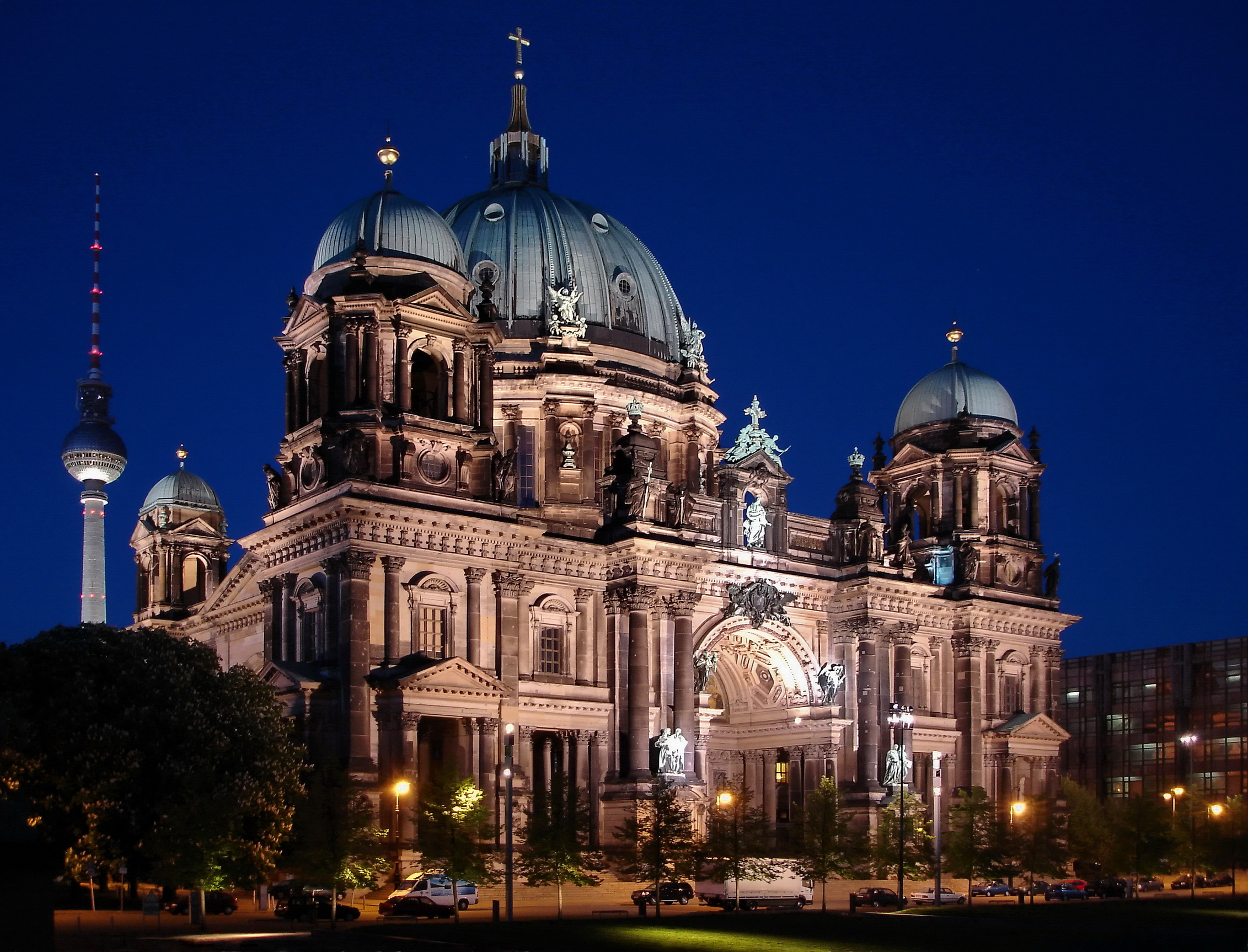
Le Berliner Dom sur l'île de la Spree dans Berlin-Mitte est la principale église protestante.

L'Église protestante luthérienne indépendante, aujourd'hui composée de huit paroisses à Berlin, a été fondée en 1830. Berlin est également le siège allemand des évêques orthodoxes bulgares et russes. Les baptistes sont présents dans la capitale fédérale depuis le milieu du XIXe siècle, avec aujourd'hui 36 paroisses. La communauté mormone compte six paroisses. À Berlin se trouve également le siège des Témoins de Jéhovah allemand.

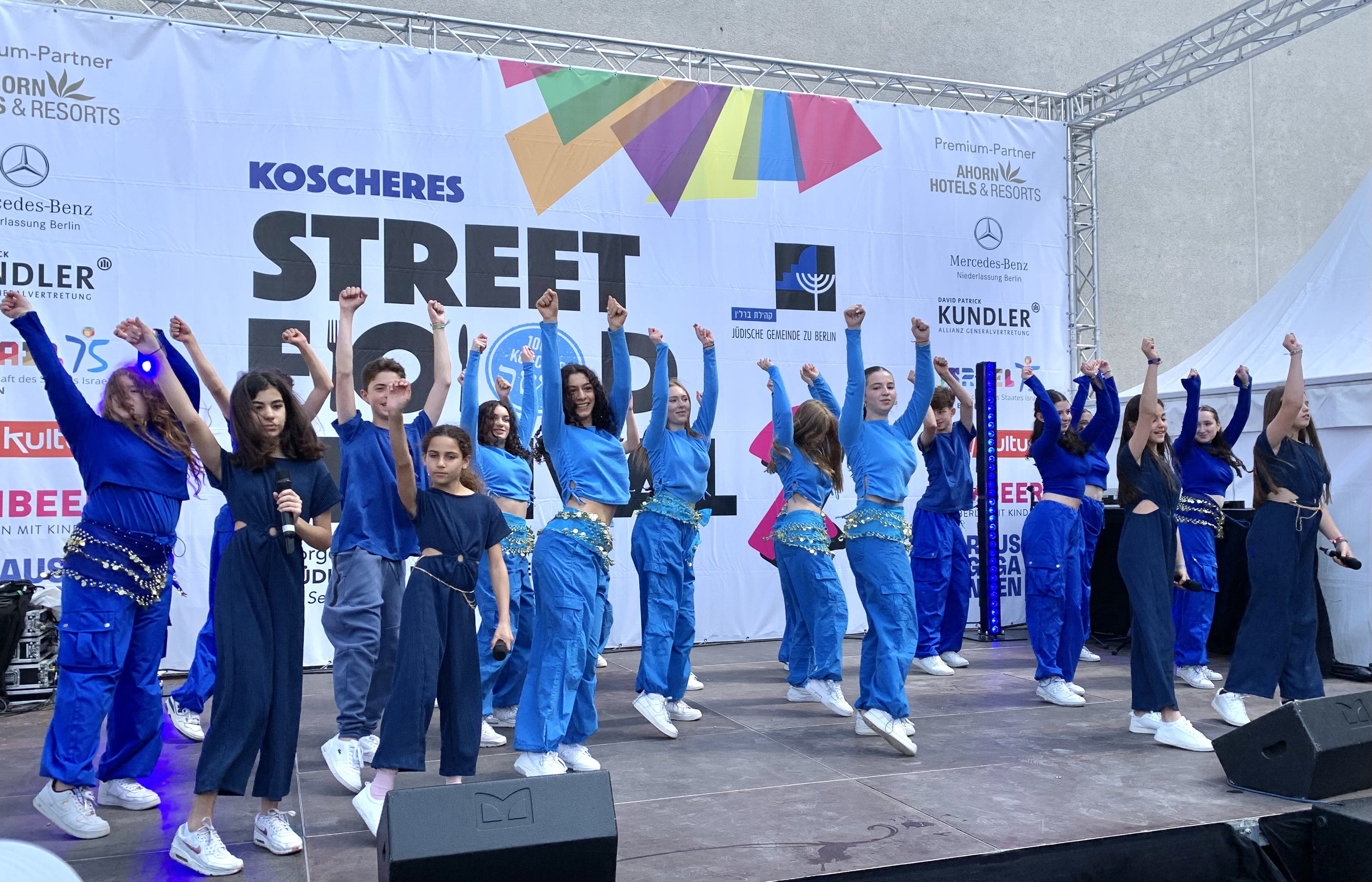
Fête juive

Le Conseil central des juifs d'Allemagne a son siège à Berlin. Son président depuis novembre 2014 est Josef Schuster. Le Conseil coordonne la vie des différentes communautés juives installées sur le sol allemand. Actuellement[Quand ?], on dénombre environ 100 000 à 200 000 juifs vivant en Allemagne, avec de fortes communautés à Berlin et Munich. En 2020, la plupart des membres sont des migrants. Berlin est la seule ville d'Europe où le nombre de juifs augmente, alors qu'il diminue partout ailleurs. Symbole du renouveau du judaïsme, la plus grande synagogue d'Allemagne a rouvert ses portes en 2007 à Berlin.
On compte aujourd'hui plus de onze synagogues, plusieurs temples bouddhiques et 76 mosquées dans la ville. Le nombre de croyants dans la religion islamique augmente régulièrement depuis la réunification et représente aujourd'hui plus de 7 % de la population berlinoise.
L'Église de scientologie est également présente à Berlin. Le déménagement de son siège de Friedenau vers celui de Charlottenburg en 2007 a occasionné des polémiques.

## Urbanisme

Le quartier Mitte avec Unter den Linden.

Berlin est égayée par plusieurs rivières, canaux, parcs et lacs (Havel, Berlin-Wannsee, Müggelsee, Sprée, Dahme, Landwehrkanal).
En 2020, le nombre total de logements à Berlin était de 1 983 000, alors qu'il était de 1 723 000 en 1991.
Berlin s'est développée à partir du vieux noyau de la ville, le Nikolaiviertel (aujourd'hui près d'Alexanderplatz), de la ville jumelle Cölln, de fondations de villes princières comme Dorotheenstadt et Friedrichstadt et enfin de la formation du Grand-Berlin en 1920 qui a incorporé des villes jusqu'alors indépendantes comme Spandau, Charlottenburg ou encore Köpenick, formant alors un Berlin de quatre millions d'habitants.
Du fait de ce développement décentralisé, Berlin présente des aspects très différents, dans son centre comme dans sa périphérie. Pour diverses raisons, la porte de Brandebourg (Brandenburger Tor) est devenue l'emblème de la ville — et plus encore, puisqu'elle représente aussi la réunification des deux Allemagne. Deux tours s'élancent dans le paysage berlinois : la Fernsehturm (tour de la télévision), sur l'Alexanderplatz dans le quartier Mitte, et la Funkturm (tour de la radio) qui se trouve dans le parc des expositions de Charlottenburg.

### Dans le centre historique
(décembre 2024).
- L'Île aux Musées (Museumsinsel).

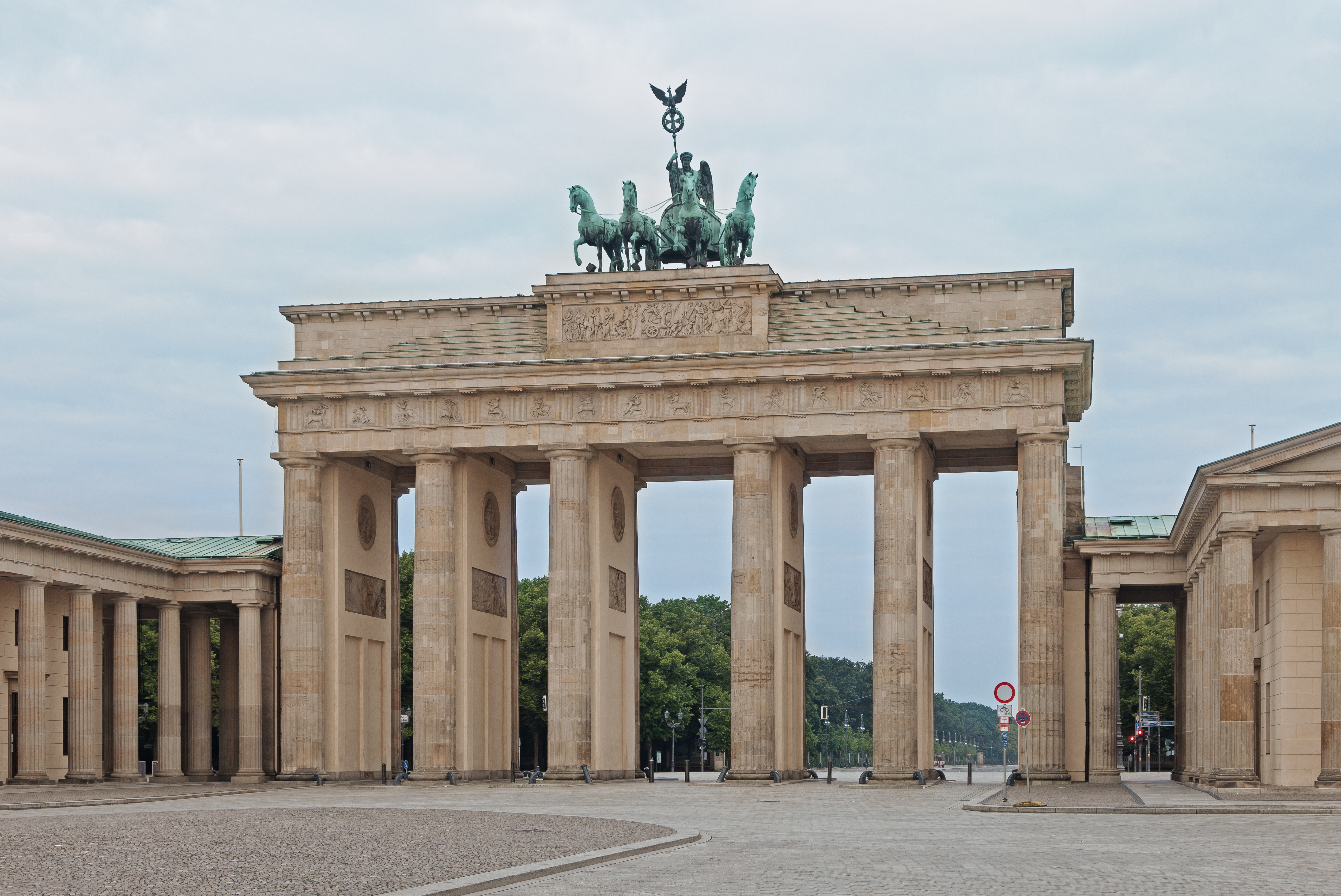
La porte de Brandebourg.

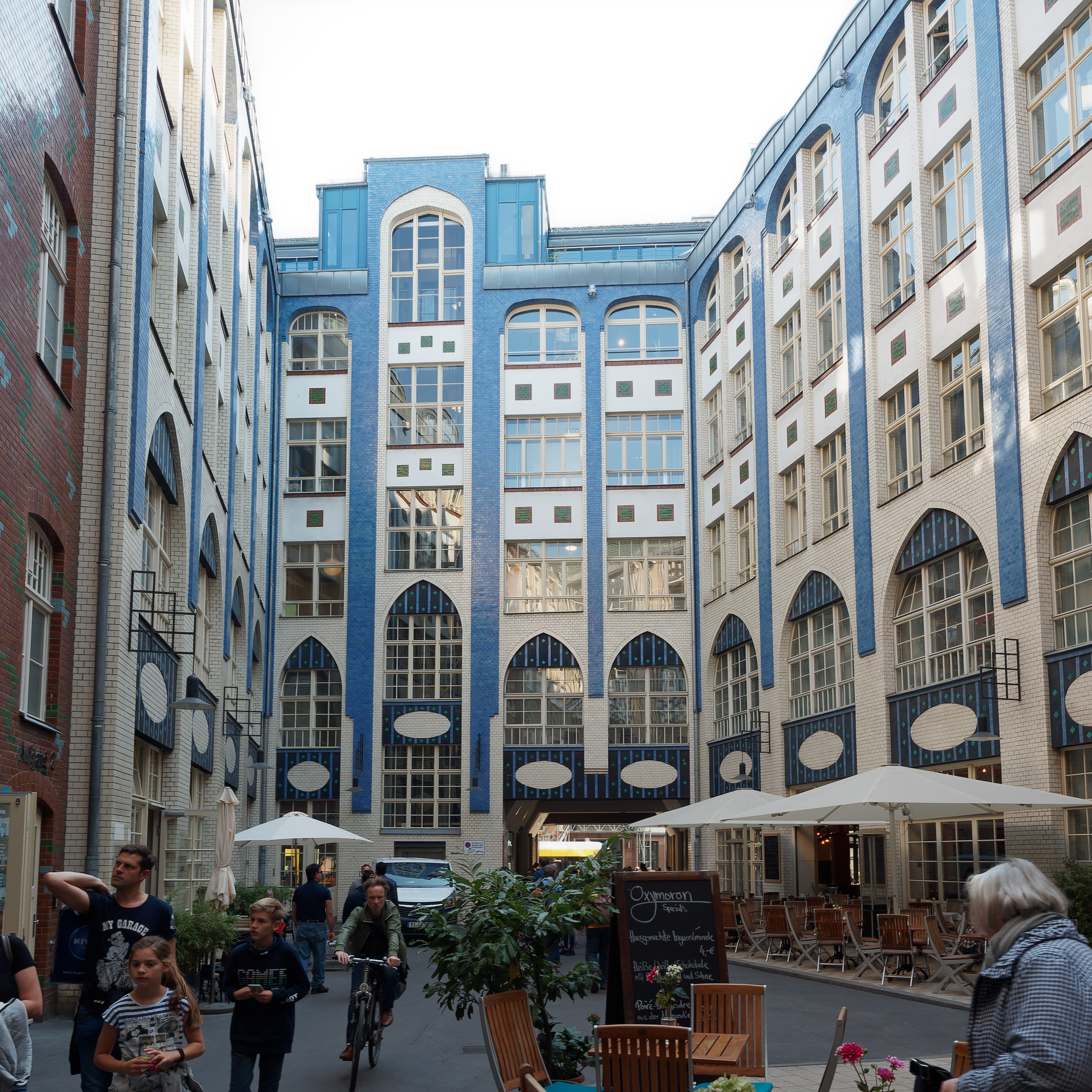
Hackesche Höfe

  - La cathédrale de Berlin (Berliner Dom) : la cathédrale historique de Berlin, intérieur néobaroque.
  - Le château de Berlin (Berliner Schloss) : résidence principale de la maison de Hohenzollern jusqu'à la chute de l'Empire allemand en 1918, reconstruit de 2013 à 2020.
  - Le Lustgarten : jardin sur l'île des musées.
  - Plusieurs musées : le musée de Pergame (musée archéologique où se trouvent notamment la Porte d'Ishtar et la Porte du marché de Milet), le Bode-Museum, l'Ancien Musée consacré aux collections des antiquités grecques, le Nouveau Musée qui regroupe les collections d'antiquités égyptiennes (dont le fameux Buste de Néfertiti) ainsi que celles de préhistoire et de l'antiquité, enfin l'Ancienne Galerie nationale.
- Unter den Linden (ancienne avenue fastueuse avec de nombreux bâtiments historiques).
  - La Neue Wache : dédiée aux victimes des guerres. Elle abrite une copie de la sculpture de la Mère et son fils mort de Käthe Kollwitz.
  - L'ancien arsenal (Zeughaus) abrite le Deutsches Historisches Museum.
  - Le Staatsoper Unter den Linden, opéra de Berlin.
  - La cathédrale Sainte-Hedwige (catholique) sur la Bebelplatz où se trouve un monument en souvenir des autodafés de 1933
  - La Alte Bibliothek y la Humboldt-Universität.
  - La bibliothèque d'État de Berlin, aujourd'hui l'une des bibliothèques scientifiques les plus grandes du monde.
- La porte de Brandebourg (Brandenburger Tor), véritable symbole de Berlin et de l'Allemagne réunifiée.
- La Pariser Platz où se trouvent les ambassades française et américaine.
  - L'hôtel Adlon
  - L'académie des arts de Berlin, institution artistique berlinoise depuis le XVIIe siècle.

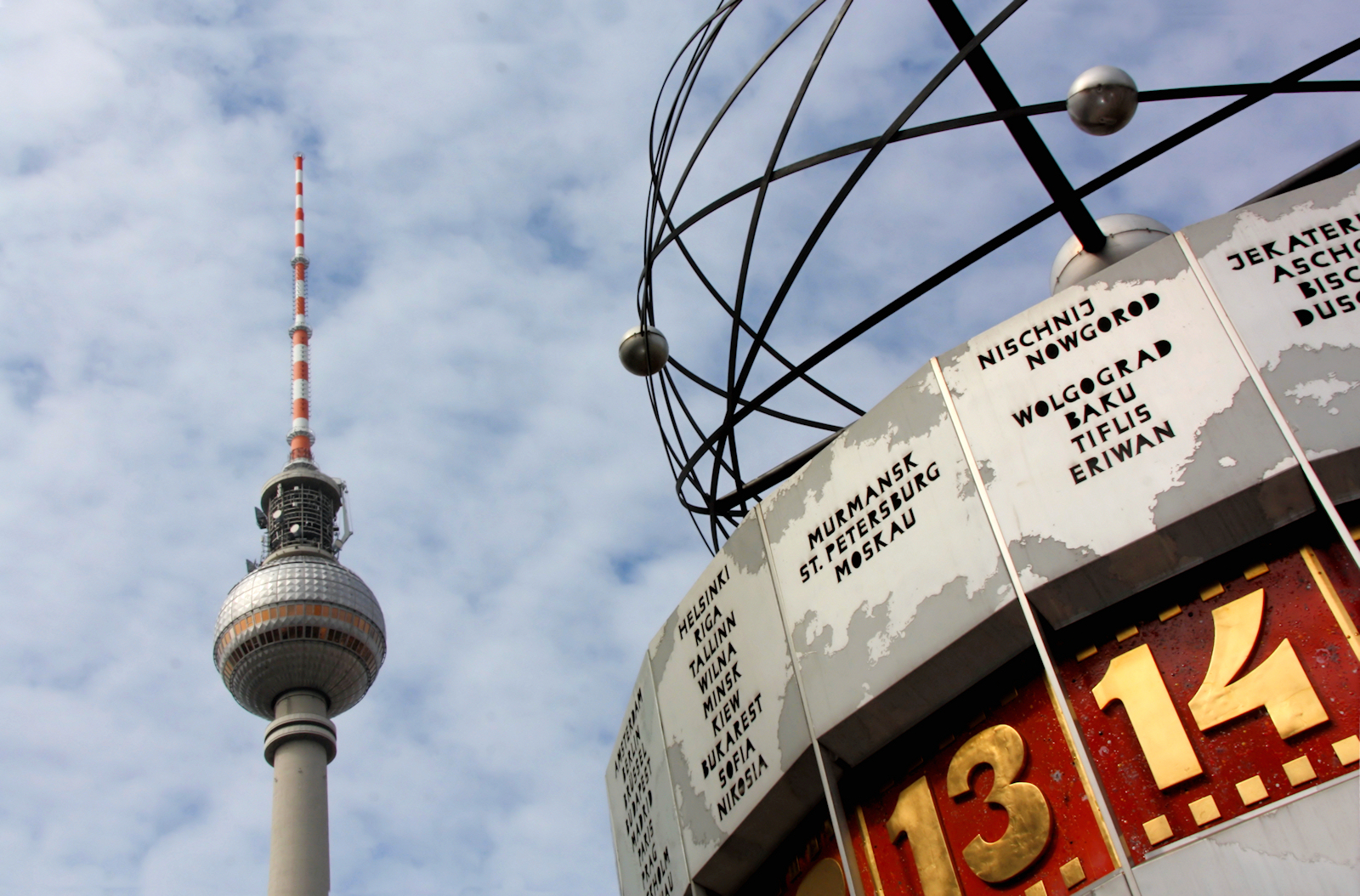
Fernsehturm de Berlin.

- L'Alexanderplatz et le Nikolaiviertel.
  - La Fernsehturm : la tour de télévision avec ses 368 m de hauteur est la construction la plus haute non seulement de la ville, mais aussi de toute l'Allemagne
  - Le Rotes Rathaus (« hôtel de ville rouge », du fait de la couleur de ses briques) : la mairie historique de la ville face à laquelle se trouve la très belle Fontaine de Neptune (Neptunbrunnen).
  - La Marienkirche.
  - La Nikolaikirche, église médiévale
- Le Gendarmenmarkt (place des Gendarmes)
  - La Konzerthaus de Berlin (anciennement Schauspielhaus).
  - Le Deutscher Dom (cathédrale allemande, au sud de la place) et le Französischer Dom (cathédrale française) : elles accueillent respectivement aujourd'hui le musée de l'histoire parlementaire allemande (entrée libre) et le musée des Huguenots.
- La nouvelle synagogue : date de 1859 (Eduard Knoblauch, architecte)[37] .
- Les Hackesche Höfe : un ensemble de bâtiments aménagés autour de cours communicantes (Mietskaserne).

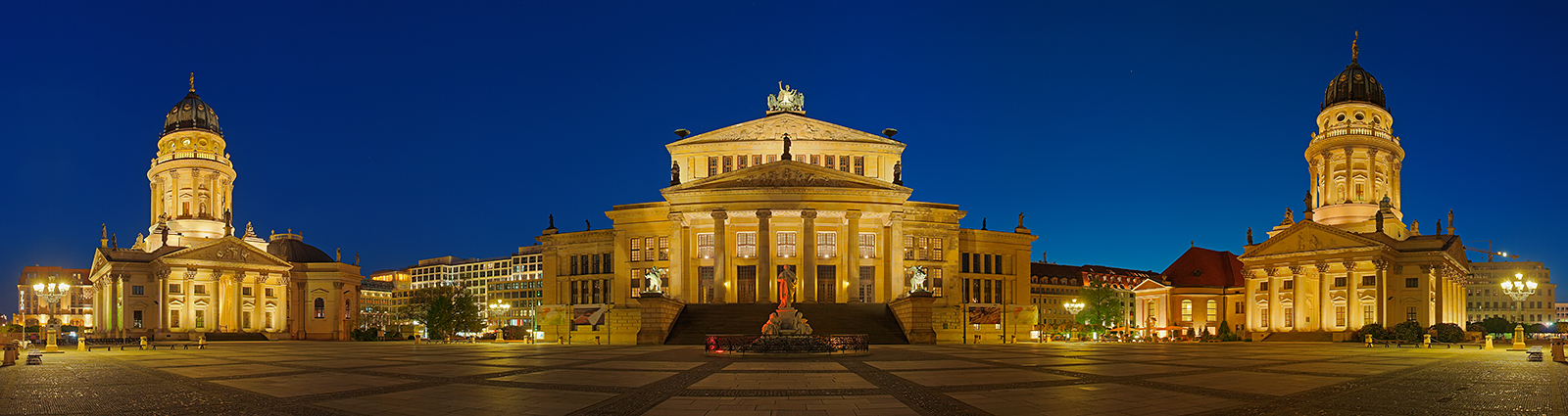
Gendarmenmarkt

### Dans le centre-ouest

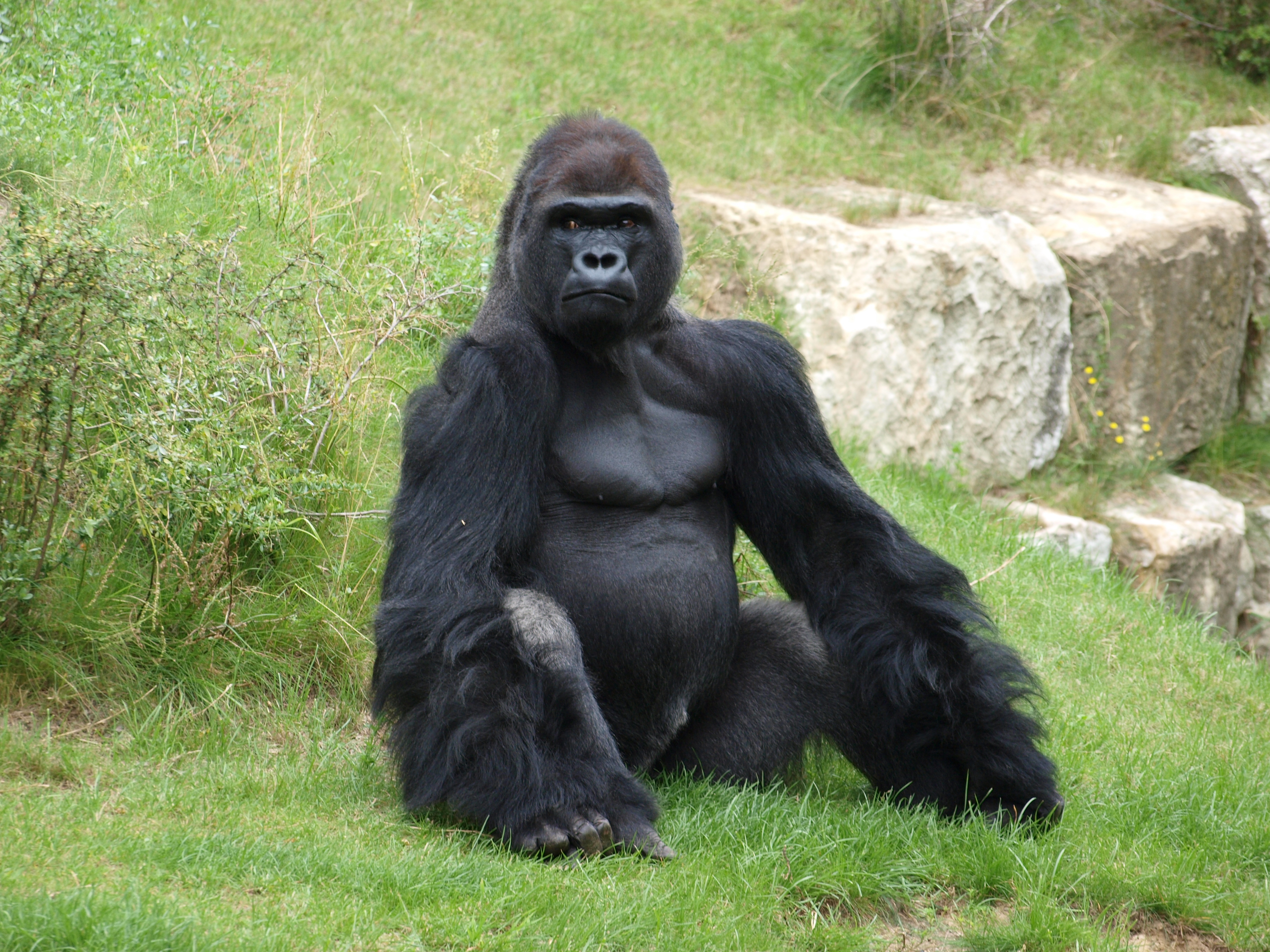
Un gorille du jardin zoologique de Berlin

- Dans le grand parc du centre de Berlin, le Tiergarten, dans le quartier auquel il a donné son nom (Berlin-Tiergarten).
  - La Siegessäule ou colonne de la Victoire. De nombreuses manifestations ont lieu sur la rue du 17-Juin (Straße des 17. Juni), la Siegessäule y est souvent un point de rassemblement.
  - Le château de Bellevue (résidence du Président)
- Du côté du Kurfürstendamm.
  - La Kaiser-Wilhelm-Gedächtniskirche ou « église du Souvenir » : l'église a été gravement endommagée pendant la Seconde Guerre mondiale et a été conservée telle quelle en guise de mémorial.
  - Le Kranzler-Eck.
  - Le « Theater des Westens » (Théâtre de l'Ouest).
  - Le Jardin zoologique de Berlin, un véritable zoo au cœur de la ville : le plus grand d'Europe. C'est aussi le nom d'une station-gare à côté du zoo.
  - Le Deutsche Oper Berlin dans la Bismarckstraße à Charlottenburg.
  - Le KaDeWe (Kaufhaus des Westens) : le plus grand magasin d'Europe continentale.

### Le nouveau Berlin

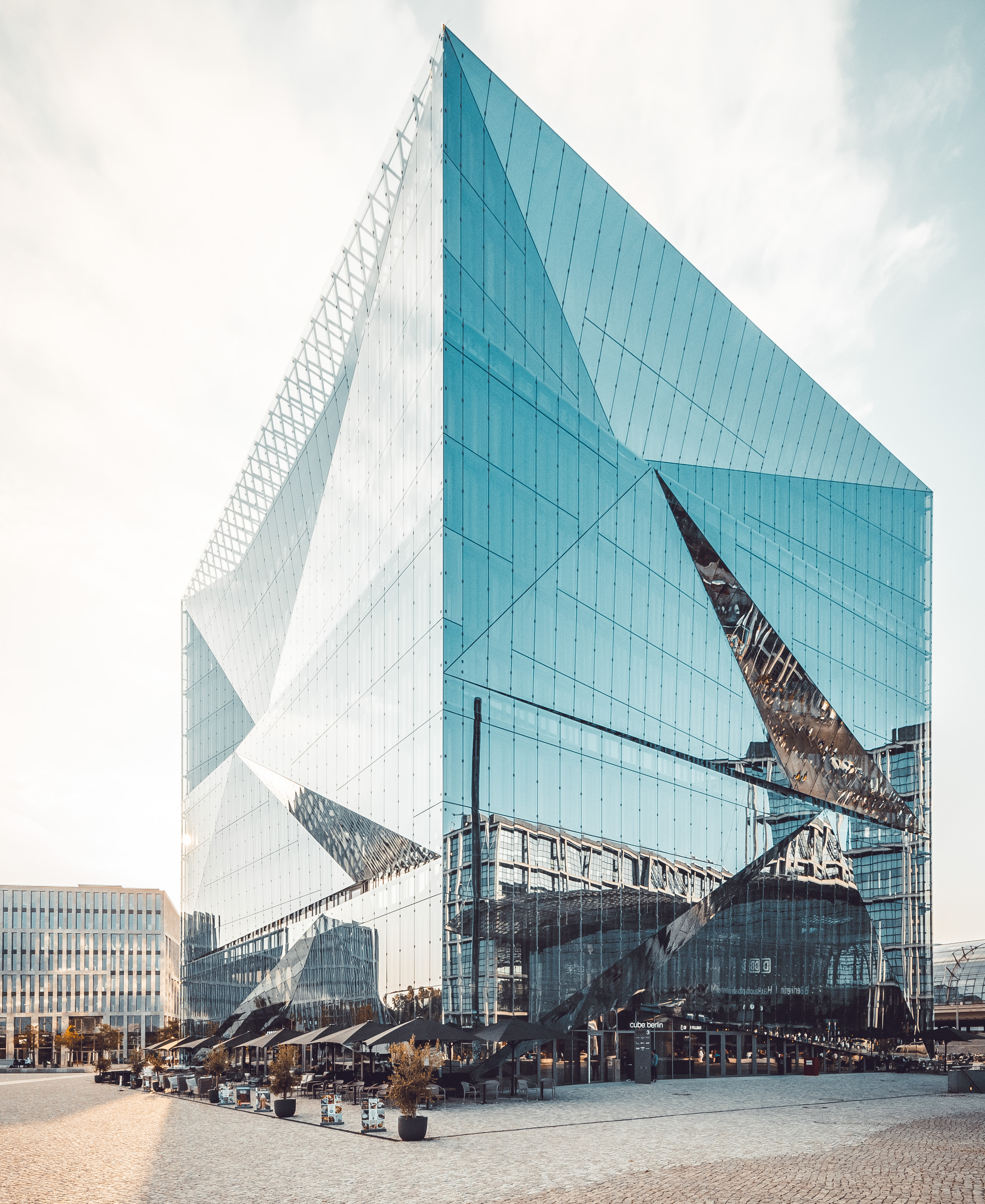
Le Cube Berlin.

- La Potsdamer Platz (place de Potsdam). Le quartier a été entièrement reconstruit. Il fut une zone de no man's land lorsque Berlin était divisé. Cet immense espace vide situé en plein centre (la Potsdamer Platz était avant la guerre un des centres les plus importants de Berlin) a fait la joie des architectes — dont les célèbres Richard Rogers, Rafael Moneo, Renzo Piano, Arata Isozaki —.
- Le Center am Potsdamer Platz avec le musée du cinéma, la Kaisersaal (salle impériale, vestige du Grand Hôtel Esplanade construit à l'époque de Guillaume II)
- Le complexe de Daimler avec notamment le centre commercial des Arcades (Arkaden), des cinémas (dont un IMAX), un théâtre musical et un casino.
- Le Kulturforum.
- La Philharmonie, salle de concert attitrée de l'Orchestre philharmonique de Berlin
- La Nouvelle Galerie Nationale de Berlin.
- Le Tempodrom, avec le Liquidrom.
- Le mémorial aux Juifs assassinés d'Europe, inauguré en 2005.
- Un centre de documentation sur l'appareil de terreur du régime nazi (Topographie des Terrors) a été construit près de la Potsdamer Platz. Le centre a été construit à l'endroit où la Gestapo, la police secrète du régime nazi, les SS et les services de renseignement, avaient installé leur quartier général[38].

### Le quartier du gouvernement

Les nouveaux bâtiments du parlement.

Ce quartier se construit autour du Reichstag, où siège le Bundestag. Cette zone était déjà auparavant consacrée à la politique et à la diplomatie.
- Le palais du Reichstag, rénové entre 1995 et 1999 par l'architecte Norman Foster, dans lequel siège le Bundestag, la chambre basse du parlement allemand (la diète).
- La « Bande de la Fédération » (Band des Bundes) formée par :
  - la chancellerie et le jardin du chancelier,
  - les nouveaux bâtiments du parlement (commissions, bureaux des groupes parlementaires, présidence et bibliothèque),
- la Wilhelmstrasse (ministère des Finances, ambassade britannique),
- le quartier des ambassades (Botschaftsviertel) près du Tiergarten.

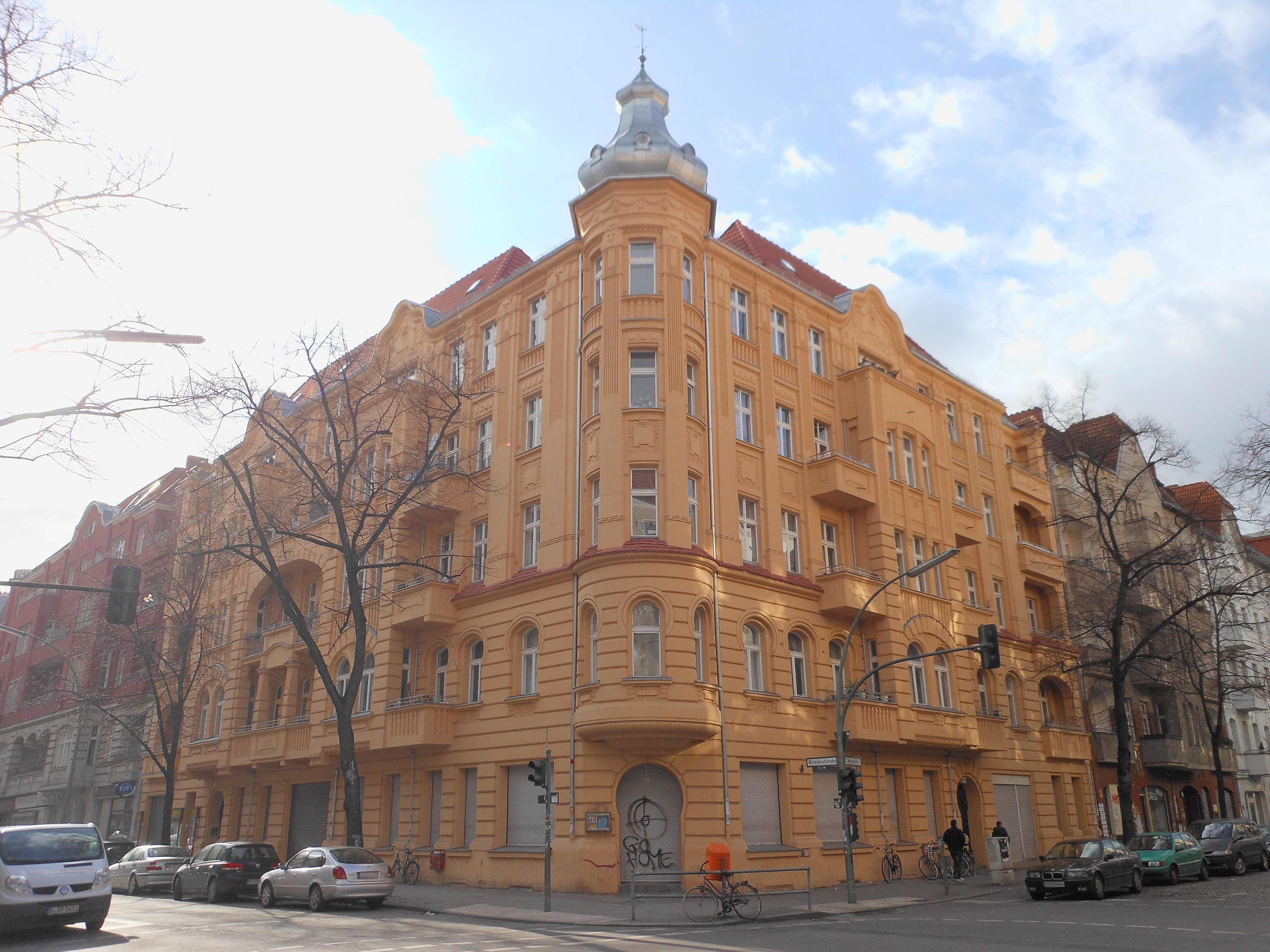
Le quartier de Neukölln

### Autres quartiers

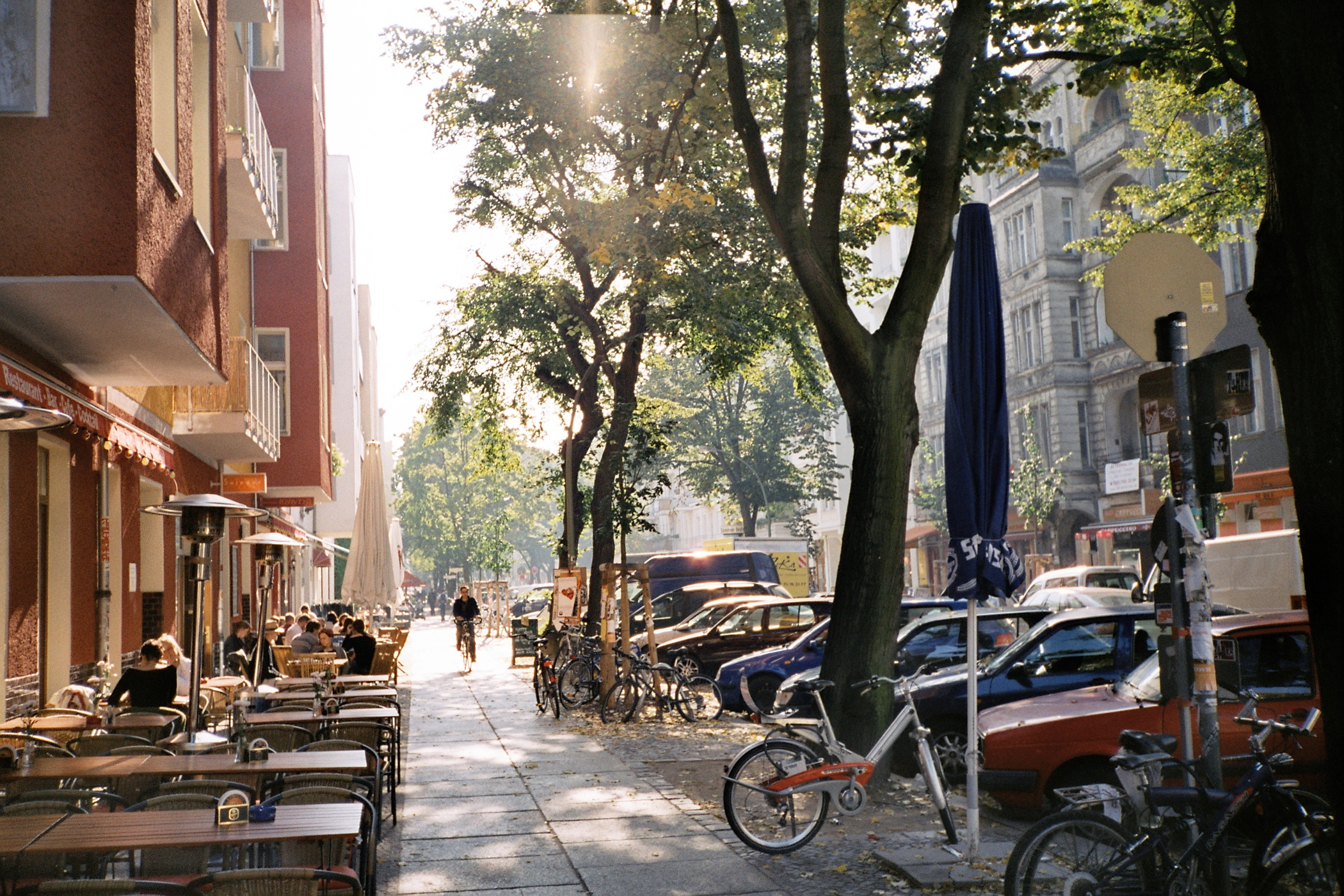
Le quartier de Friedrichshain.

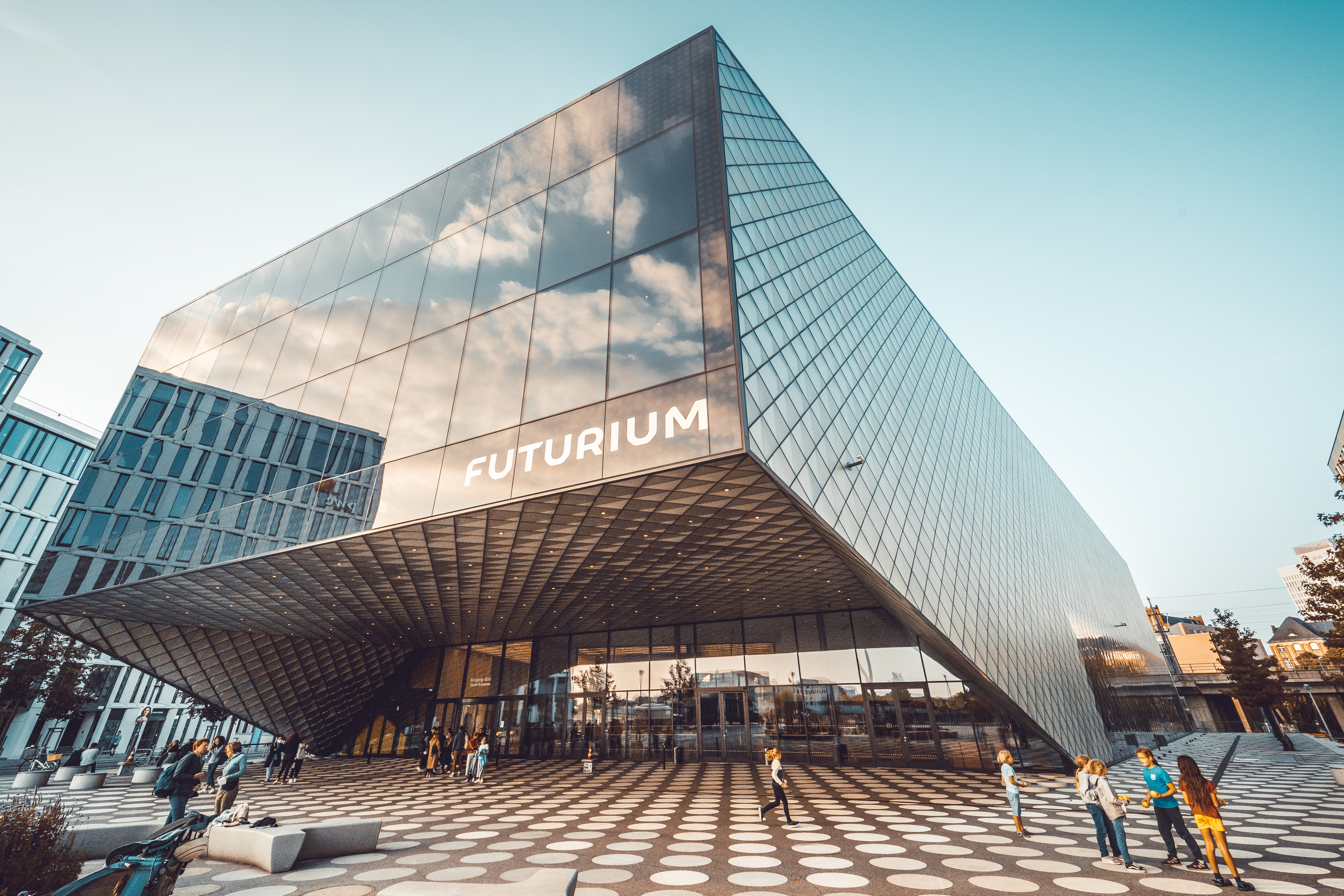
Futurium - La maison du futur

- Les Cités du modernisme de Berlin, réparties dans six quartiers périphériques de la ville, classées au Patrimoine mondial de l'UNESCO depuis 2008.
- Le Hansaviertel à Moabit, quartier choisi pour un concours d'architecture en 1953. 35 bâtiments réalisés jusqu'en 1957 par cinquante-trois architectes mondiaux dont Alvar Aalto, Egon Eiermann, Walter Gropius, Arne Jacobsen, Oscar Niemeyer et Max Taut.
- Château de Tegel (Schloss Tegel), appelé aussi château d'Humboldt (Humboldt-Schlösschen), à Tegel.
- Château Köpenick — rouvert comme musée de l'art Renaissance, Baroque et Rococo — et l'île au château.
- Pavillon de chasse de Grunewald.
- Pavillon de chasse de Glienicke.
- Le pont qui enjambe la rivière Glienicke, devenu célèbre par l'échange de prisonniers et d'espions qui s'y faisait du temps de la guerre froide.
- La Pfaueninsel (île des paons).
- Le quartier de Westend avec le stade olympique de Berlin, stade des Jeux olympiques d'été de 1936 mais aussi l'Unité d'habitation de Le Corbusier.
- Le mur de Berlin avec la East Side Gallery dans le quartier de Friedrichshain.
- La Karl-Marx-Allee dans le quartier de Friedrichshain.
- L'Oberbaumbrücke, un pont qui relie les quartiers de Friedrichshain et Kreuzberg.
- Le quartier de Prenzlauer Berg.
- Le Checkpoint Charlie : le point de passage entre Berlin-Est et Berlin-Ouest. Le point de contrôle (ou une reconstitution) y demeure et un musée racontant les histoires de ceux qui s'évertuèrent à essayer de passer le mur a été aménagé à proximité.
- La Funkturm ou tour de la radio.
- Le château de Charlottenbourg entouré d'un très beau parc avec étendue d'eau, belvédère, pavillon.
- Le quartier de Kreuzberg, un des quartiers turcs de Berlin.
- Le quartier Europacity

## Économie

### Généralités
Historiquement, l'industrie a un poids important dans le développement économique de la ville. Des quartiers entiers sont nommés d'après des grands noms de l'industrie allemande, comme, notamment, Siemensstadt, bâti dans les années 1920 dans le quartier de Spandau pour les ouvriers de cette entreprise. Elle y a toujours son siège, contrairement à beaucoup d'autres sociétés berlinoises qui ont quitté la ville après la construction du Mur, par peur d'être coupées de leurs fournisseurs et de leurs marchés.
Dans les années 1990, Berlin s'est largement désindustrialisée. La ville a perdu 45 % des emplois de ce secteur. Après la chute du Mur, la suppression des subventions fédérales accordées à la partie ouest et la politique très ambitieuse du renouveau de Berlin fait croître l'endettement de la ville qui atteint 20,6 milliards d'euros en 1994. Il a fallu par ailleurs réunir les services publics des parties ouest et est tout en réduisant par trois le nombre de fonctionnaires. Les investisseurs étrangers ne sont pas venus s'installer si vite que l'on avait espéré et les rentrées fiscales restent maigres, comparées aux dépenses concernant une population connaissant un fort taux de chômage. Beaucoup d'entreprises de Berlin-Est ont dû fermer pour manque de productivité. Toutefois, en 2007, Berlin a dégagé pour la première fois de son histoire un excédent budgétaire. La ville reste cependant fortement endettée (63 milliards en 2013).
Si le secteur des services occupe une place croissante à Berlin, la fonction publique reste le premier employeur de la ville (2010).
Avec un PIB de 163 milliards d'euros en 2021, la ville de Berlin est la troisième d'Union européenne après celles de Paris et de Madrid.

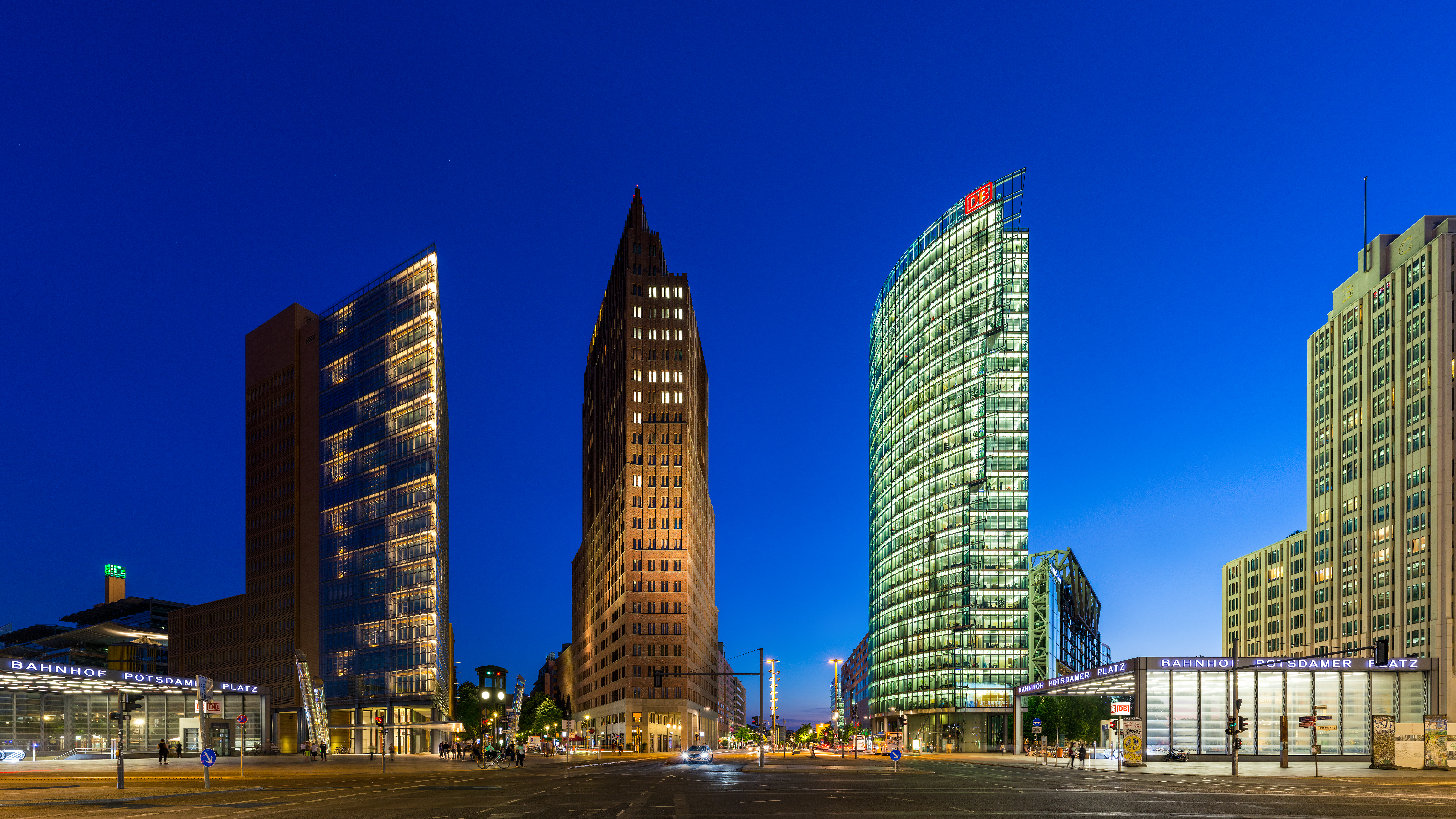
Potsdamer Platz
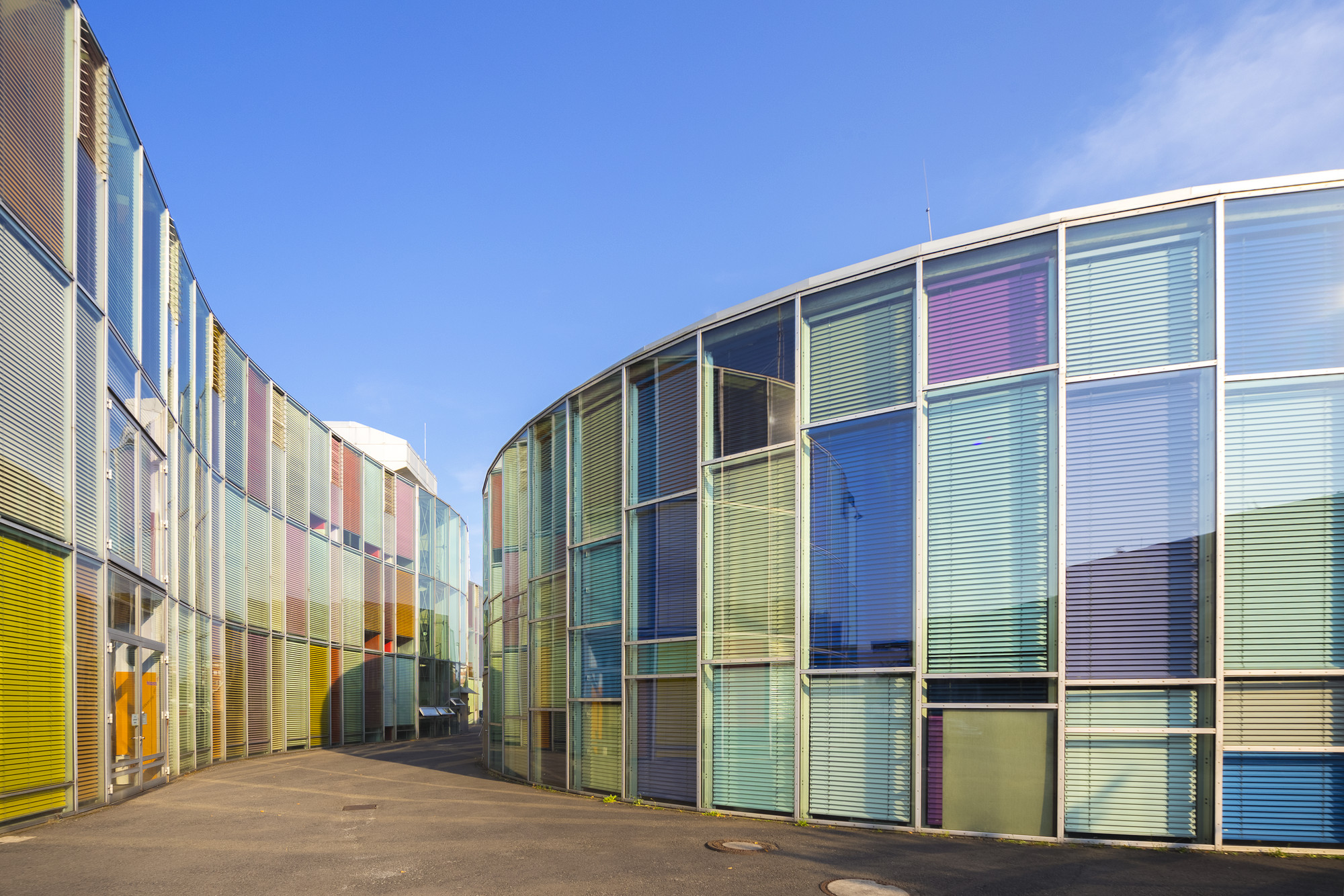
Adlershof
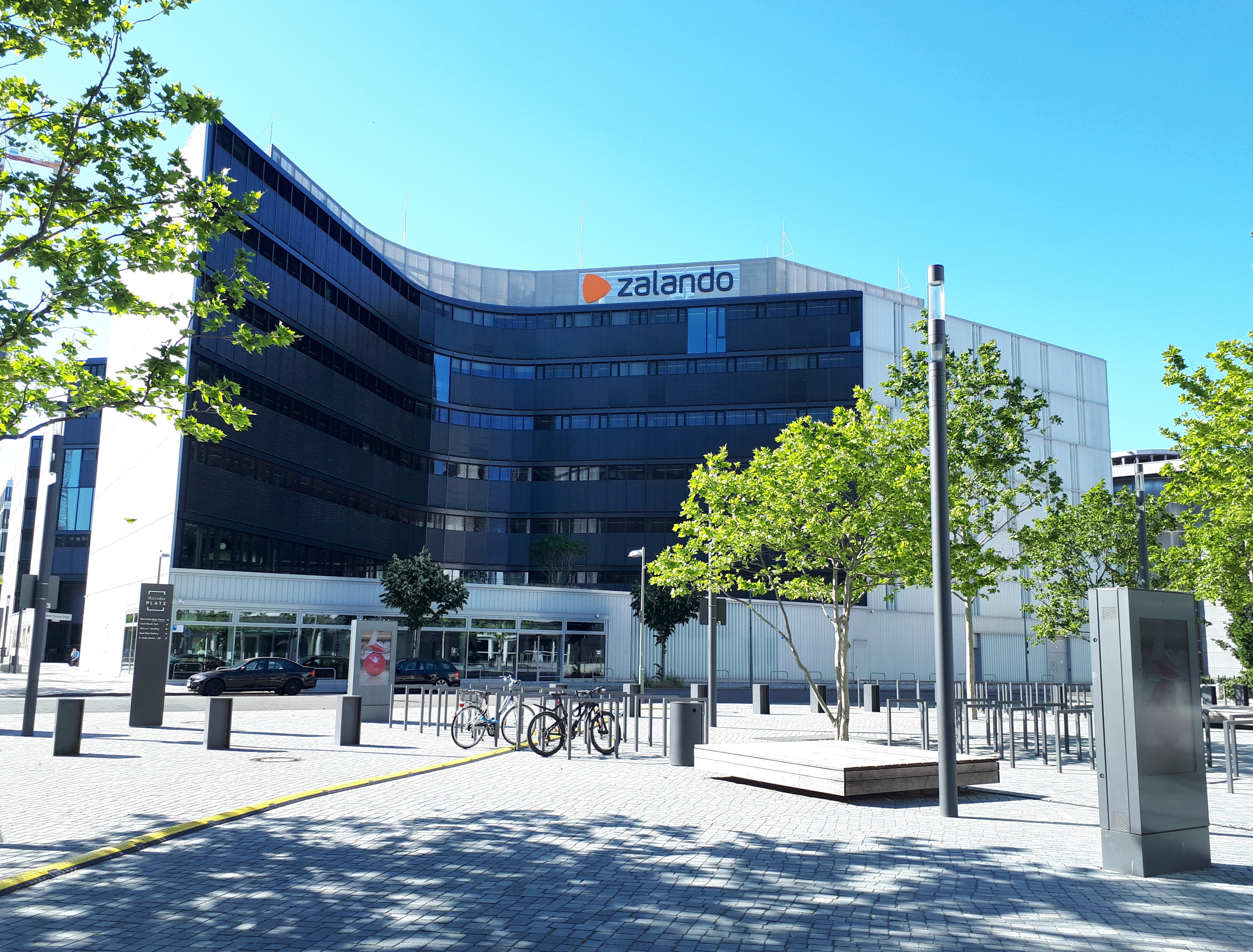
Zalando
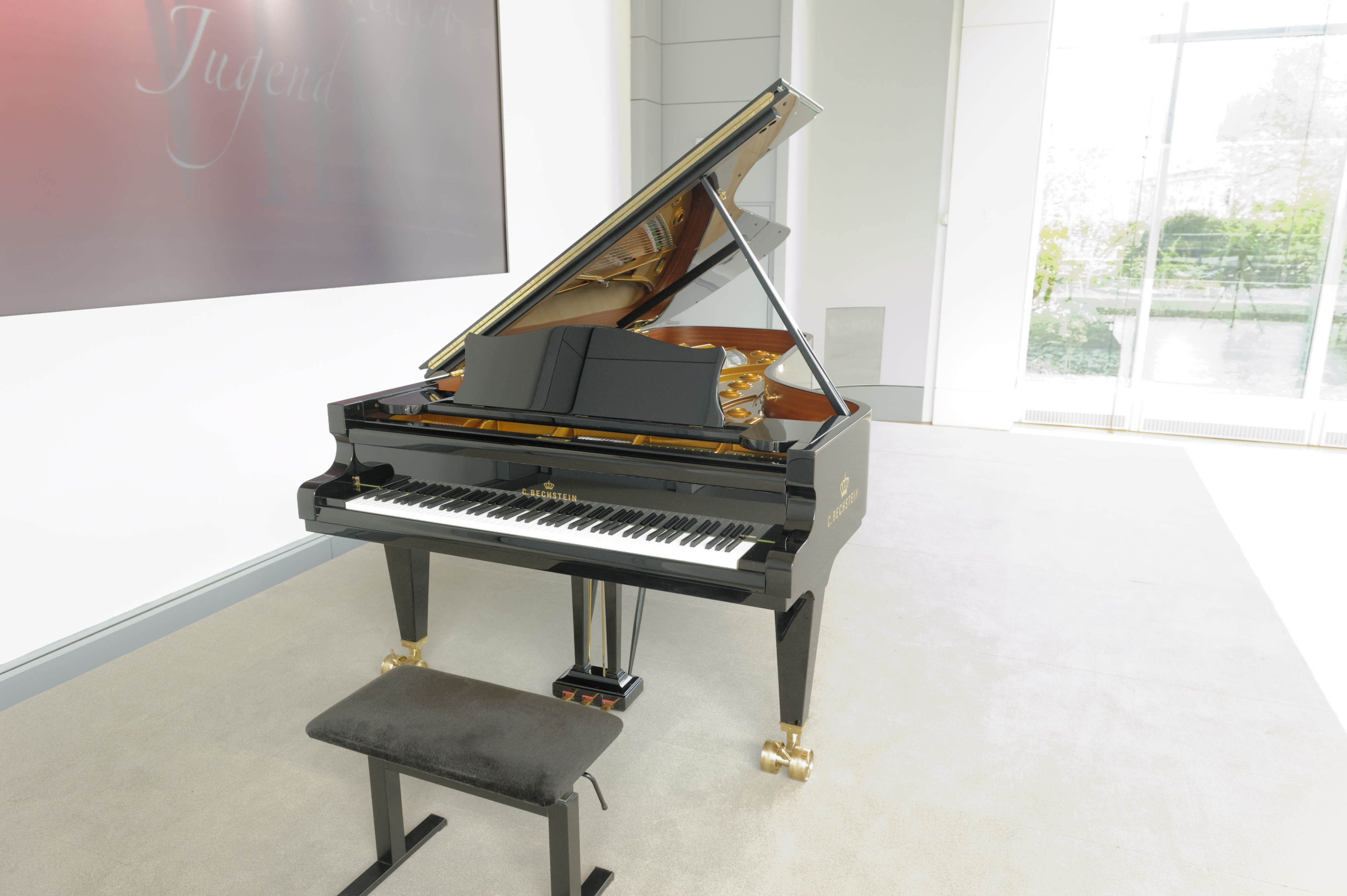
Piano de Bechstein

### Industrie culturelle
Aujourd'hui (2015), Berlin est devenue le symbole de l'industrie Internet. La croissance économique y est supérieure à la moyenne nationale, l'économie numérique y emploie 60 000 personnes avec 18 000 emplois créés depuis 2008. 75 % des startups du pays sont concentrées à Berlin. La ville constitue un véritable atelier de création pour la scène technologique et digitale en Europe.

### Tourisme

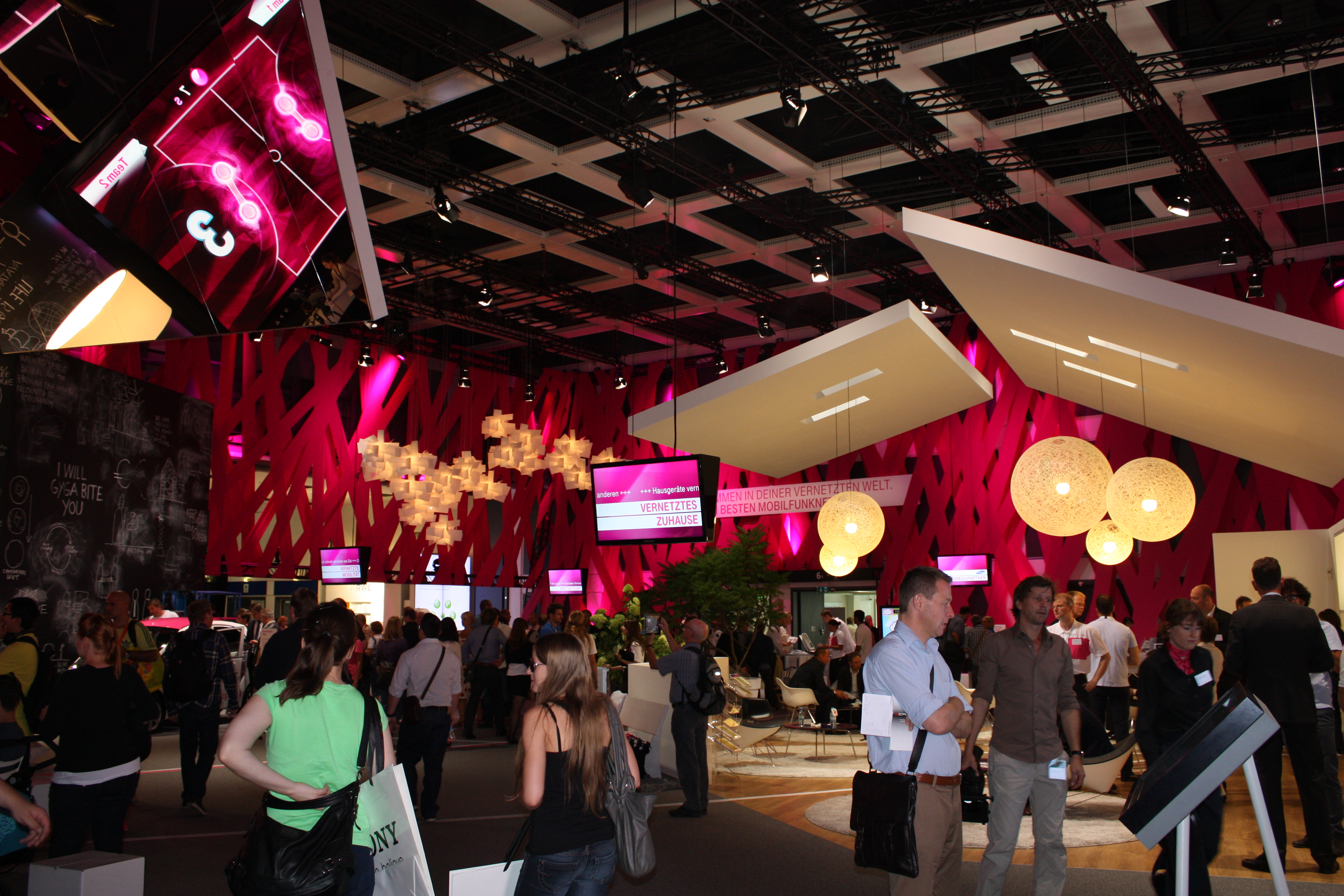
IFA, 2012

Le secteur touristique a tiré son épingle du jeu. Berlin est ainsi la ville la plus touristique d'Allemagne. En 2016, elle a accueilli 12,7 millions de visiteurs, avec environ 31,1 millions de nuitées. La fréquentation est d'ailleurs en nette augmentation depuis quelques années. Le secteur du tourisme représente aujourd'hui 400 000 emplois, pour un chiffre d'affaires brut de plus de 10 milliards d'euros.
La foire internationale de l'électronique IFA attire chaque année plus de 250 000 visiteurs de plus de 100 pays.
La ville de Berlin a mis l'accent aux XXIe siècle sur le tourisme équitable et écologique en profitant d'une surface importante en espaces verts,.

## Transports

### Transports urbains

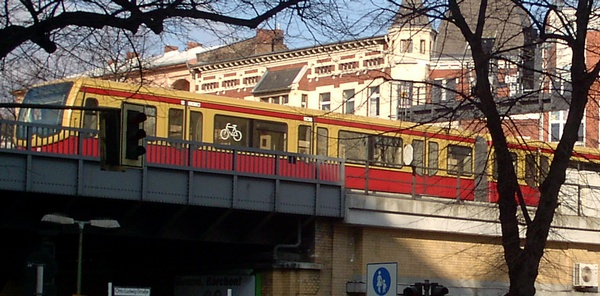
Le S-Bahn berlinois.

Le maillage urbain combine un réseau de trains urbains S-Bahn de 331 km qui desservent 166 gares (402 millions d'utilisateurs en 2013), un réseau de lignes de métro U-Bahn de 146 km qui desservent 173 stations (507 millions d'utilisateurs en 2011), un réseau de tramway de 299 km qui desservent 382 arrêts (166,5 millions d'utilisateurs en 2010) et un réseau d'autobus diurne de 1 701 km et nocturne de 795 km (390 millions d'utilisateurs en 2011). Tous ces moyens de transports, accessibles avec un ticket ou un abonnement global, assurent une couverture quasi complète de la ville de jour (de 4 h 30 du matin à 1 h du matin le jour suivant).
Pour les transports nocturnes (entre 1 h et 4 h du matin) de semaine, les autobus sont souvent l'unique transport disponible. Le vendredi soir, le samedi soir et les veilles de jours fériés, les métros fonctionnent tout de même en continu pendant toute la nuit avec une cadence minimale de deux par heure. Pendant la semaine, des autobus remplacent les métros sur les mêmes lignes entre 1 h et 4 h 30. Les lignes S-Bahn ne sont pas remplacées par les autobus sur les mêmes lignes, mais la ville est cependant couverte avec un maillage d'autobus desservant toutes les grandes zones.
Berlin dispose également de six lignes publiques de ferry qui parcourent le réseau de lacs et de canaux berlinois pendant la journée. À part la S-Bahn gérée par une filiale de la Deutsche Bahn, les transports urbains berlinois appartiennent à la Berliner Verkehrsbetriebe (BVG).

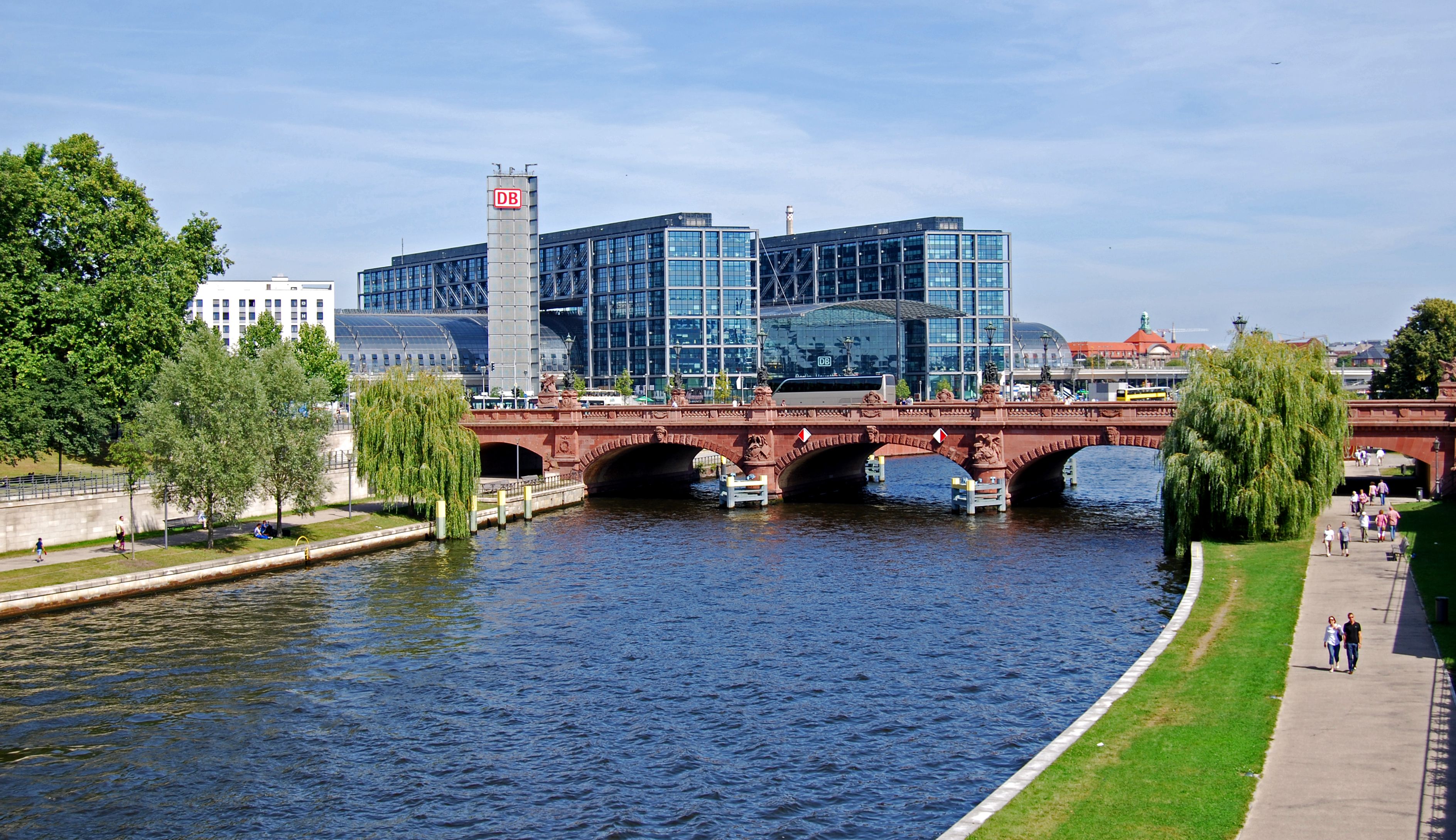
La gare centrale de Berlin (Hauptbahnhof).

Après la construction du mur, les deux parties de la ville avaient choisi leur propre moyen de transport. À l'Ouest, on a privilégié les lignes de métro. Les lignes historiques desservaient déjà avant-guerre majoritairement les quartiers occidentaux. Les autorités de Berlin-Ouest ont choisi de renforcer le réseau, offrant une desserte très rapide et fiable. À l'Est, une grande partie des transports se faisait au moyen du réseau de tramways, qui avaient disparu à l'Ouest. Ils ont depuis été renforcés à l'est et ont fait leur — timide — réapparition à l'Ouest (notamment à Wedding).
La ville est traversée d'est en ouest par la Stadtbahn de Berlin. Sur cette ligne se trouvent les gares d'Ostkreuz, Warschauer Straße, la gare de l'Est, Jannowitzbrücke, Alexanderplatz, Hackescher Markt, Friedrichstraße, la gare centrale, Bellevue, Tiergarten, Zoologischer Garten, Savignyplatz, Charlottenburg et Westkreuz. La Stadtbahn croise à la Friedrichstraße un axe nord-sud passant par la gare du Nord et la gare d'Anhalt. Ce réseau fait partie du réseau en champignon (Pilzkonzept) encore non totalement abouti.

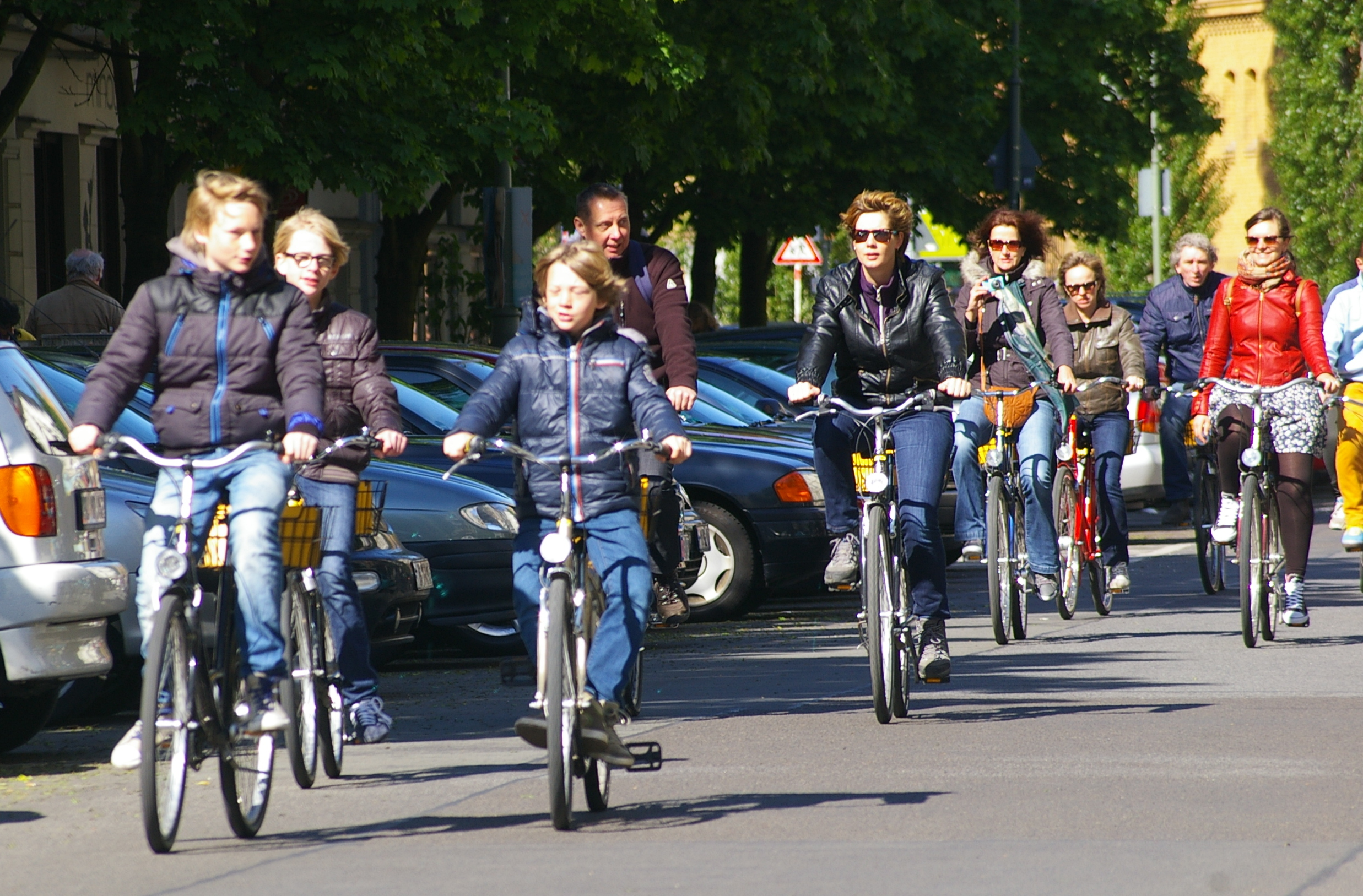
Cyclistes à Berlin.

Le réseau a été complété en 2002 par la remise en service de l'intégralité du chemin de fer de ceinture qui avait été divisé par le Mur puis mis hors service à Berlin-Ouest. La Ringbahn permet de faire le tour de la ville en 1h exactement en passant par Gesundbrunnen au nord, Ostkreuz à l'est, Südkreuz au sud et Westkreuz à l'ouest.
La Deutsche Bahn propose un service de location de vélos similaire au Velib' de la métropole du Grand Paris, en France. Le réseau dispose de 60 stations de vélos en centre-ville et sera agrandi dans les années à venir. Berlin est une ville célèbre pour son Circuit de l'étoile, manifestation organisée par le club des cyclistes allemands ADFC. En 2017, 100 000 cyclistes y auraient participé, d'après la police de Berlin.

### Transports routier
Concernant le réseau autoroutier, la ville ne connaît pour l'instant qu'une demi-rocade du côté ouest ; elle devrait à long terme être bouclée. Il existe une deuxième rocade qui fait le tour de la ville à une plus grande distance (l'autoroute A10) qui est le plus grand périphérique d'Europe.

### Transport aérien

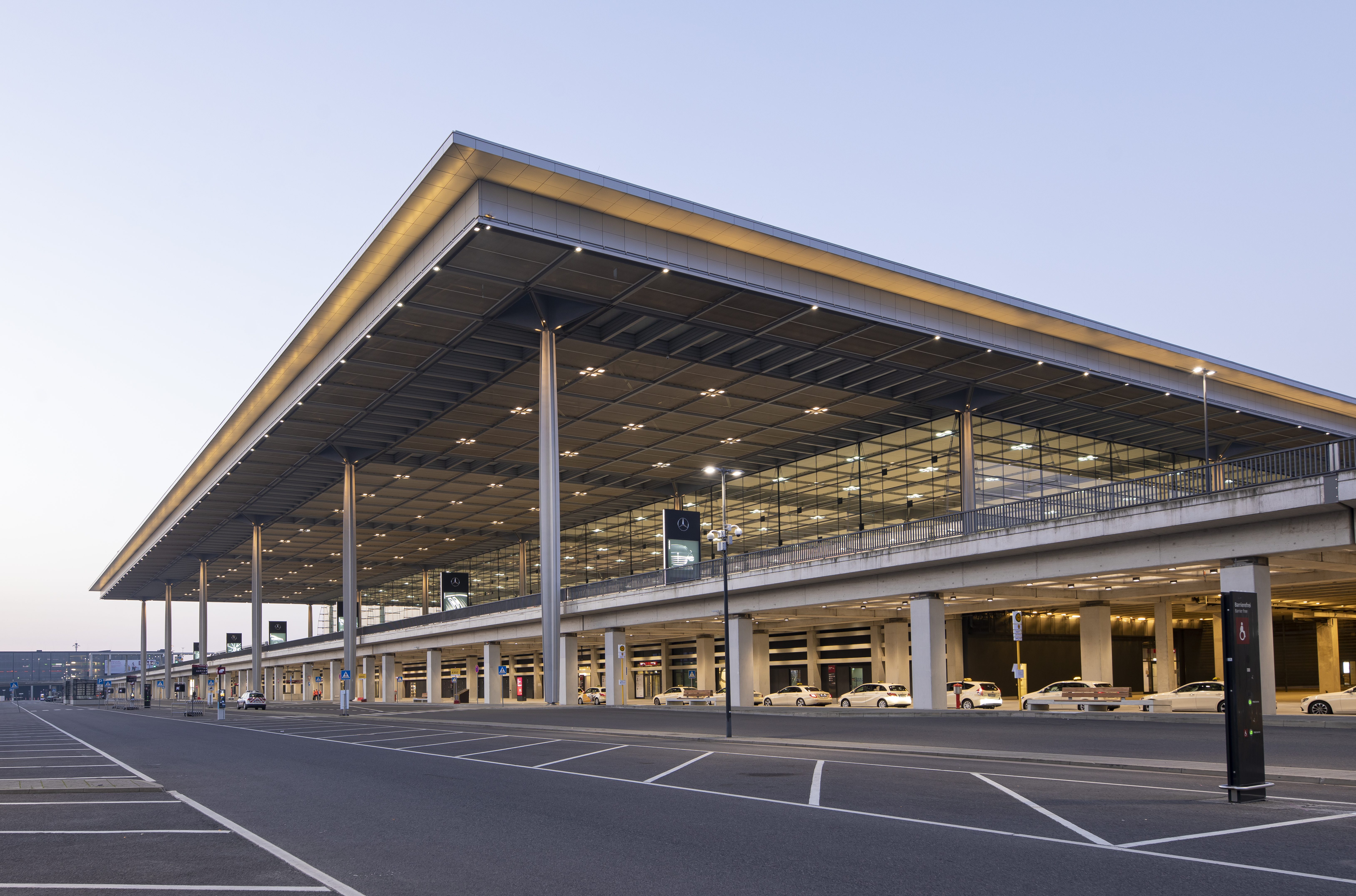
Aéroport Willy-Brandt de Berlin-Brandebourg.

Pour le transport aérien, Berlin possède jusqu'à l'automne 2020 deux aéroports : Tegel et Schönefeld. En 2017, les deux aéroports ont généré un trafic de 33 millions de passagers. Ils ferment après l'ouverture de l'aéroport Willy-Brandt de Berlin-Brandebourg (code AITA : BER) qui concentre ainsi tout le trafic aérien berlinois sur un seul site.

### Transport ferroviaire
Pour le transport ferroviaire, plusieurs sociétés de chemin de fer ont en service des trains à grande vitesse, express régionaux ou régionaux en partance de plusieurs gares berlinoises. Après la réunification, de nombreux travaux ont eu lieu pour transformer l'ancienne gare de Lehrte en véritable gare centrale : elle est devenue le nœud central de Berlin pour le transport ferroviaire et la gare la plus grande d'Europe. Elle est entrée en fonction pour le trafic régional, interrégional et international le 28 mai 2006. La gare routière internationale de Berlin propose de multiples trajets en national, ou en international, sur des axes qui ne sont pas forcément desservis par le chemin de fer, notamment en Europe de l'Est.

## Science
- Union mathématique internationale
- Institut Robert-Koch

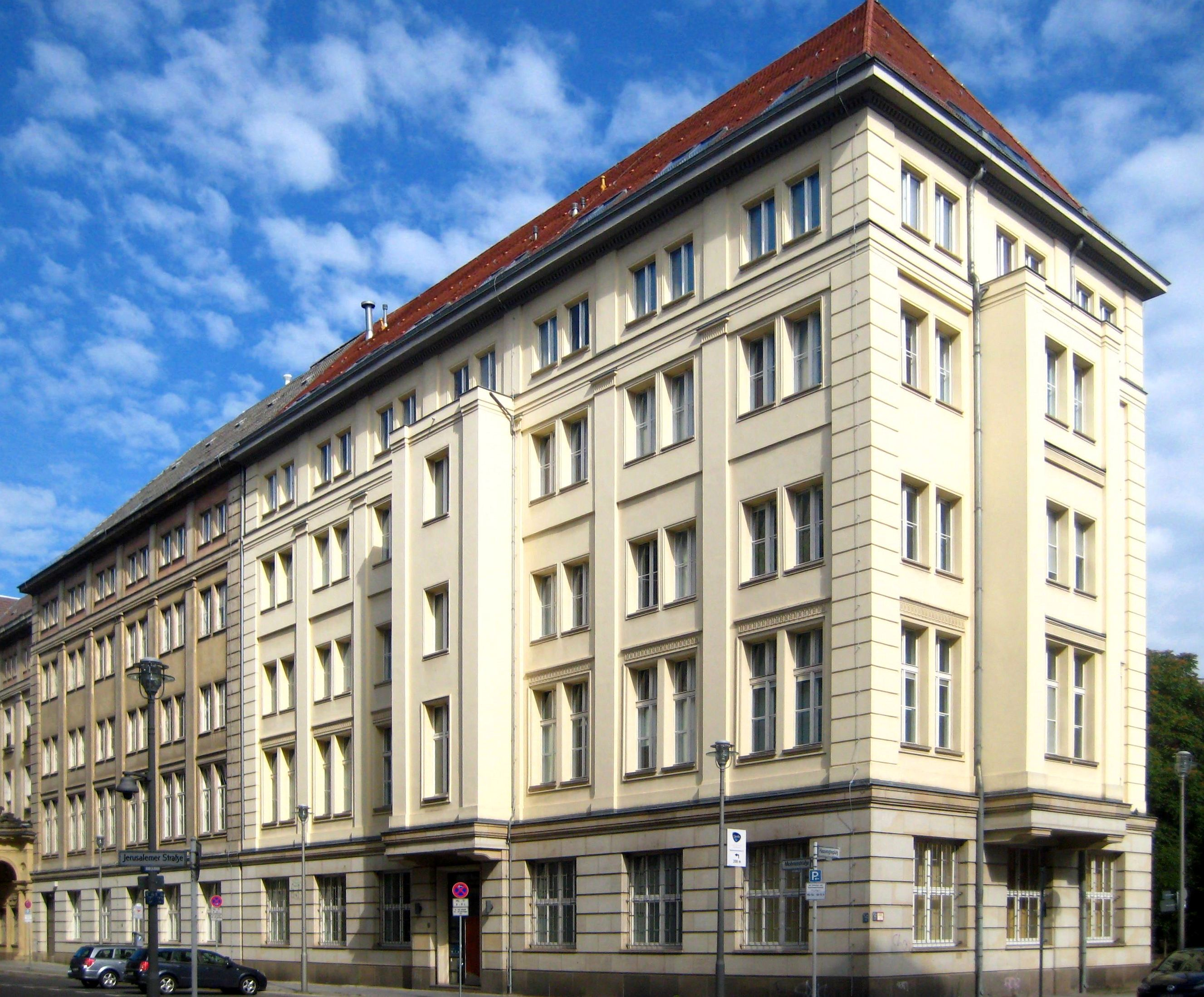
Union mathématique internationale

- Académie des sciences de Berlin-Brandebourg
- Société Max-Planck pour le développement des sciences
- Leibniz-Gemeinschaft
- Helmholtz-Zentrum Berlin für Materialien und Energie
- Institut Fritz-Haber de la Société Max-Planck
- Institut Max-Planck d'histoire des sciences
- Institut Otto-Suhr
- Max-Delbrück-Centrum für Molekulare Medizin
- Zuse-Institut Berlin
- Springer Nature

| \| - 1901 Jacobus Henricus van 't Hoff - 1901 Emil Adolf von Behring - 1902 Emil Fischer - 1902 Theodor Mommsen - 1905 Adolf von Baeyer - 1905 Robert Koch - 1907 Albert Abraham Michelson - 1907 Eduard Buchner - 1908 Paul Ehrlich - 1909 Karl Ferdinand Braun - 1910 Otto Wallach - 1910 Albrecht Kossel - 1910 Paul Heyse - 1911 Wilhelm Wien - 1914 Max von Laue - 1915 Richard Willstätter - 1918 Fritz Haber - 1918 Max Planck \| - 1920 Walther Nernst - 1921 Albert Einstein - 1925 Gustav Ludwig Hertz - 1925 James Franck - 1925 Richard Adolf Zsigmondy - 1928 Adolf Otto Reinhold Windaus - 1929 Hans von Euler-Chelpin - 1931 Otto Heinrich Warburg - 1932 Werner Heisenberg - 1933 Erwin Schrödinger - 1935 Hans Spemann - 1936 Peter Debye - 1939 Adolf Butenandt - 1944 Otto Hahn \| - 1950 Kurt Alder - 1950 Otto Diels - 1953 Fritz Albert Lipmann - 1953 Hans Adolf Krebs - 1954 Max Born - 1956 Walther Bothe - 1986 Ernst Ruska - 1991 Bert Sakmann - 1994 Reinhard Selten - 2007 Gerhard Ertl - 2009 Herta Müller - 2020 Emmanuelle Charpentier \| | | |
| - 1901 Jacobus Henricus van 't Hoff - 1901 Emil Adolf von Behring - 1902 Emil Fischer - 1902 Theodor Mommsen - 1905 Adolf von Baeyer - 1905 Robert Koch - 1907 Albert Abraham Michelson - 1907 Eduard Buchner - 1908 Paul Ehrlich - 1909 Karl Ferdinand Braun - 1910 Otto Wallach - 1910 Albrecht Kossel - 1910 Paul Heyse - 1911 Wilhelm Wien - 1914 Max von Laue - 1915 Richard Willstätter - 1918 Fritz Haber - 1918 Max Planck | - 1920 Walther Nernst - 1921 Albert Einstein - 1925 Gustav Ludwig Hertz - 1925 James Franck - 1925 Richard Adolf Zsigmondy - 1928 Adolf Otto Reinhold Windaus - 1929 Hans von Euler-Chelpin - 1931 Otto Heinrich Warburg - 1932 Werner Heisenberg - 1933 Erwin Schrödinger - 1935 Hans Spemann - 1936 Peter Debye - 1939 Adolf Butenandt - 1944 Otto Hahn | - 1950 Kurt Alder - 1950 Otto Diels - 1953 Fritz Albert Lipmann - 1953 Hans Adolf Krebs - 1954 Max Born - 1956 Walther Bothe - 1986 Ernst Ruska - 1991 Bert Sakmann - 1994 Reinhard Selten - 2007 Gerhard Ertl - 2009 Herta Müller - 2020 Emmanuelle Charpentier |

### Éducation
- Université libre de Berlin
- Université Humboldt de Berlin
- Université technique de Berlin
- Université des arts de Berlin

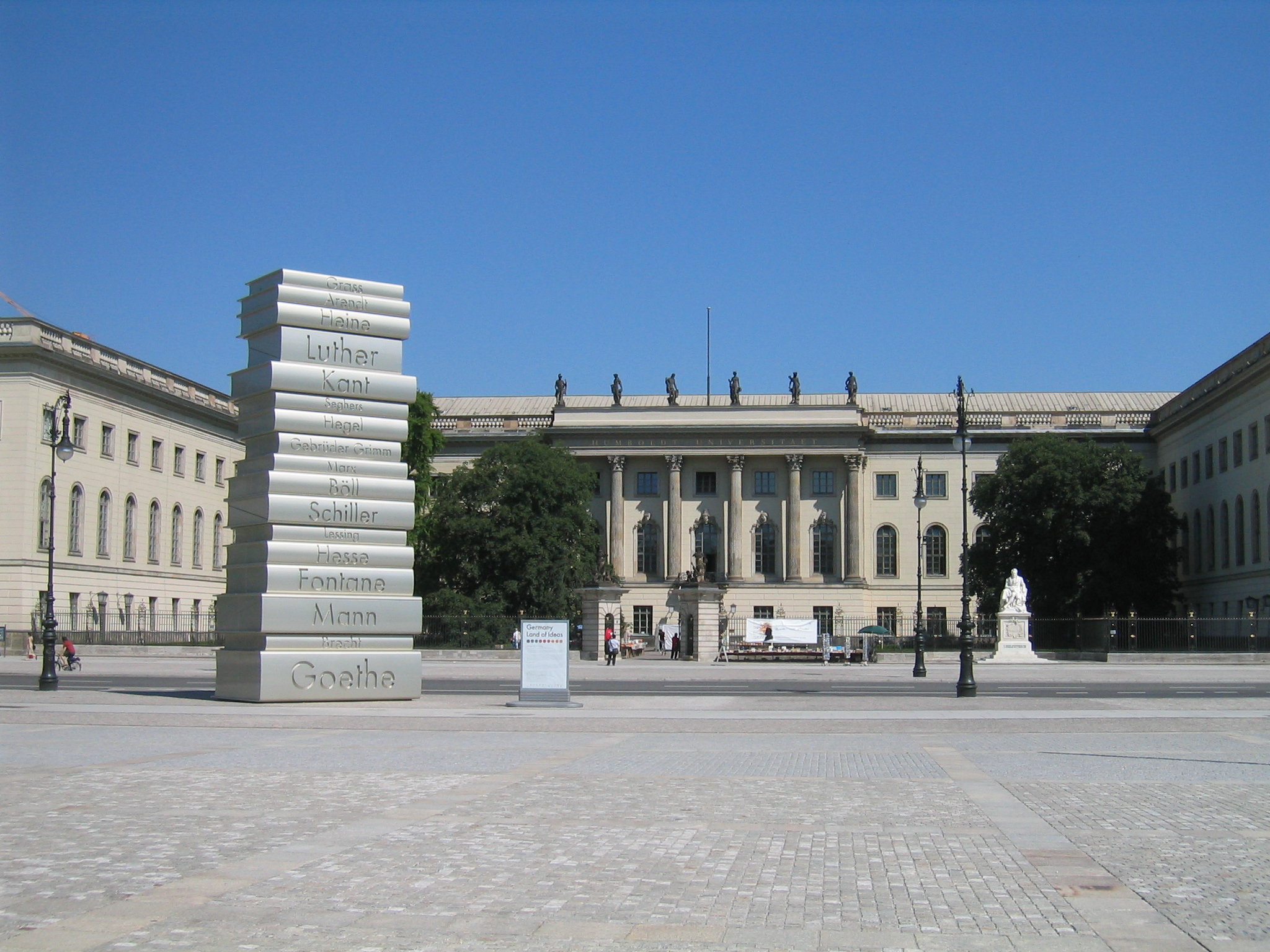
L'université Humboldt.

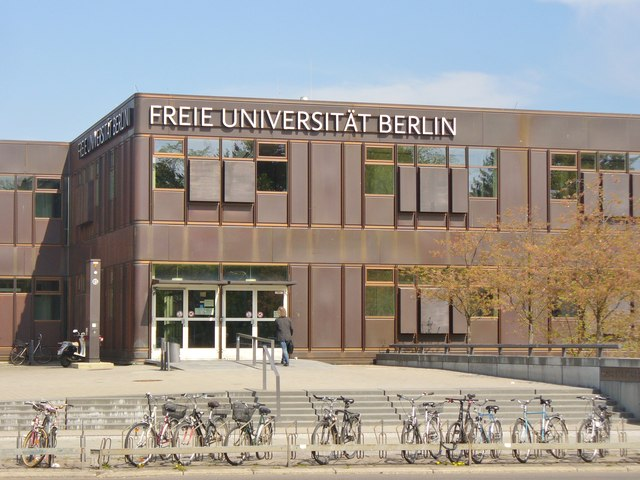
L'université libre de Berlin.

Autres établissements assimilables à des grandes écoles de commerce :
- Hochschule für Wirtschaft und Recht
- ESCP Europe
- European School of Management and Technology

Autres établissements assimilables à des écoles d'ingénieurs :
- Berliner Hochschule für Technik
- Hochschule für Technik und Wirtschaft Berlin

Autres établissements assimilables à des universités techniques :
- Alice-Salomon-Hochhochschule Berlin
- Evangelische Fachhochschule
- Hertie School
- Académie de musique Hanns Eisler
- Académie allemande du film et de la télévision de Berlin
- Académie des arts dramatiques Ernst Busch

## Culture
Après la chute du mur de Berlin en 1989, de nombreuses maisons partiellement détruites pendant la Seconde Guerre mondiale et pas encore reconstruites se retrouvèrent au centre de Berlin. Elles se situaient dans le quartier de Mitte, qui faisait partie de Berlin-Est. Ces lieux abandonnés en plein centre-ville attirèrent beaucoup d'artistes et ils devinrent le sol fertile pour toutes sortes de cultures underground et autres contre-cultures. Des clubs s'y installèrent y compris le célèbre « Tresor », un des clubs (musique électronique) les plus importants au monde.
La réputation du clubbing berlinois est reconnue et enviée dans le monde entier grâce à des discothèques légendaires, tel le fameux Kitkatclub et, plus récemment, le Berghain, deux institutions mondialement connues pour leur programmation musicale combinée à une certaine liberté sexuelle de leur clientèle.

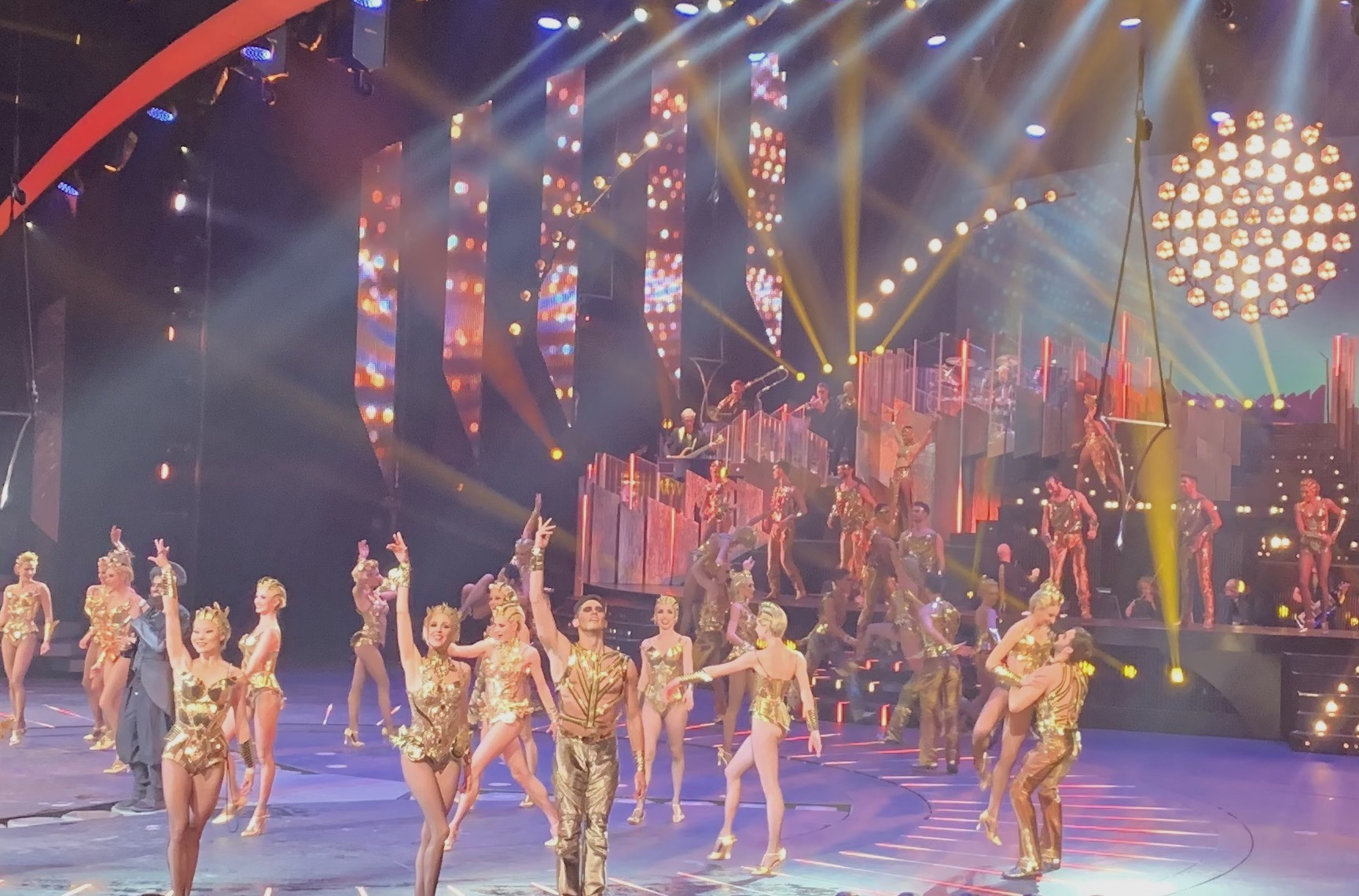
Friedrichstadt-Palast
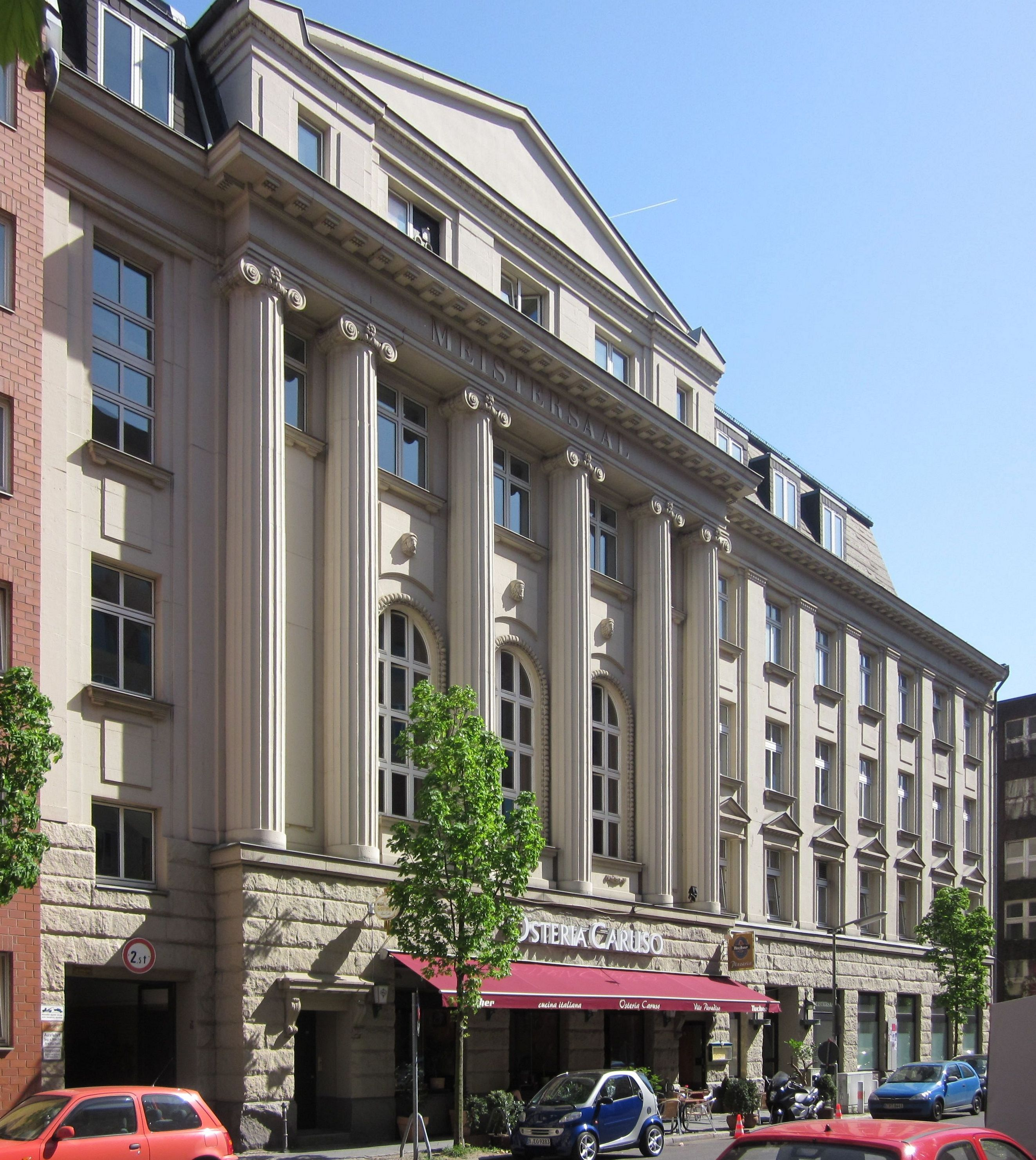
Studio Hansa
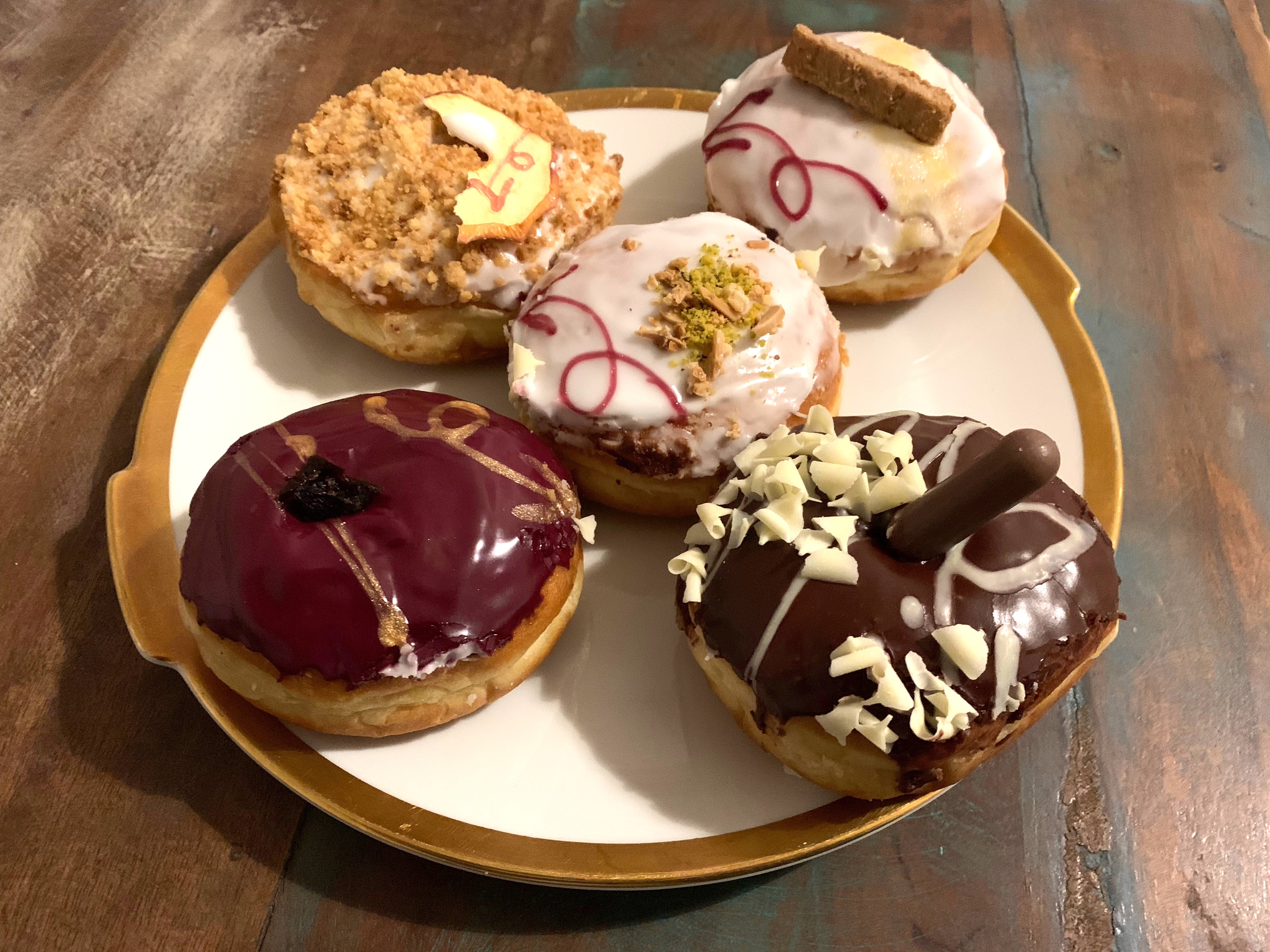
Boule de Berlin
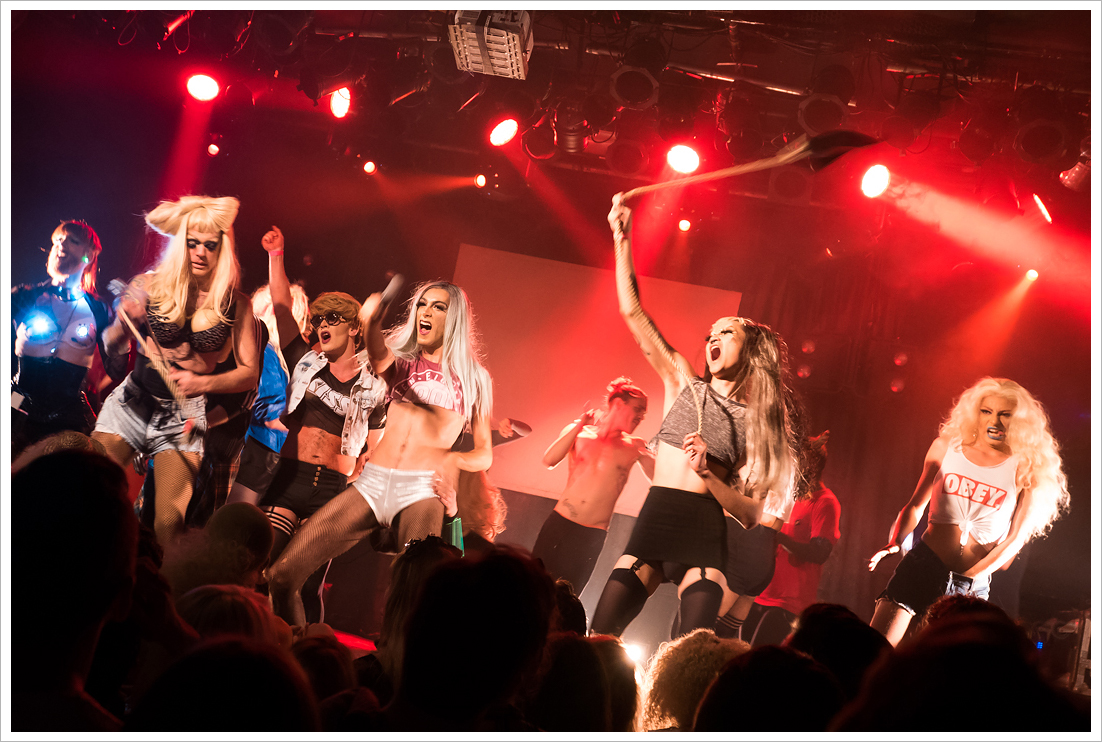
SO36
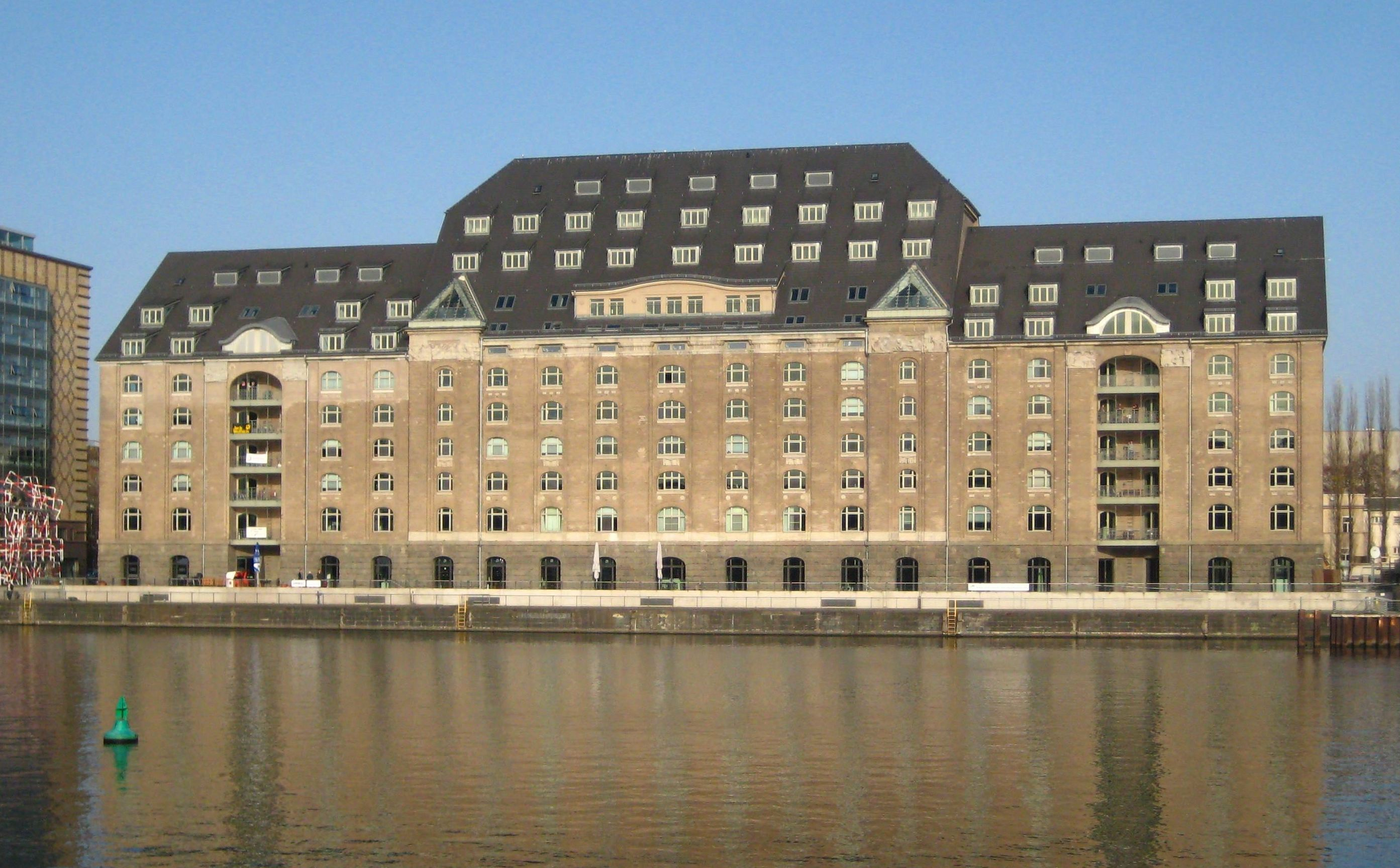
Académie européenne du cinéma

Berlin a donc une vie culturelle riche et très diverse. Spectacles et manifestations en tout genre sont nombreux. C'est une ville internationale, très ouverte et tolérante, multiculturelle. Berlin compte plus de 170 théâtres et autres scènes, plus de 175 musées et collections, environ 300 galeries, plus de 80 bibliothèques publiques, 100 cinémas et de nombreuses autres institutions culturelles (2023). Avec un budget pour la culture de presque un milliard d'euros, Berlin fait partie des leaders internationaux.
Beaucoup de jeunes, de musiciens et d'artistes continuent à s'installer à Berlin, faisant de la ville la capitale de la jeunesse et de la culture pop d'Europe.

### Festivals
On peut noter le Carnaval des Cultures, un défilé de rue multiethnique annuel, ainsi que le CSD (Christopher Street Day), qui est la plus grande manifestation d'homosexuels en Europe centrale. Ces événements attirent des millions de visiteurs et sont soutenus par le gouvernement de la ville.
La Berlinale est un festival de cinéma compétitif, créé en 1951. Il se tient chaque année début février, à Berlin. Un important marché de films, des rétrospectives et des sections parallèles complètent la manifestation, portée par la compétition internationale de longs métrages.
L’Académie européenne du cinéma est une organisation professionnelle vouée à la promotion du cinéma européen, créée sous l'initiative d'un groupe de cinéastes européens en 1988. Elle remet chaque année les Prix du cinéma européen.

### Musées

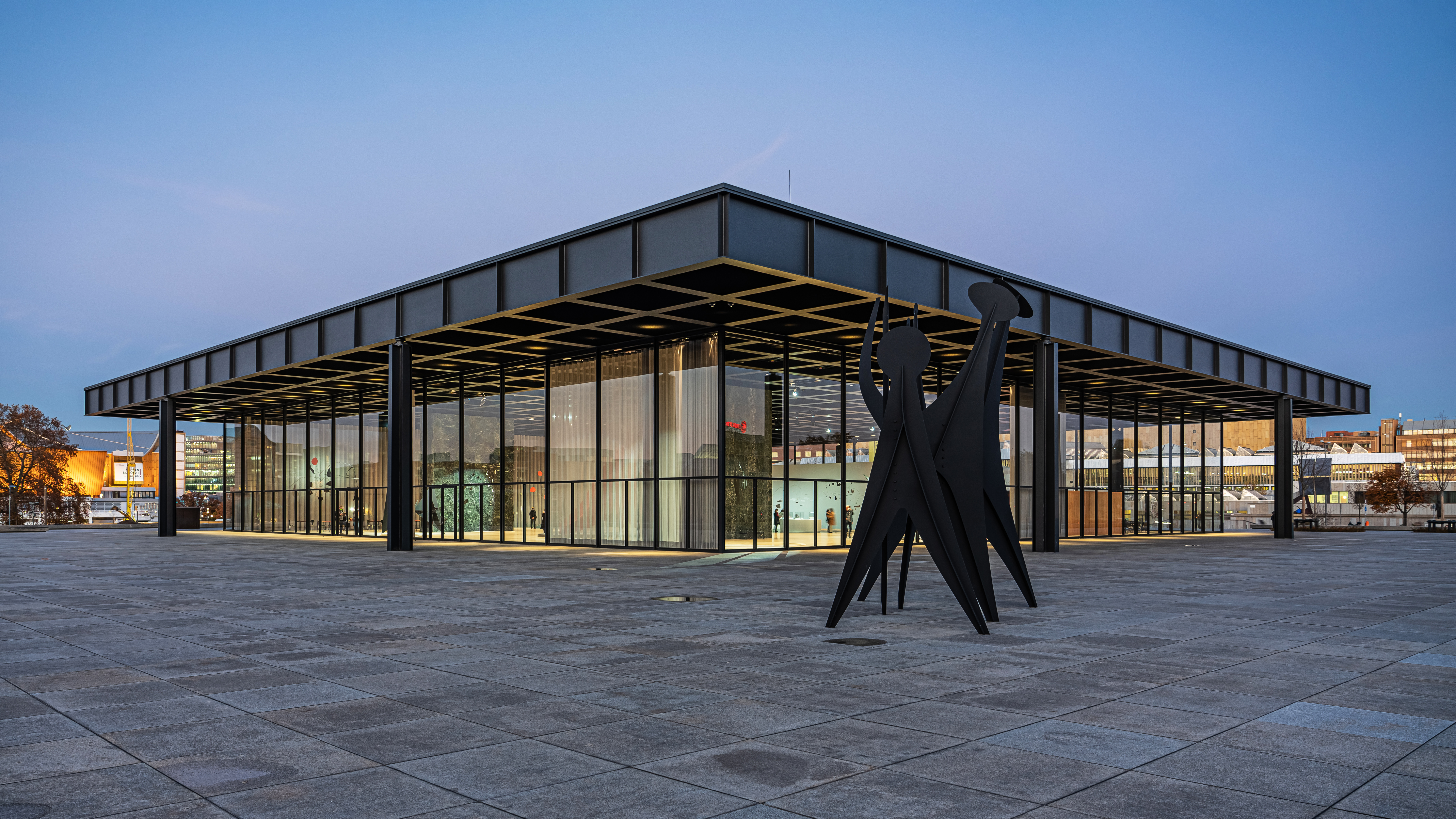
Neue Nationalgalerie.

- le musée des Technologies à Kreuzberg
- la Neue Nationalgalerie, une des dernières constructions de Ludwig Mies van der Rohe
- le Bauhaus-Archiv
- la Galerie berlinoise
- le Musée Bröhan
- le Musée historique allemand
- le Musée huguenot de Berlin
- le Musée juif
- le Brücke-Museum
- le Musée des Alliés
- le Gemäldegalerie
- le pavillon de chasse de Grunewald
- le Kulturforum
- le Musée Berggruen
- le Museum für Gegenwart dans le Hamburger Bahnhof
- le Musikinstrumenten-Museum
- le musée d'histoire naturelle de Berlin
- le Musée de la RDA
- les Musées de Berlin-Dahlem :
  - le Musée des cultures européennes

Île aux Musées :

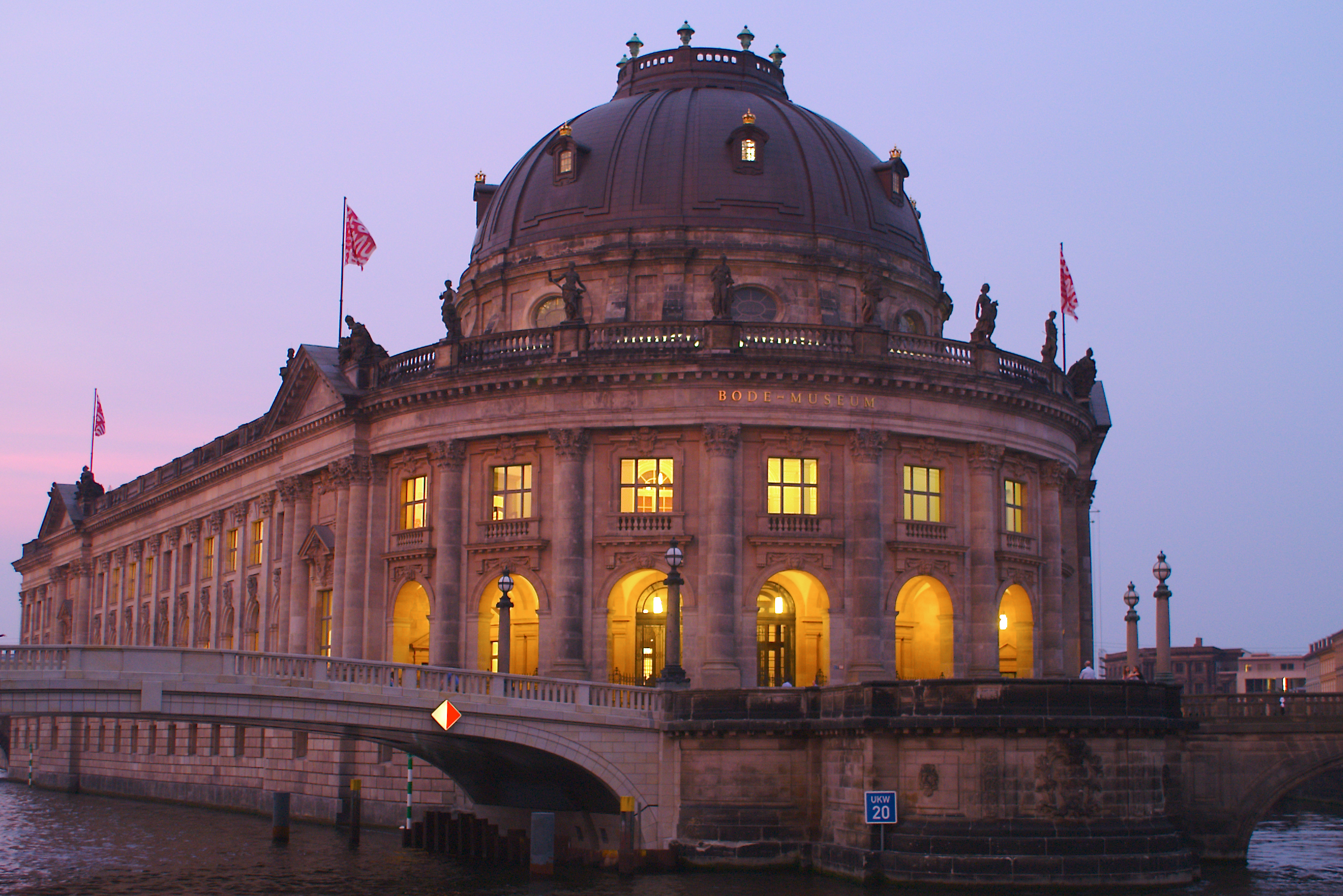
Le Bode-Museum dans l'île aux Musées.

- l'Altes Museum (réalisé par Karl Friedrich Schinkel) : antiquités grecques ;
- l'Alte Nationalgalerie : collection d'art du XIXe siècle ;
- le Bode-Museum : collection d'art byzantin, sculptures du Moyen Âge et de la Renaissance, Cabinet de médailles ;
- le Neues Museum : antiquités égyptiennes ;
- le musée de Pergame : collections de la Perse antique, de la Grèce antique et de l'art musulman.

### Théâtres

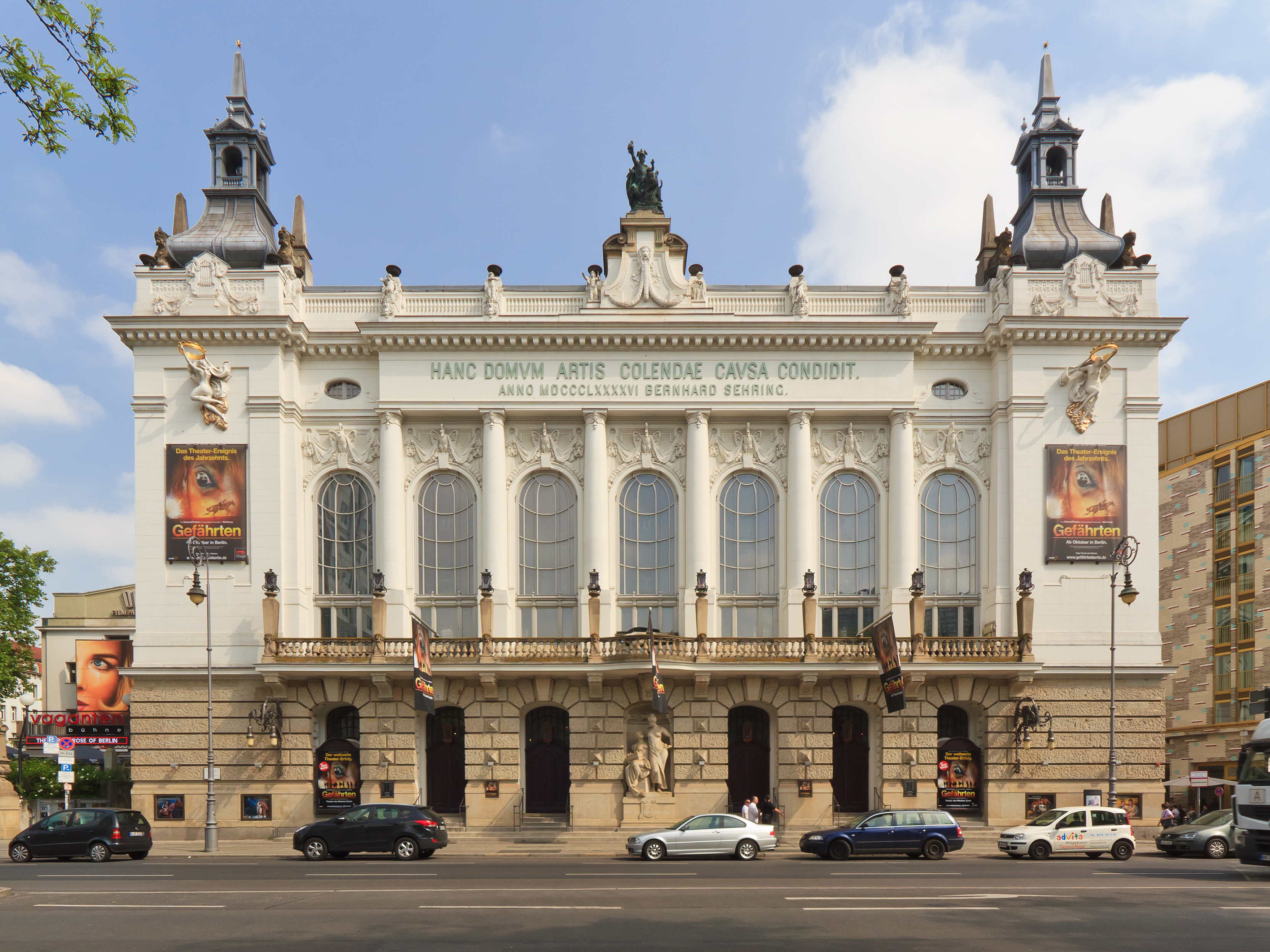
Theater des Westens.

- Berliner Ensemble
- Deutsches Theater
- Grips-Theater
- Schaubühne am Lehniner Platz
- Theater des Westens
- Volksbühne Berlin
- Admiralspalast
- Théâtre Maxime-Gorki
- Konzerthaus
- Friedrichstadt-Palast

### Cinéma
Berlin est aussi une référence pour le cinéma avec l'accueil chaque année en février de la Berlinale, festival international de cinéma dont la récompense suprême est l'Ours d'or. Les Venus Awards sont une récompense cinématographique dédiée à la pornographie décernée tous les ans à Berlin. Le Prix Europa a été fondé en 1987 pour sélectionner et récompenser les meilleures productions européennes de télévision, de radio et de médias numériques, afin de les mieux faire connaître en Europe.

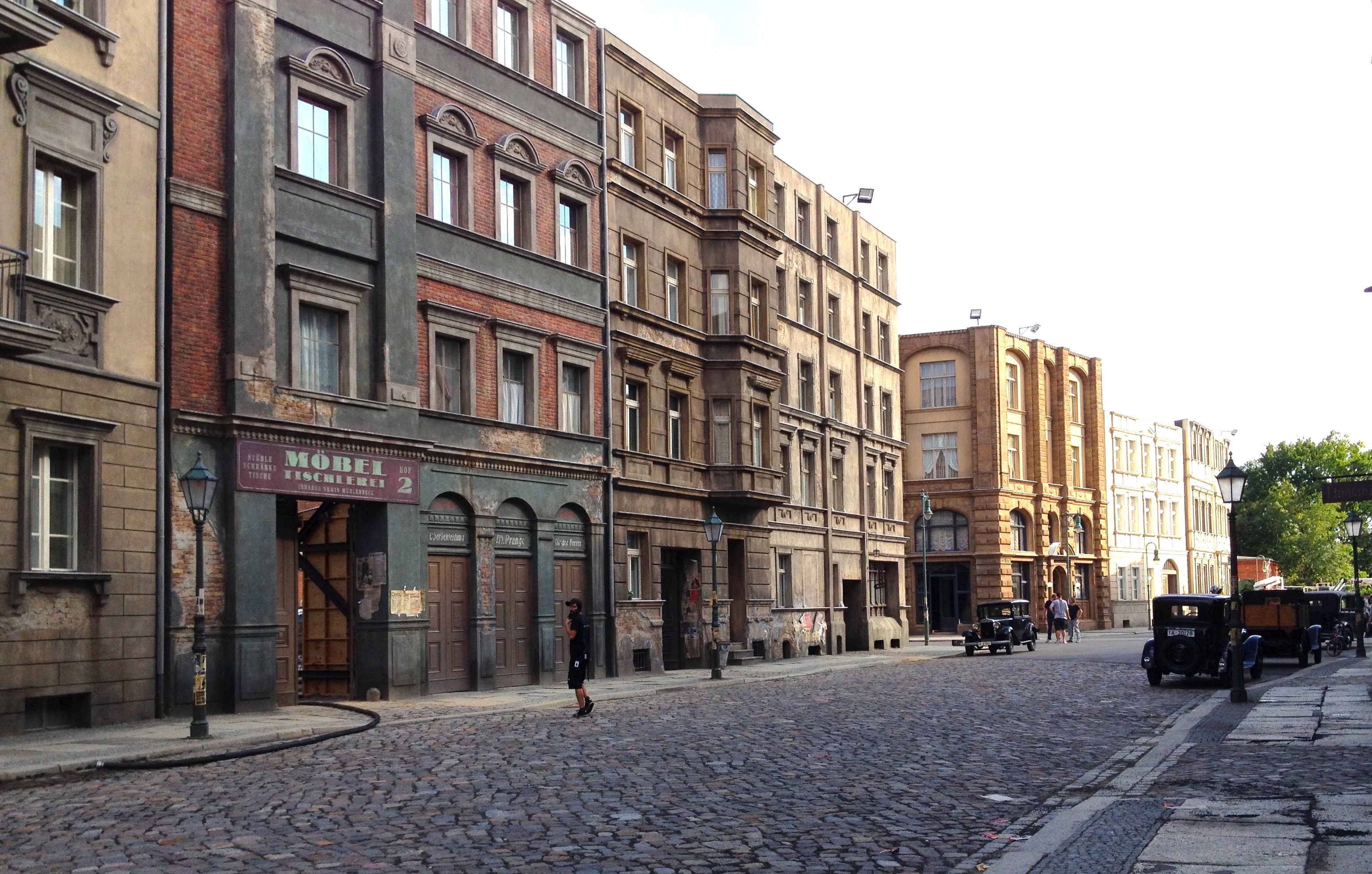
Babylon Berlin (2016)

Quelques films se déroulant à Berlin :
- Berlin, symphonie d'une grande ville (Berlin: Die Sinfonie der Großstadt) (1927), film muet de Walter Ruttmann
- Les Hommes le dimanche (Menschen am Sonntag) (1929), film muet réalisé par Robert Siodmak et Edgar George Ulmer
- Ventres glacés (Kuhle Wampe oder: Wem gehört die Welt?) (1932), sur la Kuhle Wampe
- Les assassins sont parmi nous (Die Mörder sind unter uns) (1946)
- Allemagne année zéro (Germania anno zero) de Roberto Rossellini (1948)
- Un, deux, trois (One, Two, Three), une comédie satirique de Billy Wilder (1961)

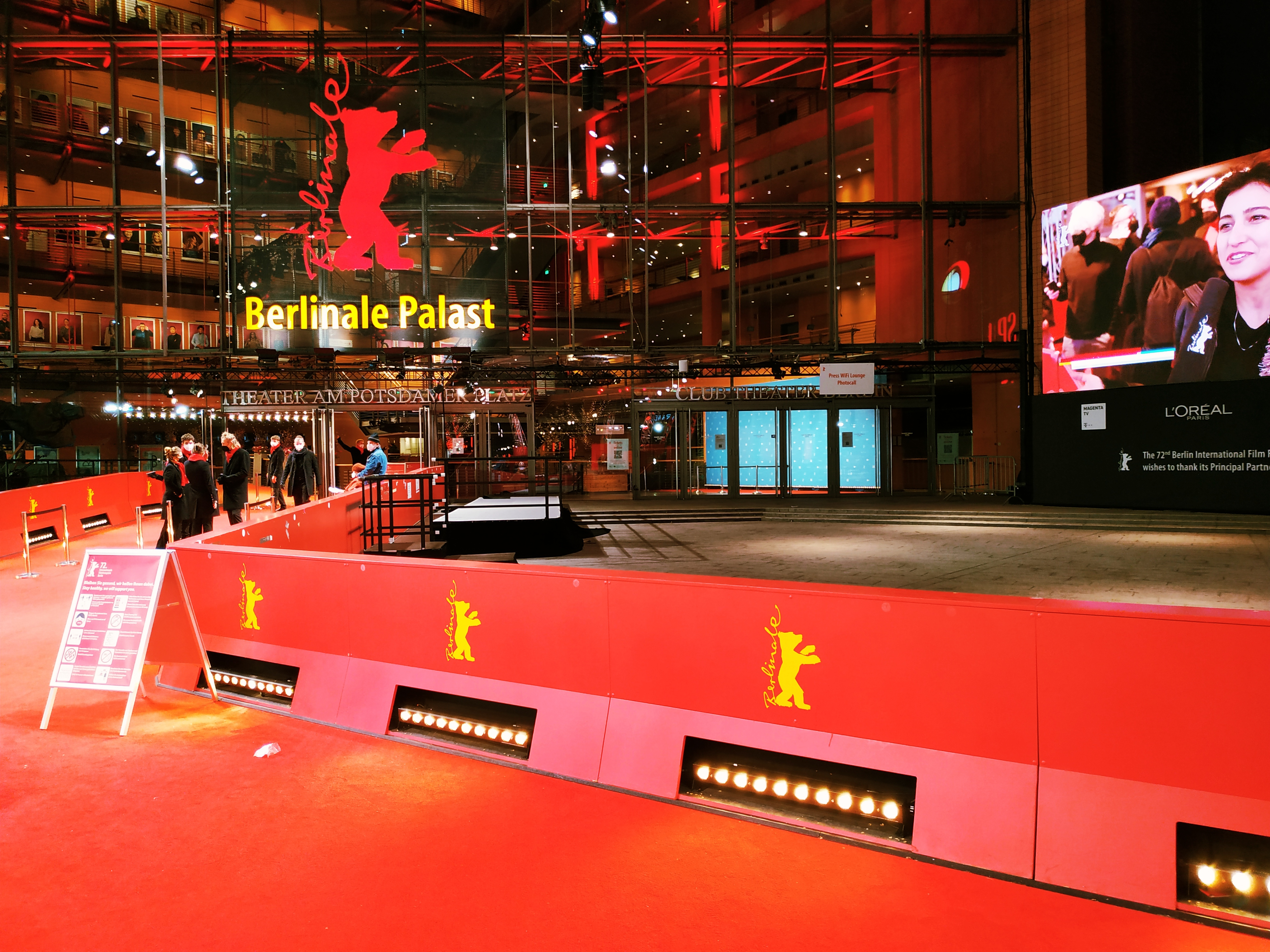
La Berlinale en février (2022).

- La Légende de Paul et Paula (Die Legende von Paul und Paula) de Heiner Carow (1972), film culte de la RDA
- Moi, Christiane F., 13 ans, droguée, prostituée… (Christiane F. - Wir Kinder vom Bahnhof Zoo) de Uli Edel (1981)
- Les Ailes du désir (Der Himmel über Berlin) de Wim Wenders (1987)
- Herr Lehmann (2003) de Leander Haußmann, sur le quartier du Kreuzberg en 1989
- Cours, Lola, cours (Lola rennt) de Tom Tykwer (1998)
- Sonnenallee de Leander Haußmann (1999)
- Good Bye, Lenin! de Wolfgang Becker (2002)
- La Mort dans la peau (The Bourne Supremacy) de Paul Greengrass, notamment sur Alexanderplatz (2004)
- Un été à Berlin (Sommer vorm Balkon) d'Andreas Dresen (2005)
- La Vie des autres (Das Leben der Anderen) de Florian Henckel von Donnersmarck (2007)
- Berlin Calling de Hannes Stöhr (2008)
- Oh Boy de Jan-Ole Gerster (2012)
- Victoria de Sebastian Schipper (2015)
- Unorthodox de Maria Schrader (2020)

### Orchestres, opéras et chorales

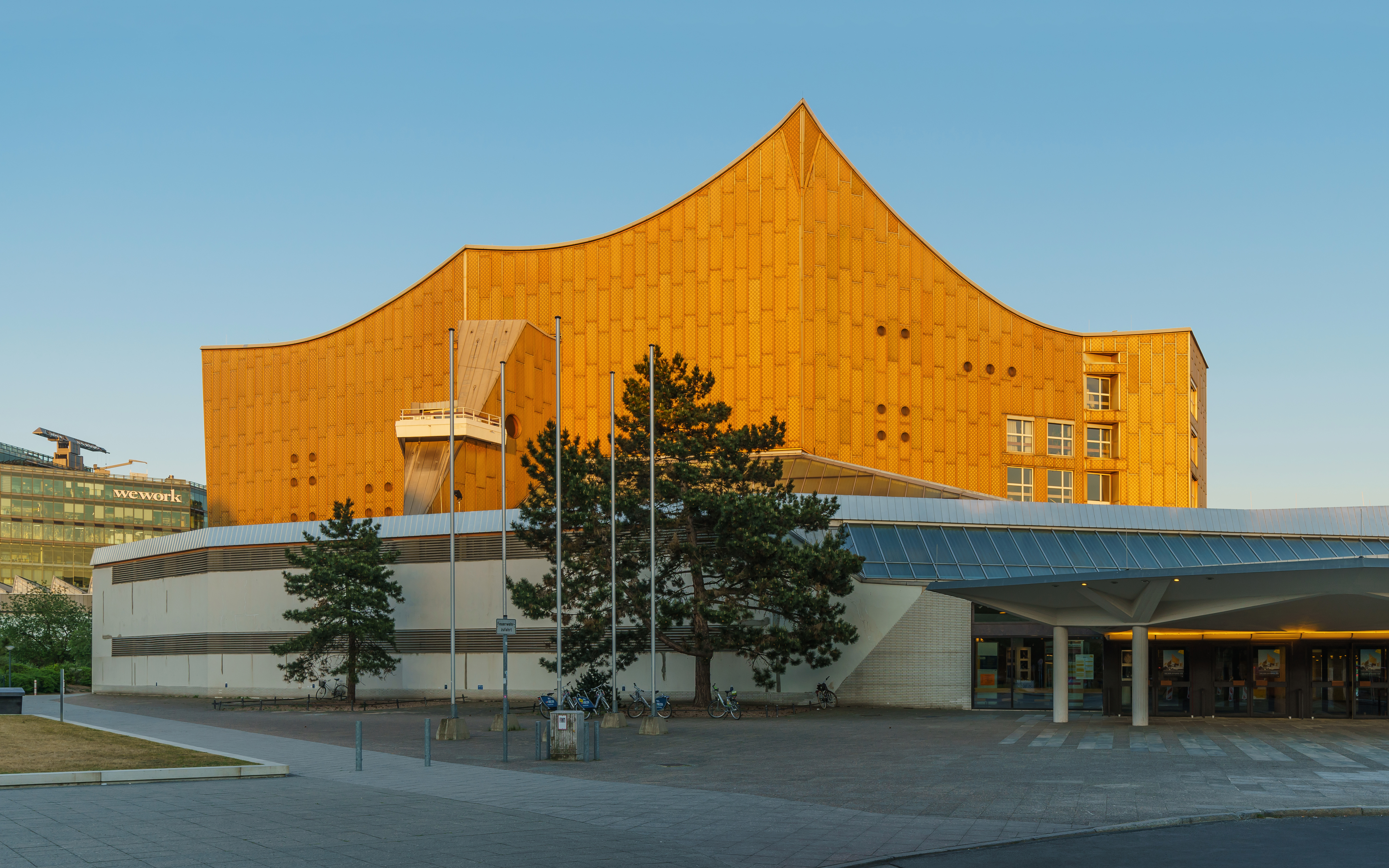
Philharmonie de Berlin, où joue le Berliner Philharmoniker.

- Berliner Philharmoniker : le célèbre orchestre autrefois dirigé par Herbert von Karajan et Claudio Abbado. C'est le chef russe et autrichien Kirill Petrenko qui est désormais à la tête de la philharmonie ;
- Konzerthausorchester Berlin (anciennement Berliner Sinfonie-Orchester) : autrefois dirigé par Kurt Sanderling et Eliahu Inbal notamment. Le chef actuel est Iván Fischer ;
- Deutsches Symphonie-Orchester Berlin : autrefois dirigé par Ferenc Fricsay et Lorin Maazel notamment. Le chef actuel est Ingo Metzmacher ;
- Rundfunk-Sinfonieorchester Berlin : autrefois dirigé par Hermann Abendroth et Heinz Rögner notamment. Le chef actuel est Marek Janowski ;
- Staatskapelle Berlin : orchestre de l'Opéra Unter den Linden (Staatsoper), dirigé par Daniel Barenboim ;
- Sing-Akademie zu Berlin, fondée en 1791, est un des plus anciens chœurs mixtes au monde ;
- Le groupe de metal industriel allemand RAMMSTEIN est originaire de Berlin ;
- Deutsche Oper Berlin ;
- Opéra-Comique de Berlin ;
- Staatsoper Unter den Linden.

### Jardins zoologiques
À Berlin, il y a deux jardins zoologiques: le jardin zoologique de Berlin (Zoologischer Garten Berlin), fondé dès 1844, et le Parc zoologique de Berlin-Friedrichsfelde (Tierpark Berlin), fondé en 1954. Depuis la réunification de la ville de Berlin, les deux institutions coopèrent intensivement et, depuis le 31 janvier 2007, ils sont dirigés par un seul directeur.

### Sports

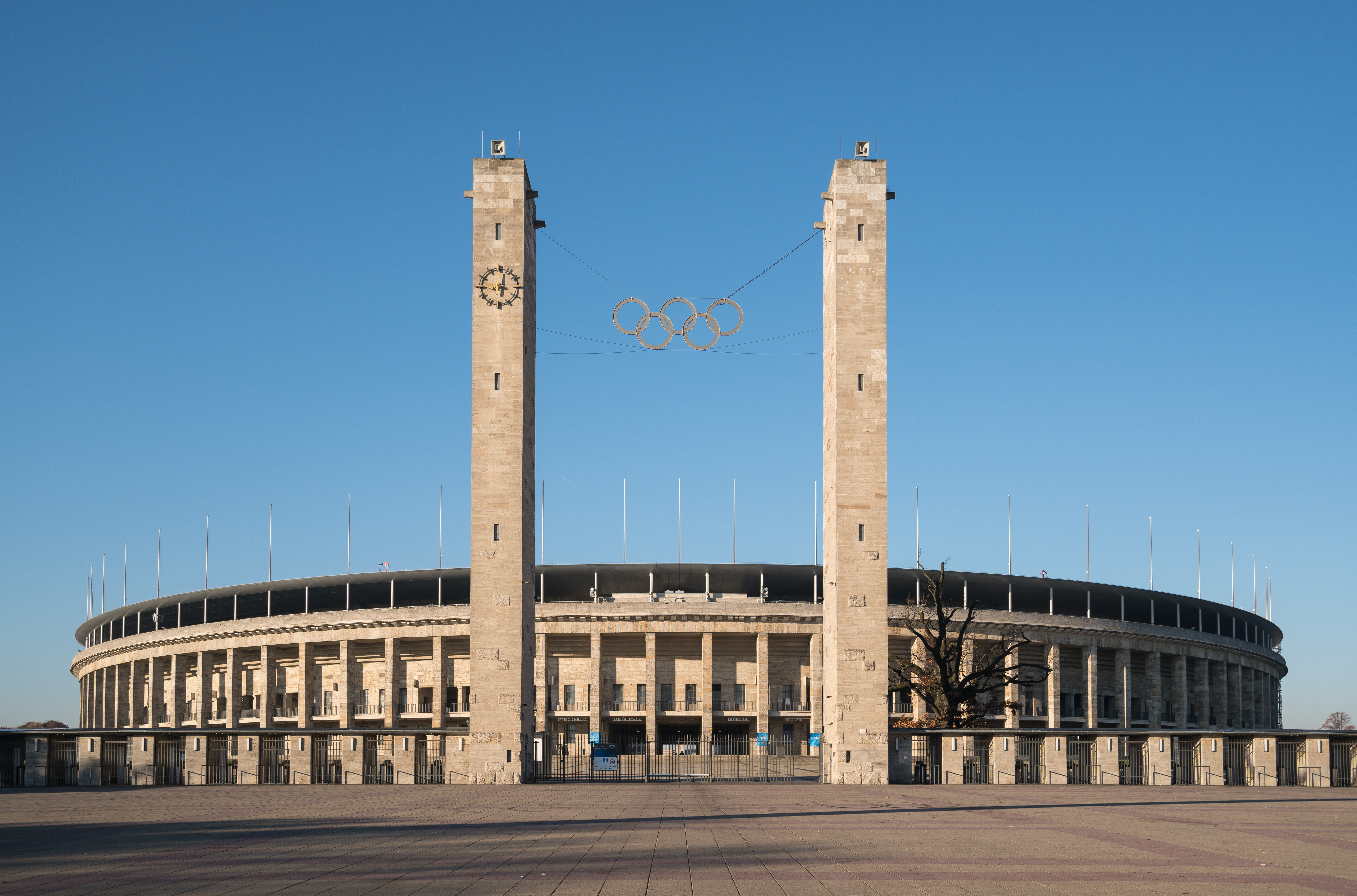
Stade olympique de Berlin.

Berlin a accueilli les Jeux olympiques d'été de 1936 et a été une des villes de la Coupe du monde de football 2006 dont elle a accueilli la finale au stade olympique de Berlin. Les Championnats du monde d'athlétisme 2009 se sont déroulés à l'Olympiastadion de Berlin en août. Le Marathon de Berlin se déroule chaque année en centre-ville tout comme le meeting d'athlétisme ISTAF comptant pour la Golden League. Le WTA Tour, ensemble des tournois de tennis féminin, comprend l'Open d'Allemagne organisé annuellement dans la ville depuis 1979. Fondé en 1896, c'est un des plus anciens tournois de tennis pour femmes.

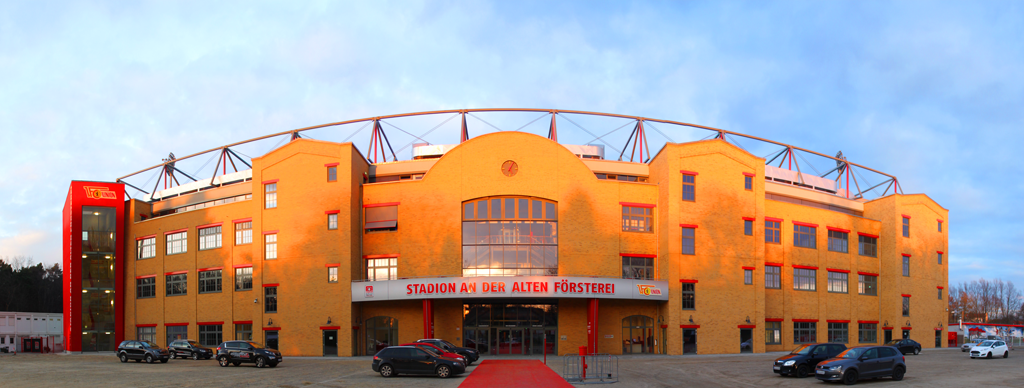
Le stade An der Alten Försterei.

Berlin est la ville du Hertha BSC, une équipe de football de la 1. Bundesliga, de l'équipe de handball de 1. Bundesliga du Füchse Berlin jouant dans une salle de plus de 10 000 places et de l'équipe de basket-ball des Alba Berlin (connue sous le nom des albatros de Berlin, qui joue dans la même salle), qui ont gagné tous les championnats nationaux entre 1997 et 2003. Berlin est aussi la ville des Eisbären Berlin du Championnat d'Allemagne de hockey sur glace, une équipe qui a été fondée à l'époque de l'Allemagne de l'Est. Devenue 1er champion de la toute nouvelle 3. Bundesliga lors de la saison 2008/2009, l'équipe de football du 1.FC Union Berlin joue en 2. Bundesliga la saison 2009/2010. Promue en fin de saison 2018/2019, l'Union de Berlin joue pour la première fois de son histoire en Bundesliga, la saison 2019/2020.
| Club                     | Sport            | Fondé en  | Ligue                    | Stade                          |
| ------------------------ | ---------------- | --------- | ------------------------ | ------------------------------ |
| Hertha BSC               | Football         | 1892      | 2. Bundesliga            | Stade olympique de Berlin      |
| 1. FC Union Berlin       | Football         | 1906/1966 | Bundesliga               | Stadion An der Alten Försterei |
| Alba Berlin              | Basket-ball      | 1991      | Basketball-Bundesliga    | Mercedes-Benz Arena            |
| Eisbären Berlin          | Hockey sur glace | 1954      | DEL                      | Mercedes-Benz Arena            |
| Füchse Berlin            | Handball         | 1891      | DKB Handball-Bundesliga  | Max-Schmeling-Halle            |
| Wasserfreunde Spandau 04 | Water-polo       | 1904      | Deutsche Wasserball-Liga |                                |

### Littérature
La littérature berlinoise s'inscrit dans le cadre plus général de la littérature de langue allemande qui regroupe l'ensemble des œuvres littéraires de langue allemande. Née au Siècle des Lumières, la littérature berlinoise a connu des périodes de grand rayonnement. Actuellement, la ville attire des penseurs et des artistes du monde entier.
Parmi les auteurs les plus célèbres, nous pouvons citer Moses Mendelssohn, Wilhelm von Humboldt, Georg Wilhelm Friedrich Hegel, E. T. A. Hoffmann, Georg Simmel, Alfred Döblin, Christian Morgenstern, Joachim Ringelnatz, Kurt Tucholsky, Walter Benjamin, Bertolt Brecht, Gottfried Benn, Vladimir Nabokov, Erich Kästner, Christopher Isherwood, Robert Jungk, Günter Grass, Uwe Johnson, Heiner Müller, Christa Wolf, Wolfgang Kohlhaase, Herta Müller, Max Goldt, Jonathan Franzen, Maxim Biller, Wladimir Kaminer et Ferdinand von Schirach.

### Cuisine

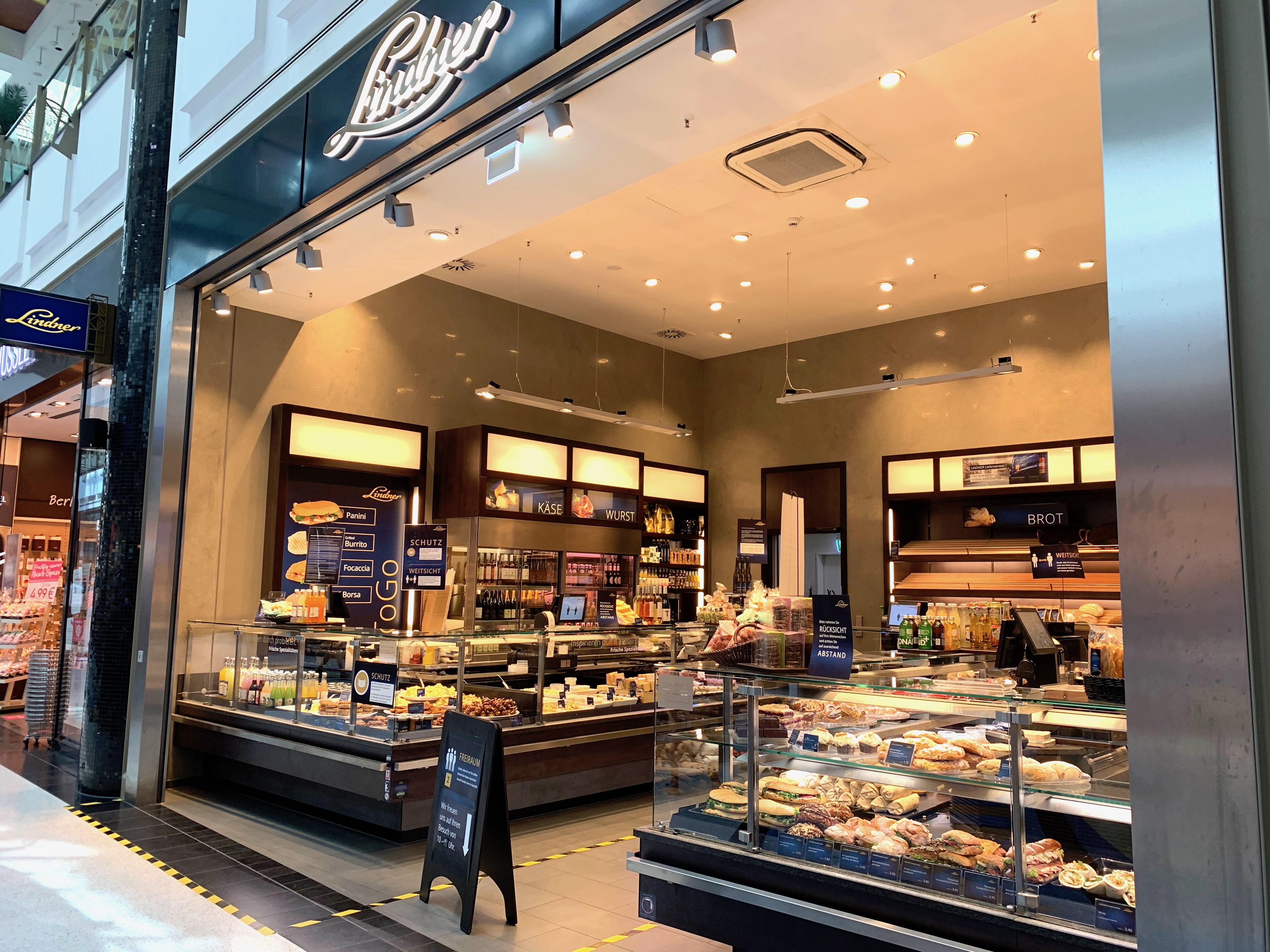
Épiceries fines

La culture alimentaire de Berlin est un mélange de différentes cuisines. C’est un mélange de spécialités allemandes, occidentales, italiennes, asiatiques, levantines et turques.
Depuis la chute du mur (1989), la cuisine berlinoise a fait de grands pas gastronomiques. La capitale allemande est devenue la ville la plus étoilée d'Allemagne grâce à ses 31 étoiles Michelin obtenues (2022). Avec sa cuisine de rue créative, ses restaurants gastronomiques et sa cuisine vegan, la capitale allemande s’est fait une place de choix sur la scène culinaire européenne.
Le kebap occupe une place importante sur la scène culinaire berlinoise depuis des décennies – le sandwich y a été inventé il y a 50 ans – grâce aux travailleurs migrants turcs. Il existe plus de 1 500 kebabs dans toute la ville.
Une boule de Berlin (Berliner) est un beignet fait à partir de pâte levée frite dans de la graisse ou de l'huile, fourrée à la confiture ou à la crème pâtissière, et recouverte de sucre, généralement glacé.